# Nobiltà civica nella Marca pontificia
La nobiltà civica nella Marca pontificia comprendeva l’insieme delle famiglie che detenevano in via ereditaria il monopolio delle magistrature cittadine nei comuni della Marca Anconitana direttamente sottoposti allo Stato della Chiesa.

## Le caratteristiche dei patriziati cittadini

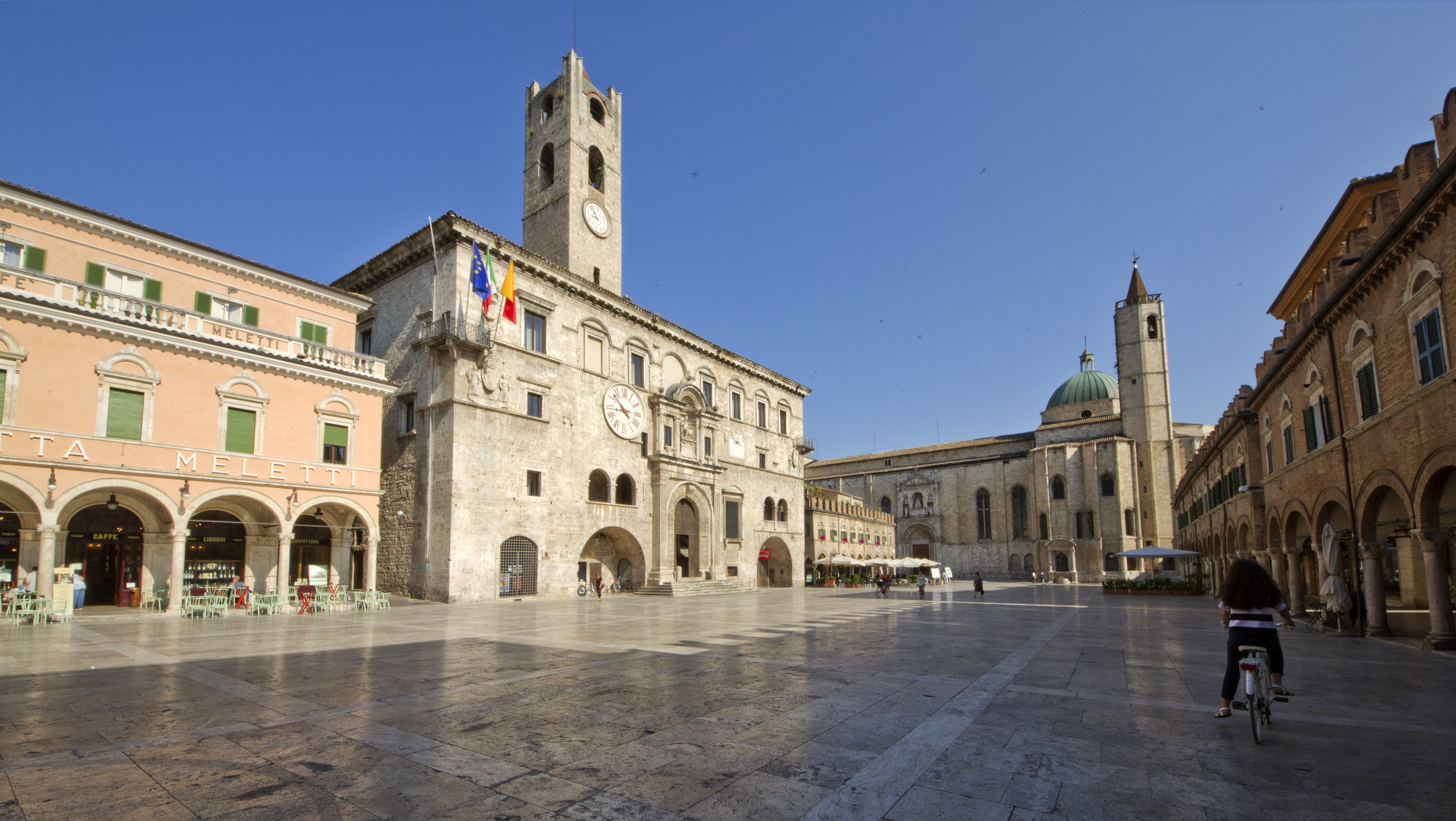
Ascoli Piceno, Piazza del Popolo.

A partire dal Quattrocento le élites cittadine della Marca Anconitana si erano venute organizzando secondo i moduli del governo aristocratico, e attraverso il controllo delle funzioni pubbliche e di larghe porzioni della proprietà fondiaria esercitavano un potere dai tratti nettamente oligarchici sui centri urbani e sul loro contado.

### Il monopolio del potere come atto fondativo delle aristocrazie civiche
Le famiglie che ricoprivano cariche e magistrature formarono un ceto omogeneo che maturò e si evolse in nobiltà grazie all'accentramento esclusivo ed ereditario del potere legislativo, esecutivo e giudiziario di primo grado. Dal Cinquecento, infatti, le oligarchie urbane cominciarono a escludere le altre classi sociali dagli organi di governo, mediante le cosiddette "chiusure di ceto". Tali provvedimenti restringevano ai soli nobili l’accesso alle magistrature, rendendole ereditarie in un ristretto gruppo di famiglie. Queste, alternandosi con regolarità e continuità nelle cariche, si garantivano il controllo politico ed economico sulle comunità.
Affinché la distinzione nobiliare potesse acquisire piena validità al di là di un ambito strettamente locale, era necessario che la separazione di ceto non fosse solo un fatto compiuto (de facto), ma venisse sancita anche giuridicamente (de jure). Ciò richiedeva un riconoscimento formale, esplicito o più frequentemente implicito, da parte degli organi centrali dello Stato della Chiesa. Riferendosi alle chiusure di ceto nella Marca, lo storico Claudio Donati notava che «in gran parte si trattò di un processo autonomo, per così dire subìto e ratificato post rem dalla Sede apostolica».

### Differenze e analogie tra nobiltà civica e feudale
Le famiglie consiliari della Marca, nella maggioranza dei casi, non facevano parte dell'aristocrazia feudale e titolata; la nobiltà civica di antico regime, in effetti, non era considerata un titolo, ma rappresentava piuttosto lo status privilegiato di una famiglia all'interno di una società divisa in ceti. Si trattava, in sostanza, di una qualità che si esprimeva nel «diritto all'esercizio in via ereditaria di una porzione anche infinitesima o addirittura ideale di poteri regi ossia statuali. Malgrado ogni variante è sempre stato considerato nobile chi appartiene ad un ceto che detiene o che ha detenuto tali poteri».
Sebbene le due classi nobiliari avessero origini distinte - frutto di concessione sovrana quella feudale e titolata, sviluppatasi autonomamente la civica -, esse presentavano anche significative analogie. «L'autonomia dei feudi può equipararsi pienamente a quella dei Comuni liberi; come nei primi il feudatario possedeva poteri a carattere pubblicistico più o meno estesi, così nei secondi le oligarchie cittadine avevano analoghi poteri, tant'è che gli stessi Consigli o Consessi, di cui facevano parte le famiglie di nobiltà civica ed alle quali era riservato il governo della città, erano chiamati «sovrani». Anche l'ereditarietà del potere era analoga nelle due classi nobiliari, giacché tanto nei feudi quanto nelle città aristocratiche il governo in queste località trapassava alle famiglie titolate per diritto di nascita».

### Le basi economiche e l'estensione del potere aristocratico

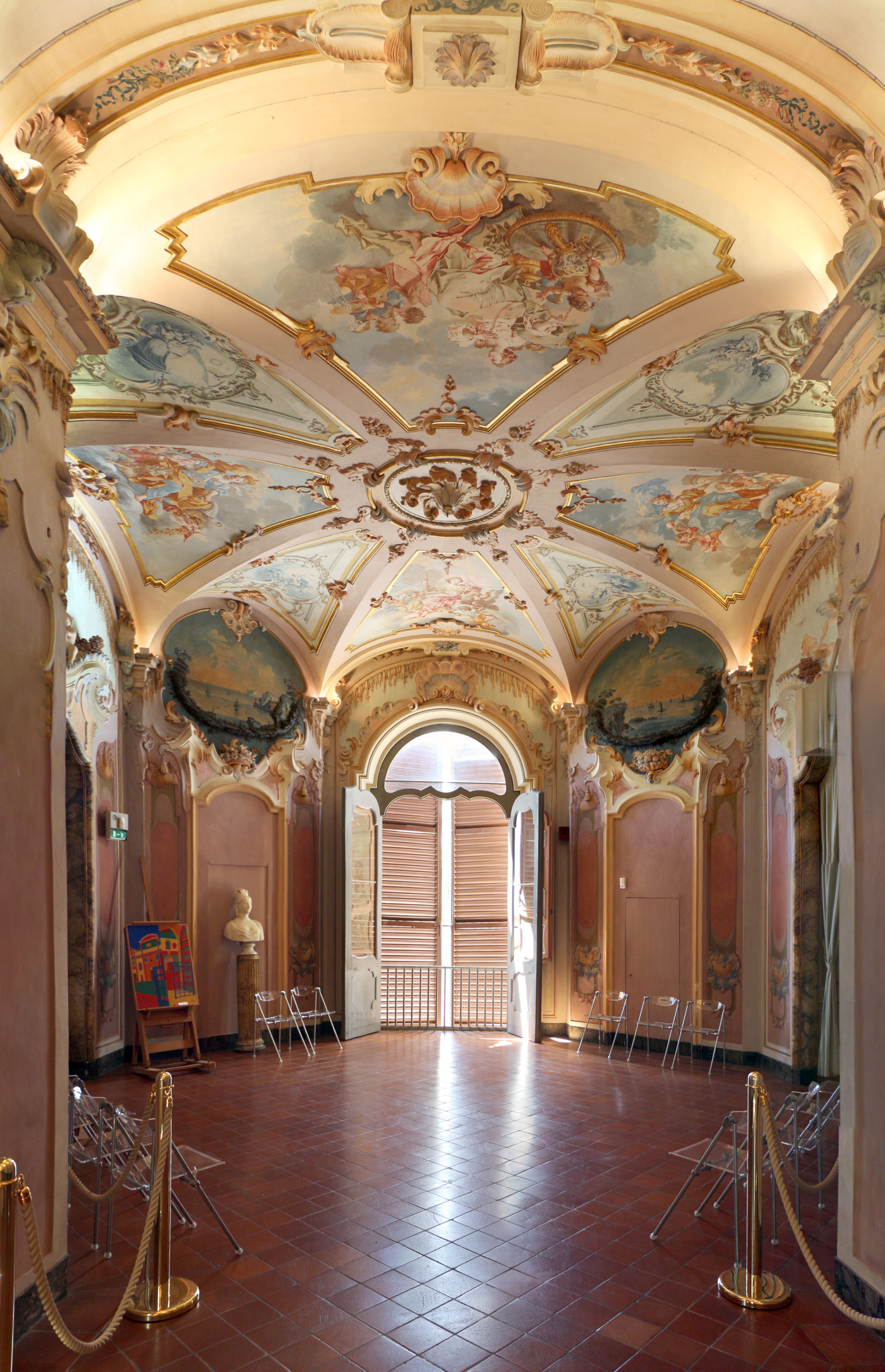
Palazzo Pianetti, galleria degli stucchi rococò, Jesi.

La nobiltà delle famiglie consiliari era espressione di uno status consolidato da generazioni, che le oligarchie urbane formalizzarono in risposta al progressivo accentramento amministrativo dello Stato della Chiesa. Le casate nobili divennero un punto di riferimento e di mediazione tra i territori locali e l'autorità pontificia, assumendo un ruolo cruciale nel bilanciare gli interessi delle comunità periferiche con quelli del potere centrale.
I patriziati urbani attingevano la loro forza economica dalla proprietà fondiaria. Dal catasto di Recanati del 1530 si evince che quasi l'ottanta per cento della proprietà laica, pari a circa la metà dell'intera superficie comunale, era detenuto da sole sessantotto famiglie. Spesso gli stessi nuclei familiari occupavano i vertici delle chiese locali, e mediante l'affitto e l'enfiteusi controllavano indirettamente anche gran parte dei possedimenti ecclesiastici.
All'autorità sul contado esercitata in qualità di proprietari, i nobili possidenti univano quella derivata dall'essere ufficiali del governo comunale per giustizia, amministrazione e difesa, gestori dell'annona e dei Monti Frumentari, responsabili della ripartizione dei carichi fiscali e amministratori dei Monti di Pietà, finanziatori dei principali istituti di assistenza e rappresentanti dei vertici di chiese e conventi, nonché detentori di amplissimi poteri informali e infragiudiziari.
Nel Settecento, le famiglie della nobiltà decurionale rappresentavano meno del due per cento della popolazione complessiva della Marca. A dare poi la misura del funzionamento nettamente oligarchico dei governi, basti ricordare che verso la fine del Settecento su una popolazione di Arcevia che superava gli ottomila abitanti, solo sedici persone, tutte nobili, detenevano effettivamente il potere.
Il carattere dell'aristocrazia cittadina riecheggia nelle parole orgogliose di Francesco Brunamonti, esponente nella seconda metà del Settecento di una famiglia del primo ordine di reggimento di Roccacontrada, oggi Arcevia:
(ndr Nei centri urbani dove questo non avviene) si vede nei pubblici rappresentanti quella uguaglianza, che esclude ogni specie di nobiltà, perchè non dà veruna distinzione
pubblica a verun numero di famiglie, onde si conoscano per non simili ed uguali a tutte l'altre, ma segregate e maggiori»

## La classificazione dei centri urbani

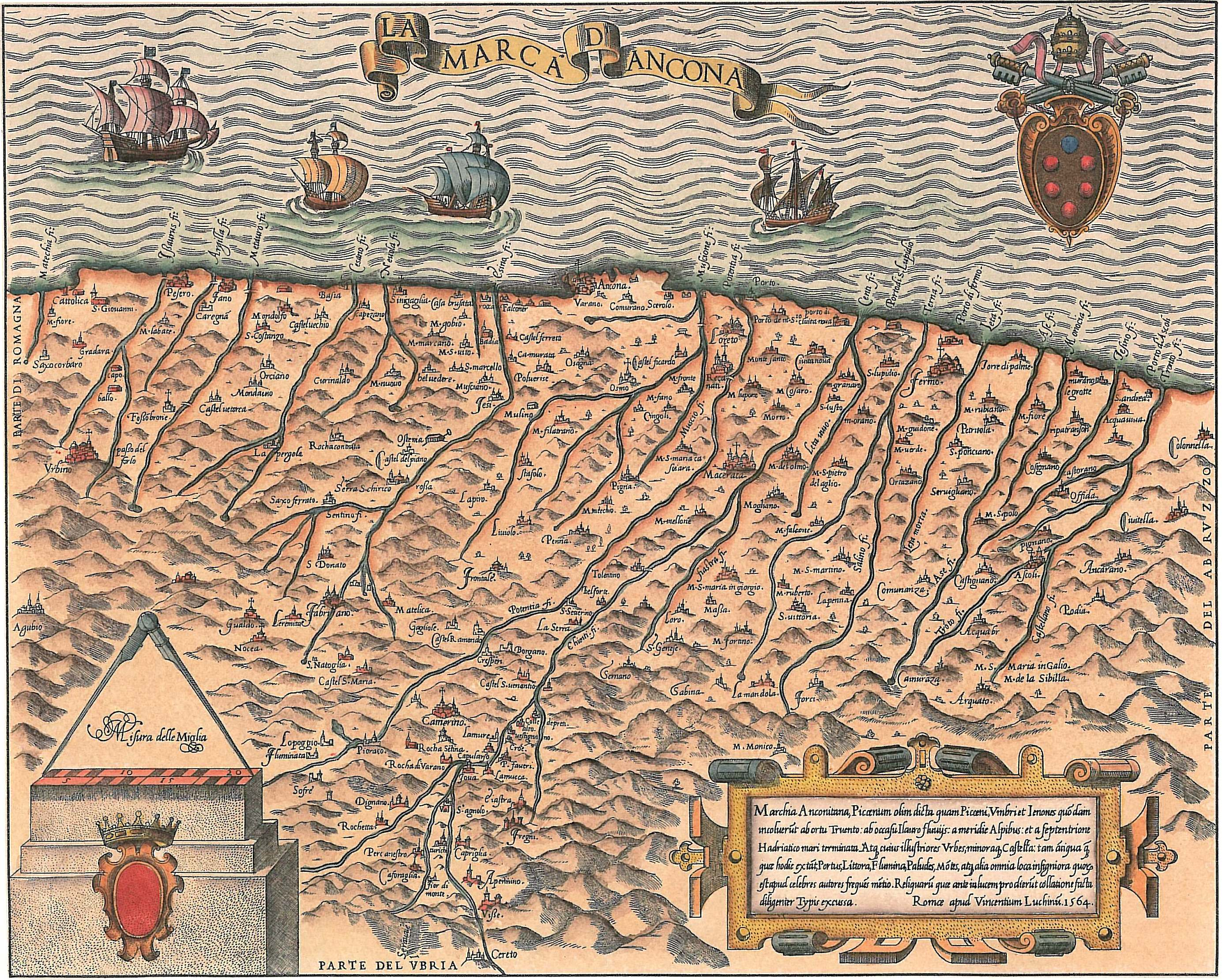
Mappa della Marca di Ancona, Vincenzo Luchino, 1564.

I centri urbani della Marca erano costituiti da città e da «terre».
Terra era il termine con cui dal tardo Duecento gli apparati amministrativi dello Stato della Chiesa indicavano quei comuni che, non essendo sedi episcopali, non potevano fregiarsi dello titolo di civitas, ma per via dei loro attributi istituzionali, per la vivacità economica e sociale, per l’articolazione della vita religiosa, e in alcuni casi anche per le dimensioni, si definivano alla stregua di città.
I centri urbani erano inoltre distinti secondo le prerogative politico-amministrative e giurisdizionali di cui godevano. La loro prima classificazione sistematica si ebbe per motivi meramente fiscali con le Costituzioni Egidiane, che il Cardinale Egidio Albornoz promulgò a Fano nel 1357, e con la successiva Descriptio Marchiae Anconitanae (1362-1367).
Essi furono suddivisi in due grandi classi:
- Immediate subiecti, ovvero alle dirette dipendenze della Camera Apostolica, organo che amministrava il patrimonio dello Stato della Chiesa.
- Mediate subiecti, ovvero dipendenti da un altro centro abitato o da un potentato, come un signore locale.

Fra i secondi, che erano perlopiù ville e castra, figuravano anche le terre che erano subordinate a una città, come Camerano che dipendeva da Ancona. Erano invece centri immediate subiecti tutte le città e le terre indipendenti, dove il carattere di dominio diretto esercitato dall'amministrazione papale restava spesso un dato formale e il governo locale era in realtà saldamente posto sotto la giurisdizione cittadina.
Per restituire un quadro più preciso del fenomeno, nel Settecento, l'ottanta per cento delle comunità della Marca - ben 304 su 383 - erano mediate subiectae, quindi dipendenti da altre località e prive di autonomia.
I restanti centri erano immediate subiecti, e godevano di una giurisdizione che implicava la potestas statuendi, ovvero il potere legislativo all'interno della comunità, il diritto di eleggersi magistrati e ufficiali, la cognizione delle cause di primo grado, anche in materia penale e talvolta di jus sanguinis, oltre al governo e alla giurisdizione sul contado.
I reggimenti aristocratici si svilupparono nelle ventidue città della Marca e in un numero comparabile di terre rimaste indipendenti- circa la metà di quelle immediate subiectae - poiché solo queste garantivano alla comunità quei poteri sovrani di tipo politico-amministrativo e giudiziario, che con le chiusure di ceto divennero esclusivo appannaggio della nobiltà.

## Origine e sviluppo della nobiltà civica

Stemma della famiglia Leopardi di Recanati.

A partire dalla metà del Cinquecento, lo Stato della Chiesa adottò un sistema di governo dei territori periferici in cui il Papa concedeva ampia autonomia alle oligarchie urbane, favorendo l’instaurarsi di un regime patriziale che garantiva il controllo sociale e la rendita fiscale. La nobiltà si perpetuava attraverso le aggregazioni ai Consigli cittadini, le quali, secondo il pensiero allora prevalente, non conferivano nobiltà, ma attestavano alle famiglie ammesse uno status nobiliare che si considerava già esistente; queste, nella maggior parte dei casi, avevano origini civiche anziché feudali. Con il crollo dell'Antico Regime, l'ingresso dei ceti borghesi nei Consigli e l'abolizione dei vincoli giuridici che tutelavano i patrimoni dalla frammentazione ereditaria, la nobiltà vide gradualmente erodersi il proprio predominio economico e politico.

### L'alleanza tra il potere centrale e le aristocrazie civiche
All’indomani della pace di Cateau-Cambrésis (1559) nello Stato della Chiesa si consolidò una architettura di governo nella quale il Papa, principe naturale, lasciava un ampio margine di autonomia alle oligarchie urbane a discapito dei regimi signorili e della feudalità, marginalizzati dai pontefici nel corso del secolo precedente. Lo Stato Ecclesiastico, pur conoscendo un rilevante processo di accentramento amministrativo, venne quindi a configurarsi come una diarchia tra un apparato clericale centrale e un diffuso patriziato nei territori periferici.
Tale evoluzione fu particolarmente evidente nella Marca, caratterizzata fin da tempi antichi da una fitta trama di nuclei urbani con un ricco e glorioso passato di autogoverno, secondo una modalità che la storiografia ha definito pattizia. Gli uffici pubblici delle città e dei centri minori erano frequentemente monopolizzati da famiglie legate alla curia romana da vincoli di subordinazione ma quasi sempre individuate dalle stesse oligarchie comunali attraverso chiusure di ceto e autonome decisioni di aggregazione. Solo raramente il processo di aristocratizzazione del governo locale fu gestito direttamente dai rappresentanti pontifici, dando luogo a una estrema frammentazione politico-territoriale.
Il potere centrale non si limitò a trovare un equilibrio con quello periferico ma vi si alleò esplicitamente vedendo in questo il fondamento della pace, dell'ordine sociale e un sicuro strumento di governo fiscale. Una identificazione di interessi a cui non era estranea la comune origine sociale delle gerarchie e del personale dello stato, da un lato, e dei ceti dirigenti periferici, dall'altro. Dalla fine del Seicento in poi, infatti, la provenienza dei pontefici, che nei secoli precedenti aveva visto l'alternarsi della grande aristocrazia italiana soprattutto centro-settentrionale, si restrinse allo Stato della Chiesa, da Clemente XI Albani e Innocenzo XIII Conti, attraverso una lunga serie di papi romagnoli e marchigiani fino a Pio IX Mastai-Ferretti.

### L'aggregazione ai Consigli cittadini come atto ricognitivo della nobiltà familiare
Si inaugurò in tal modo un regime patriziale basato sulla stratificazione sociale e scandito dalla gerarchia urbana. Il controllo esclusivo delle magistrature - come i Consigli, il priorato e il gonfalonierato - comportava l'esercizio ereditario del potere legislativo, esecutivo e giudiziario di primo grado, noto come mero et mixto imperio, codificato negli Statuti comunali. Questo, unito a una condizione di vita more nobilium, portava al riconoscimento dello status nobiliare per la famiglia, secondo un indirizzo che si andò sempre meglio delineando a partire dal XVI secolo.

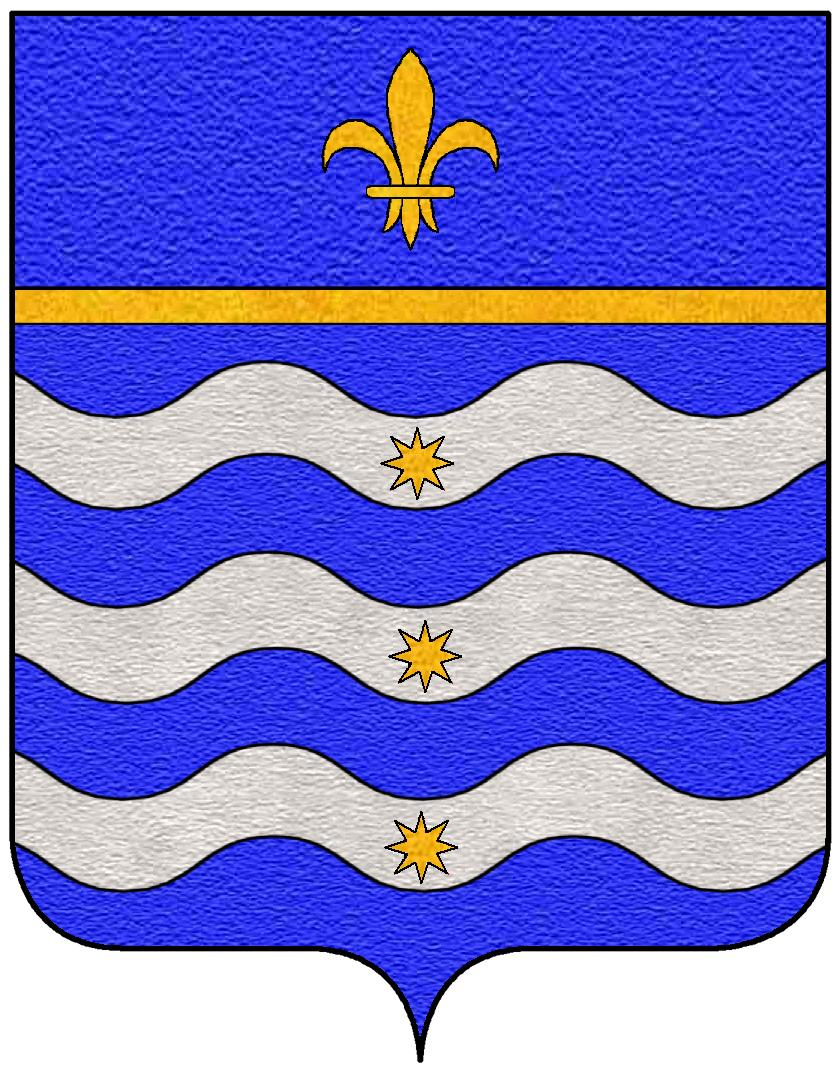
Stemma della famiglia Honorati di Jesi.

Secondo l'Arnone «allorquando i Consigli nobili aggregavano un individuo non creavano in questi nobiltà, ma accertavano e dichiaravano che egli e la sua famiglia per l'antichità, il tenore di vita, la posizione sociale ed economica, la capacità, i parentadi, avevano i requisiti per essere egli ammesso a far parte del consiglio. La nobiltà quindi degli appartenenti ai Consigli civici era dichiarativa e non attributiva, ed inoltre generosa cioè proveniente da una lunga serie di avoli ed infissa nella schiatta tanto che veniva considerata valida come prova nobiliare per l'ammissione negli ordini militari».

### L'origine delle famiglie nobili
Quanto all'origine delle famiglie nobili, lo Zenobi nota che nel Settecento nei reggimenti aristocratici delle terre quasi il 30 per cento delle casate risaliva a prima del Cinquecento, il 18 per cento rimontava ai secoli XI-XIV e tra queste meno della metà aveva origini feudali: il 7 per cento del totale. La stessa preminenza di una origine civica delle casate rispetto alla feudale si riscontra nelle città, anche se con una componente feudale più importante e una antichità mediamente maggiore, conseguenza della più antica e consistente strutturazione del loro quadro sociale e politico.
Allo stesso tempo per le casate non feudali solo raramente si possono riscontrare origini negli artifices popolari. In conclusione Zenobi ipotizza che queste derivassero dai cosiddetti boni homines, cioè le élites cittadine immediatamente sottostanti i milites feudali e con questi spesso imparentate nel corso dei secoli, che fin dalla prima epoca comunale si erano assicurate una preminenza sociale attraverso la proprietà fondiaria e l'esercizio di funzioni cancelleresche nei comuni e nell'amministrazione della giustizia.

### La caduta dell'Antico Regime e la fine dell'egemonia nobiliare
Le aristocrazie urbane della Marca arrivarono a sopravanzare per decoro, prestigio, cultura e potenza le famiglie meno ricche di origine feudale,  adottandone gli stili di vita. Esse mantennero fino all'Unità d'Italia la loro preminenza economica, che venne meno soltanto nella seconda metà dell'Ottocento quando l'abolizione dei fedecommessi dei patronati, e dei benefici laicali determinarono il frazionamento dei patrimoni. Fatto tanto più significativo in quanto fin dalle Campagne d'Italia del 1797 i patriziati cittadini erano stati privati del loro potere essenziale, l'egemonia politica, che non avrebbero riacquistato neanche dopo la Restaurazione.

## Diffusione della mezzadria, concentrazione fondiaria e rafforzamento delle oligarchie urbane

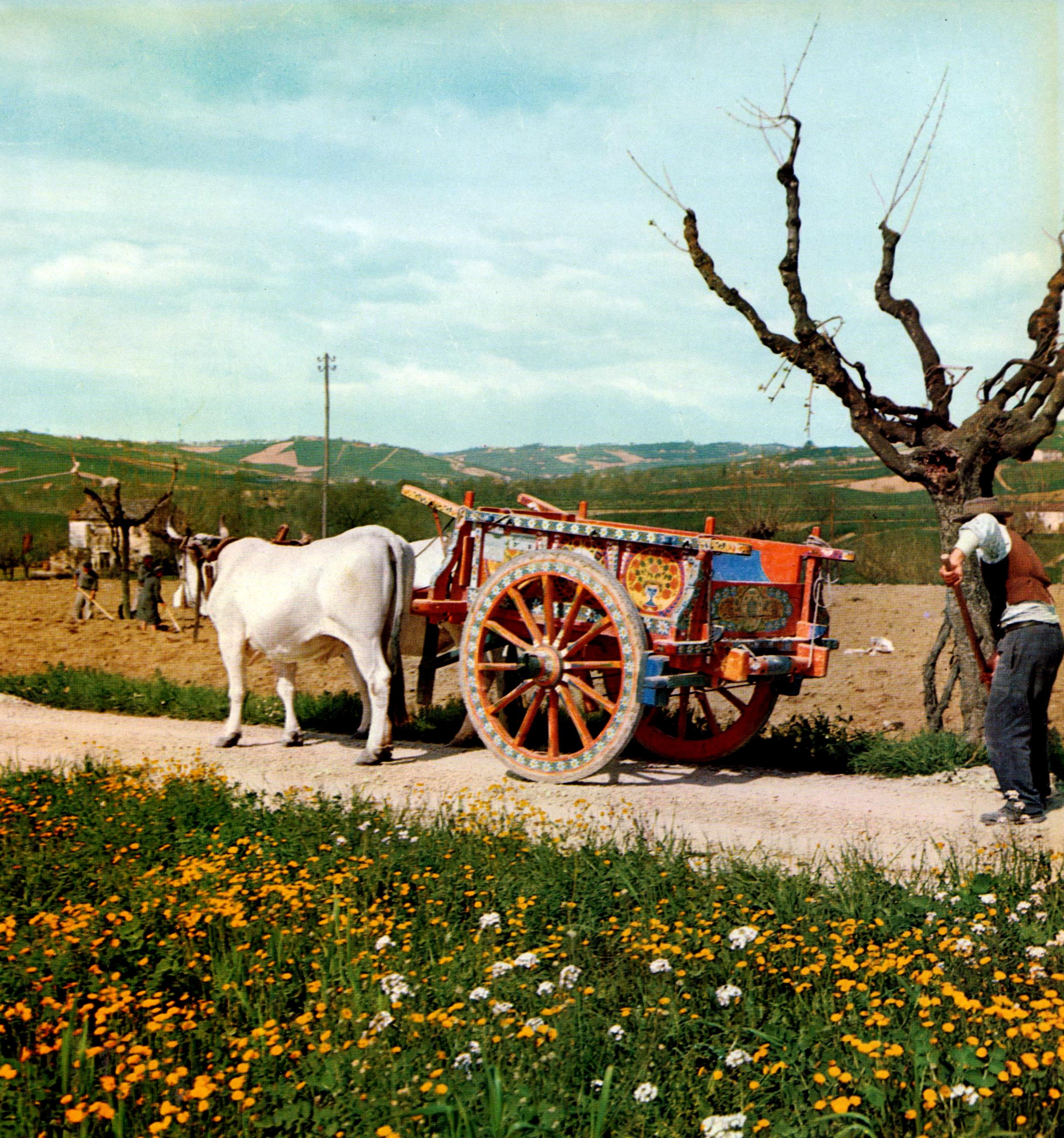
Biroccio marchigiano, 1961.

Alla vocazione agricola delle Marche la storiografia ha ricollegato gran parte delle dinamiche politiche, istituzionali, ed economiche sperimentate dalle forze aggreganti urbane. L'analisi della struttura fondiaria riveste quindi un ruolo centrale per intendere l'evoluzione delle forme del potere locale.

### Diffusione della mezzadria
A partire dal Duecento nella Marca anconitana la proprietà fondiaria venne progressivamente strutturandosi attraverso l'appoderamento e la mezzadria. Tra il Duecento e il Quattrocento si diffusero unità fondiarie compatte, dimensionate a una conduzione di tipo familiare e dotate di casa colonica e di varie infrastrutture agricole, in locazione commerciale di breve durata con contratti per lo più scritti e molto dettagliati. I patti prevedevano la divisione a metà dei principali prodotti agricoli e d’allevamento e la compartecipazione di padrone e mezzadro alle spese d’esercizio e ai capitali necessari all’azienda rurale.
A metà del Trecento la fase di drammatico spopolamento causata dalla Peste Nera favorì l'estendersi della proprietà cittadina a discapito del medio e piccolo possesso contadino. Per le Marche è documentata una forte espansione quattrocentesca della mezzadria, nel quadro di un potente movimento di ricolonizzazione agricola successivo a un’ondata trecentesca di abbandoni su vasta scala.

### Concentrazione fondiaria e rafforzamento delle oligarchie urbane
Il progressivo accentramento della proprietà fondiaria in capo alla nobiltà è esemplificato dall'esperienza di Macerata. A metà del Duecento, in piena epoca del Comune di Popolo, a Macerata vi erano quasi 1.900 proprietari. Tre secoli dopo, a metà del Cinquecento, ve ne erano 650, in ulteriore e costante riduzione fino ai soli 388 registrati nel catasto del 1778. Si noti che nel frattempo, dopo il crollo seguito alla Peste Nera, la popolazione di Macerata era fortemente aumentata: da 2.200 residenti nel 1450 a 3.600 nel 1550, a oltre 12.000 - incluso il contado - alle soglie del 1800.
| Anni | Popolazione | Numero di proprietari |
| ---- | ----------- | --------------------- |
| 1250 | 7.500       | 1.900                 |
| 1350 | 2.000       | -                     |
| 1450 | 2.200       | -                     |
| 1550 | 3.600       | 650                   |
| 1778 | 12.000      | 388                   |

Alla drastica diminuzione del numero di proprietari corrispose il forte incremento della quota di proprietà laica detenuta dai nobili, che raggiunse l'85 per cento alla fine del Settecento, e il parallelo incremento della proprietà della Chiesa - in gran parte nella disponibilità degli stessi patriziati urbani, che occupavano i vertici degli enti ecclesiastici - che aumentò dal 18 per cento del totale a metà del Cinquecento, al 40 alla fine del Settecento.
L'espansione della proprietà urbana diede vita a rapporti di tipo clientelare che avvolgeranno il mezzadro in forme di dipendenza sempre più accentuate. «Di pari passo con la diffusione del contratto mezzadrile, ancora definito dalla terminologia notarile ad soccitam, si fanno più evidenti i segnali dell'evoluzione o della degenerazione dalla iniziale societas verso un patto sostanzialmente squilibrato a danno del lavoratore: così i polli che deve portare al padrone devono essere "grandi e buoni" e le galline "grasse"; "le sue donne siano obbligate dar l'opra loro a far la bugata", deve coltivare il lino e "conciarlo"».
La concentrazione della proprietà fondiaria, il sistema mezzadrile e il monopolio aristocratico del potere, inseriti nel più ampio quadro dell'assolutismo papale, garantirono un lungo periodo di stabilità, ma anche di stasi sociale, da cui il mondo rurale cominciò ad emergere solo alle soglie del XX secolo. Nel 1911, oltre il sessanta per cento dei contadini marchigiani erano ancora mezzadri.

## Nobiltà civica e formazione degli Stati regionali

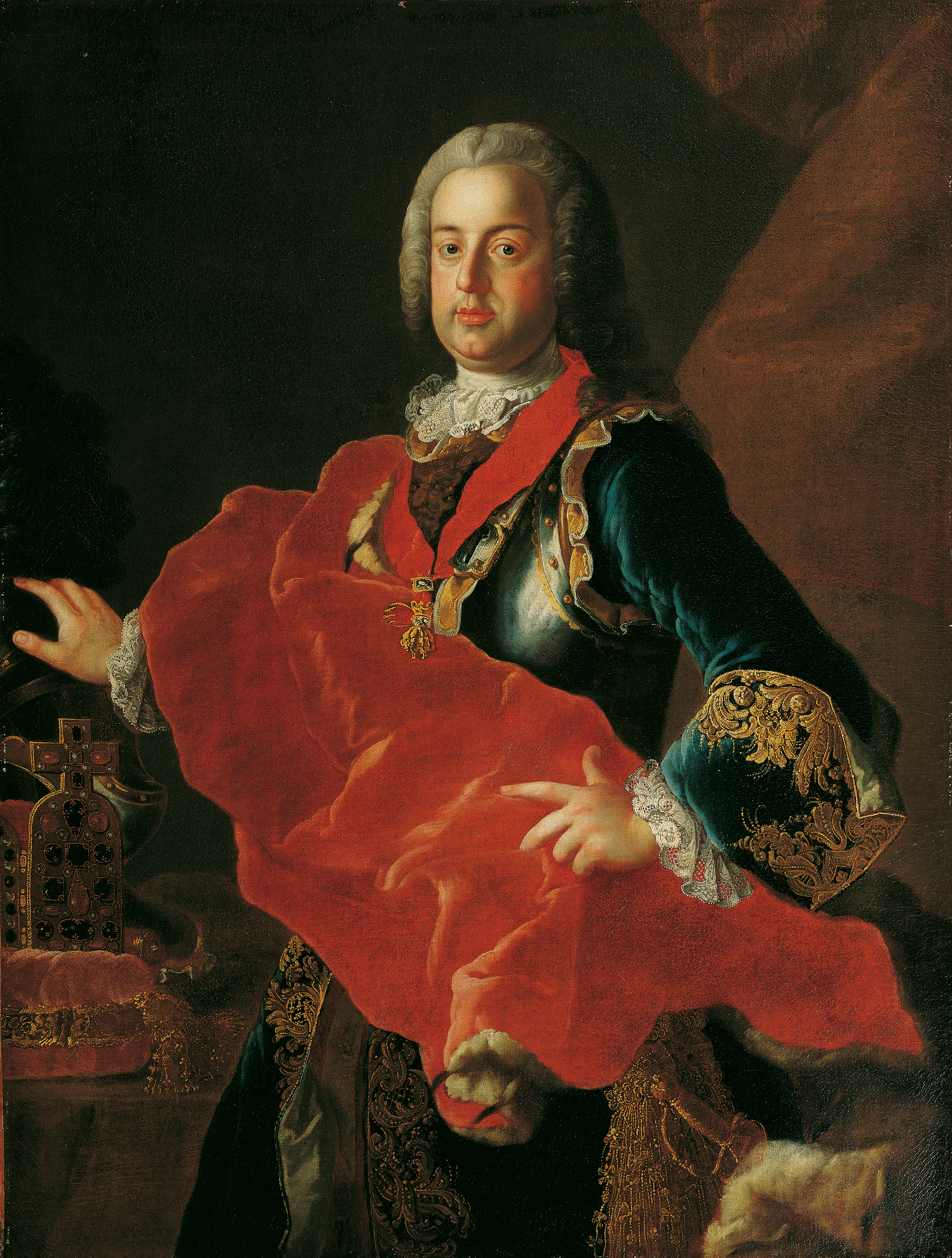
Ritratto dell'imperatore Francesco I di Lorena di Martin van Meytens, 1745 circa, Österreichische Galerie Belvedere, Vienna.

La relazione tra nobiltà civica e titolata è emblematica del processo di formazione degli Stati regionali. I patriziati urbani incarnavano il tenace particolarismo di origine medievale di oligarchie strettamente ancorate alle loro patrie cittadine, che dirigevano e da cui derivavano nobiltà e privilegi. Era quindi naturale che la marcata frammentazione del potere implicita nell'autonomia comunale entrasse in conflitto con gli emergenti Stati regionali, di ispirazione monarchica e assolutista, che vollero assicurarsi il pieno controllo sulle dinamiche di cooptazione e di nobilitazione.
Esemplare in tal senso è la vicenda del Granducato di Toscana nel passaggio dai Medici agli Asburgo-Lorena. Anche nel Granducato di Toscana l’aristocrazia urbana deteneva rilevanti prerogative di governo locale, che la dinastia lorenese intese fortemente limitare. Principale strumento di questo disegno fu la «Legge per il regolamento della nobiltà e la cittadinanza», promulgata da Francesco Stefano di Lorena nel 1750, che impose a tutti i rappresentanti delle oligarchie locali che desiderassero istituzionalizzare il proprio status privilegiato di sottoporsi a un esame teso ad accertare la legittima appartenenza al ceto nobiliare.
In tal modo la nobiltà civica era formalmente equiparata a quella titolata, la cui legittimità era sempre derivata da concessione sovrana, e vedeva venir meno la sua autonomia, che riuscì invece a preservare nello Stato della Chiesa fino all'instaurazione del Regno d'Italia napoleonico.
Con la Restaurazione anche lo Stato Pontificio accolse le istanze uniformatrici e di centralizzazione dell'esperienza giacobina e napoleonica, abolì gli statuti comunali sottraendo i contadi alla secolare subordinazione alle città, e aprì cautamente i consigli civici alla partecipazione dei ceti non nobili.

### Nobiltà civica d'Antico Regime e Regno d'Italia

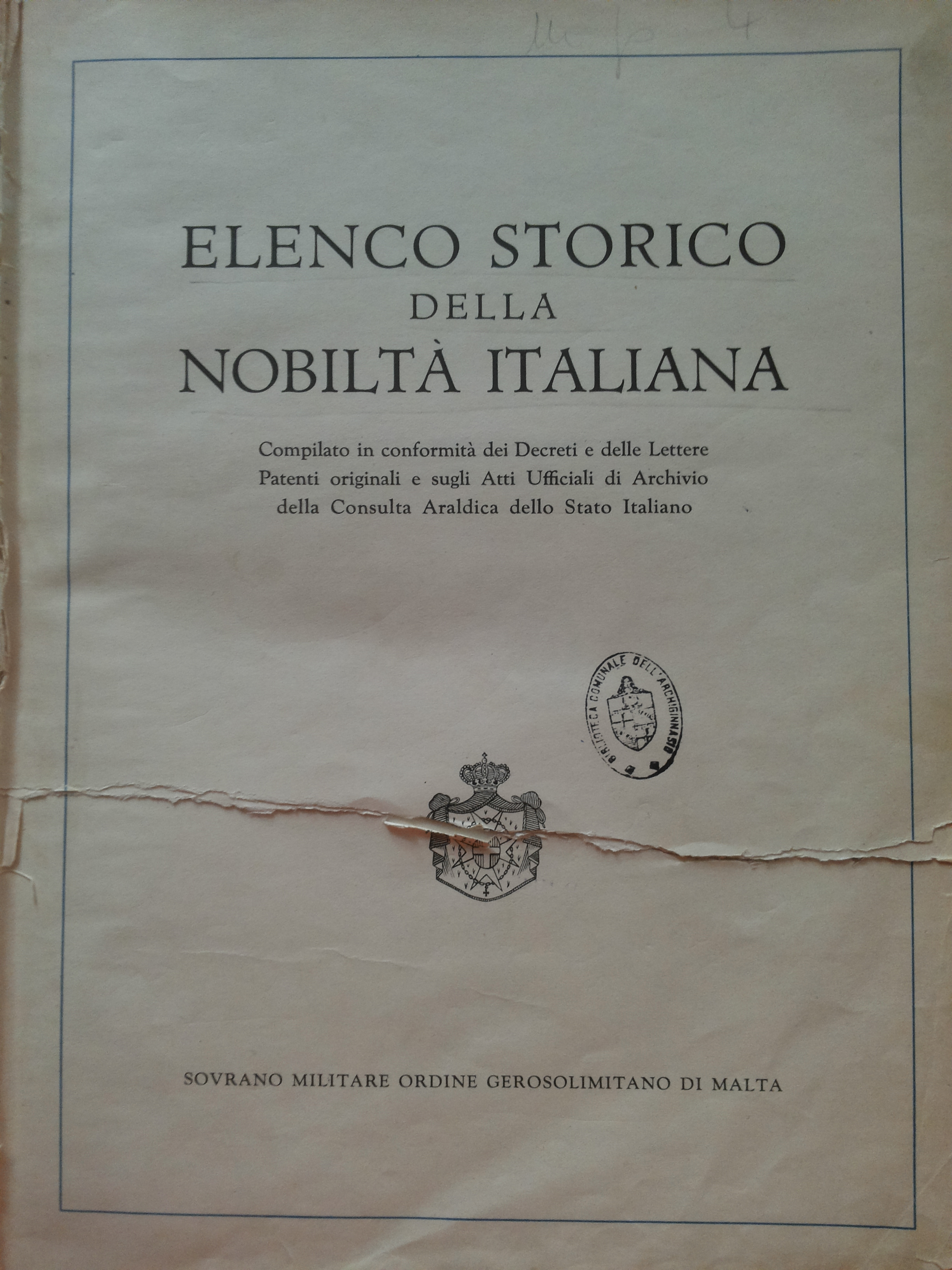
Elenco Storico della Nobiltà Italiana, Sovrano Militare Ordine Gerosolimitano di Malta.

La nobiltà civica d’Antico Regime rappresentava uno status sociale frutto di una lunga evoluzione storica e definito da funzioni specifiche e privilegi giuridici, all'interno di una società divisa in ceti. Appartenere a questo gruppo significava godere di prerogative, come l’accesso esclusivo alle cariche pubbliche, privilegi di natura fiscale e giudiziaria, oltre a un riconoscimento sociale fondato su natali illustri e uno stile di vita distinto. La struttura giuridica dell’epoca sanciva per legge tali privilegi, rendendo la gerarchia sociale stabile e difficilmente modificabile.
Con l’avvento del Regno d’Italia queste funzioni e i relativi privilegi, già fortemente ridimensionati dopo le guerre napoleoniche, vennero aboliti. La nobiltà perse ogni ruolo giuridico e politico, divenendo unicamente un titolo principalmente inteso come strumento di cooptazione del ceto dirigente degli Stati preunitari all’interno del nuovo ordinamento nazionale. In questo contesto, il titolo nobiliare non comportava più alcun privilegio legale o funzione pubblica, ma conservava un valore simbolico e sociale.
Le città marchigiane la cui nobiltà civica venne riconosciuta dal Regno d'Italia e che si possono riscontrare sulle edizioni regionali dell'Elenco Ufficiale delle Famiglie Nobili e Titolate, sono: Ancona (Patrizio di; Nobile di) - Arcevia, già Roccacontrada (Nobile di) - Ascoli (Patrizio di; Nobile di) - Urbania, già Casteldurante - Cagli (Nobile di)  - Camerino (Patrizio di; Nobile di) - Cingoli (Nobile di) - Civitanova (Nobile di) - Corinaldo (Nobile di) - Fabriano (Nobile di) - Fano (Patrizio di; Nobile di) - Fermo (Patrizio di; Nobile di) - Filottrano (Nobile di) - Fossombrone (Nobile di) - Jesi (Nobile di) - Loreto (Nobile di) - Macerata (Patrizio di; Nobile di) - Matelica (Nobile di) - Montalto (Nobile di) - Numana (Nobile di) - Osimo (Nobile di) - Ostra, già Montalboddo (Nobile di) - Pennabilli (Nobile di) - Pergola (Nobile di) - Pesaro (Nobile di) - Recanati (Nobile di) - Ripatransone (Nobile di) - San Leo (Nobile di) - Sanseverino (Patrizio di; Nobile di) - Sant'Angelo in Vado (Nobile di) - Sassoferrato (Nobile di) - Senigallia (Nobile di) - Tolentino (Patrizio di; Nobile di) - Treia, già Montecchio (Nobile di) - Urbania, già Casteldurante (Nobile di) - Urbino (Nobile di).
In alcuni casi, il riconoscimento della nobiltà da parte del Regno d’Italia seguì criteri che consideravano solo parzialmente la realtà giuridica preesistente, privilegiando talvolta valutazioni discrezionali o politiche rispetto alla piena corrispondenza con i diritti acquisiti negli Stati preunitari. Ad alcuni centri abitati fu riconosciuto lo status di città e la conseguente esistenza di una nobiltà civica pur con requisiti non pienamente certi, come nel caso di Loreto, Civitanova e Numana. Al contrario alcune terre, pur elevate a città già in epoca pontificia e che avevano posseduto un governo patriziale ben documentato, non vennero prese in considerazione: è il caso di Amandola (elevata a città nel 1836) e Corridonia, già Montolmo (elevata a città nel 1851). Infine Castelfidardo, terra con modulo patriziale ben attestato, non fu elevata a città nel 1828 e quindi non rientrò tra i centri che godevano nobiltà secondo il Regno d'Italia.
Il caso di Castelfidardo è esemplare di tutti quei comuni delle terre in cui esistevano, talvolta da secoli, separazione di ceto e governo patriziale, ma che non essendo stati elevati al rango di città dalla riforma dell’amministrazione pontificia introdotta dal Motu proprio di Papa Leone XII del 1827 rimasero esclusi dal novero dei centri urbani aventi ufficialmente nobiltà. Nel Regno d'Italia per detti comuni la Regia Consulta Araldica, basandosi sugli elenchi compilati dallo Stato Pontificio in epoca di Restaurazione - senza considerare la precedente realtà istituzionale dell'Antico Regime, che aveva regolato l'esistenza delle nobiltà locali in un'epoca in cui queste esercitavano ancora pienamente il loro ruolo sociale - non riconobbe né il titolo di Patrizio né quello di Nobile.

## L'analisi degli storici
Il reggimento aristocratico dei Comuni - di cui la Marca fu un esempio eminente per genesi, durata, e diffusione - è stato ritenuto dagli storici un elemento caratterizzante della società italiana in epoca moderna, destinato ad avere importanti ripercussioni sull'identità della classe dirigente che avrebbe condotto l'Italia all'unificazione.
Fondamentale è stato riconoscere le radici storiche alla base dell'affermazione dei nuovi ceti dirigenti. Questi emersero vittoriosi dalle secolari lotte di fazione tra cives e rappresentanti popolari di arti e mestieri, che vennero infine completamente estromessi dal potere. Una dinamica che evidenzia la lunga gestazione delle oligarchie in seno ai Comuni e la natura essenzialmente ricognitiva della nobiltà civica, frutto di una preminenza sociale di lungo periodo.

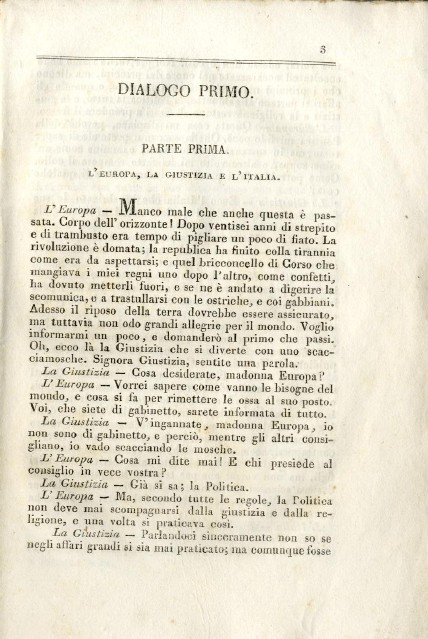
Dialoghetti sulle materie correnti nell'anno 1831, Monaldo Leopardi.

A partire dal XVI secolo l'egemonia aristocratica impresse alla vita sociale una forma gerarchica, persino a livello paesaggistico con la diffusione della villa all'italiana, che assunse per i patriziati cittadini il significato che il castello aveva avuto per la feudalità. Si instaurò un regime di dipendenza dalle famiglie potenti cui dovettero sottostare, oltre al contado, la quasi totalità delle classi urbane artigiane e commercianti, reintroducendo un sistema di clientele che era stato caratteristico della società feudale, e che la prima epoca dei Comuni sembrava aver eliminato con l'instaurazione di una società più mobile e aperta.
L'alto grado di integrazione sociale che venne a stabilirsi mise fine alle lacerazioni e ai contrasti che avevano caratterizzato l'epoca comunale, al costo di un assetto sostanzialmente paternalistico e autoritario, anche se le piccole patrie aristocratiche conservarono per le epoche successive il gusto della legalità, del confronto politico largo e dell'uguaglianza (entro il ceto).
«La grande affermazione storica delle classi che diedero vita alla civiltà comunale e ai suoi sviluppi rinascimentali appare, così, inseparabile dalla prosecuzione di fatto di una condizione politica - il particolarismo - che era stata una caratteristica del mondo medievale», con conseguenze che incideranno sulle capacità di sopravvivenza dei principati prima, e sul processo di unificazione italiano in seguito.
Esemplare in tal senso il pensiero di Monaldo Leopardi, gonfaloniere di Recanati in epoca di Restaurazione, padre del sommo poeta Giacomo, e perfetto rappresentante della nobiltà pontificia di antico regime
ed ancora

## Le casate nelle città della Marca Anconitana

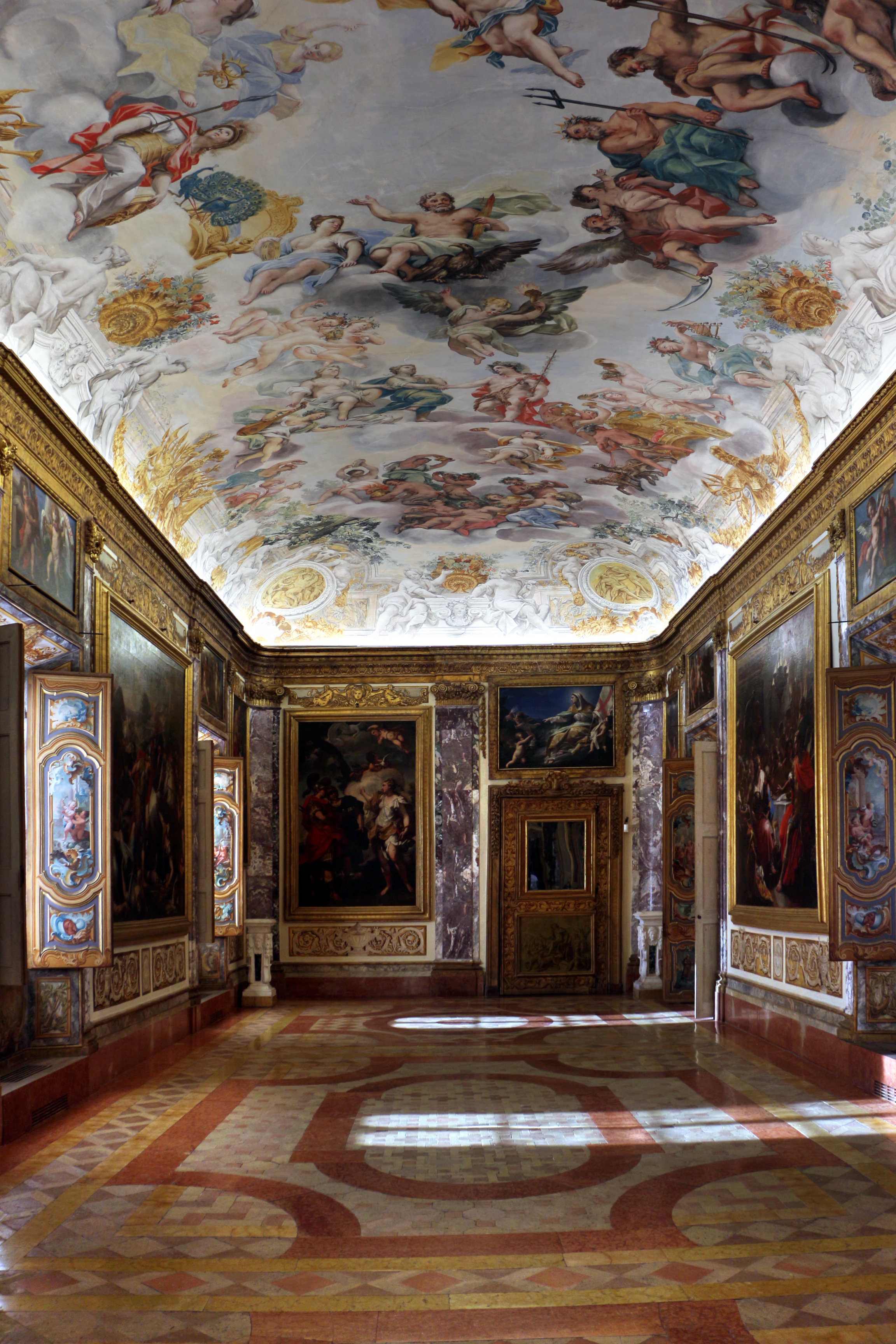
Il Salone dell'Eneide di Palazzo Buonaccorsi, Macerata.

L'importanza delle casate, della loro origine, dell'articolazione del loro potere non di rado esteso a più città o terre, è duplice. Da un lato esse costituirono il ceto dominante e dirigente, dall'altro incarnarono nuovamente nei secoli XVI-XVIII un carattere originario del Comune italiano, e cioè il suo essere prevalentemente signorile prima che "borghese".
Nelle parole di Philip Jones: «nella forma o nella sostanza, la storia politica dei Comuni cittadini, come quella sociale, fu una storia delle famiglie principali, delle casate civiche e sempre più frequentemente comitatine, terriere o feudourbane. Nati signorili, tali nella maggioranza dei casi i Comuni essenzialmente rimasero. A differenza delle città transalpine, essi non furono in generale, come città-Stato, governati o conquistati da interessi mercantili [..] la politica era regolata da forze più antiche e indipendenti dallo sviluppo economico e dagli obiettivi "borghesi"; le più intense, se non le più profonde, divisioni politiche non erano, come oltralpe, conflitti economici di mercanti e "meccanici", di capitale e lavoro, o neanche conflitti di classe, ma vendette e contrasti tra fazioni e parentele aristocratiche che aspiravano, e alla fine arrivarono, sotto forma di signoria, al dominio esclusivo sopra tutto il resto».
Il tipo di organizzazione e di partecipazione della nobiltà delle città all'esercizio del potere può essere schematizzato come segue:
- Nelle città maggiori - Ancona, Camerino, Fano, Recanati, Osimo, Corinaldo, Numana, Filottrano e Montecchio (Treia) - il consiglio generale era composto di soli nobili, con esclusione totale dei popolari.
- In tutte le città il consiglio di credenza o di cernita era composto di soli nobili, ad eccezione di Cingoli dove era riservato ai nobili e ai cittadini, ma sempre con esclusione dei popolari.
- Il magistrato era riservato ai nobili in Ancona, Fermo, Camerino, Ascoli, Fano, Recanati, Macerata, Osimo, Tolentino, Ripatransone, Corinaldo, Montalboddo (Ostra), Montecchio, Filottrano e Numana.
- In tutte le città - le sopra menzionate più Jesi, Fabriano, San Severino, Cingoli, Montalto e Matelica - la carica di gonfaloniere, capo della magistratura e quindi della comunità, era riservata ai nobili.
- In Ancona, Camerino, Ascoli, Macerata la nobiltà era divisa in due o più gradi sulla base dell'anzianità di aggregazione delle singole famiglie: al primo di questi gradi, detto dei "patrizi", erano riservate le cariche più elevate, fra cui la partecipazione in esclusiva al consiglio di cernita.

Di seguito sono elencate le casate nobili delle città della Marca. In nota sono riportate le fonti da cui ciascuna lista è stata desunta, assieme a brevi cenni sulla tipologia di reggimento oligarchico che venne a stabilirsi nei centri principali.
Accialini -
Agli -
Albrici -
Alessandri -
Altobelli -
Amoni -
Angeli -

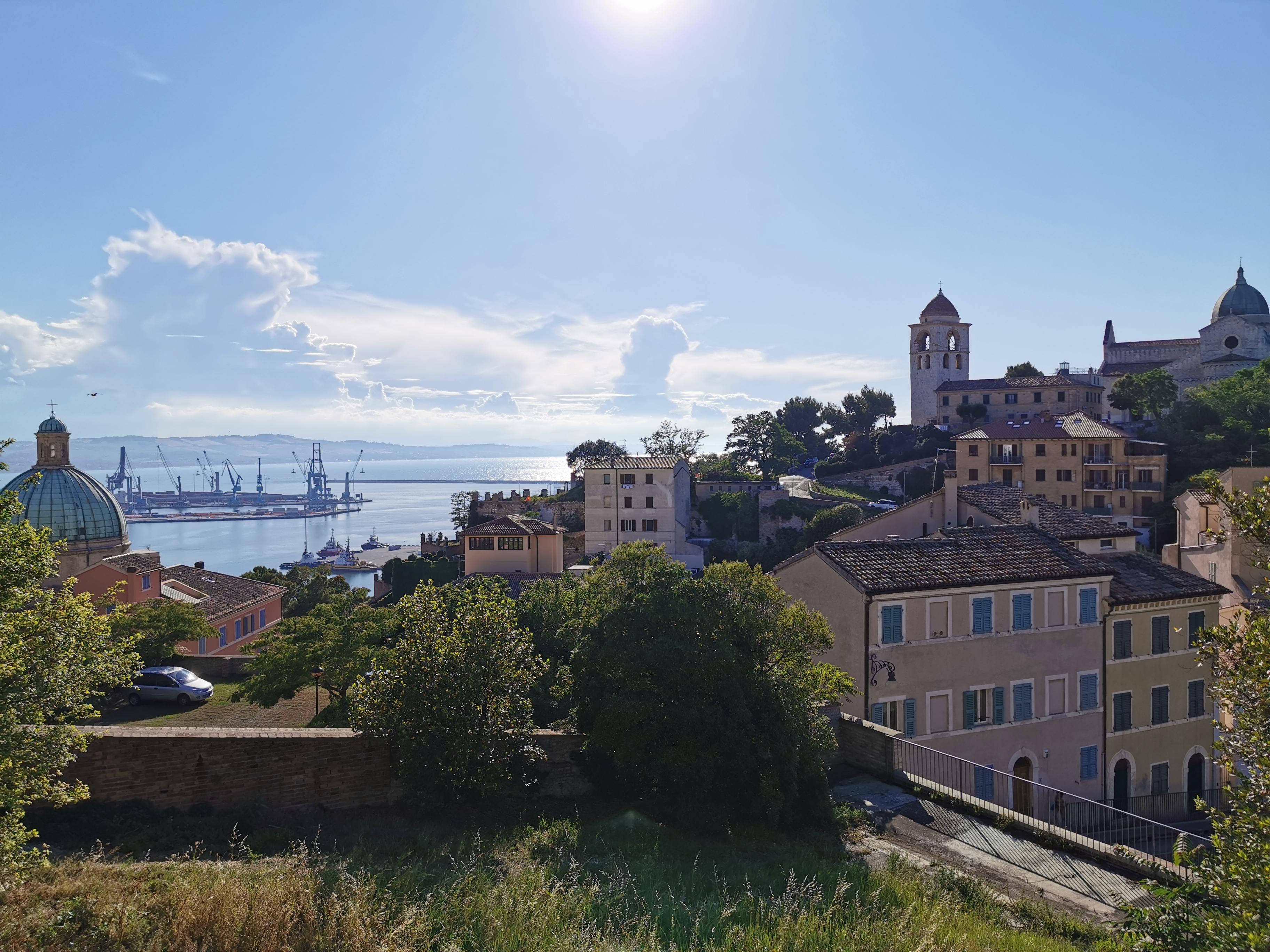
Ancona, veduta.

Antiqui/Antichi/Antici (col ramo Antici Mattei di Giove) -
Aqueri -
Aquila -
Arcangeli -
Armenticci -
Balestrieri -
Bartoli (Bertola?) -
Bartulucci/Bartolucci -
Baruti -
Benincasa -
Berardini -
Bernabei -
Bernardini -
Betti -
Bianchi -
Binolfi -
Boccaleoni -
Boccamajori -
Bompedoni-Zanni/Ziani -
Bompiani -
Bonandrini -
Bonanni -
Bonarelli (coi rami Bonarelli della Colonna e Bonarelli della Rovere) -
Bonda-Giorgi -
Bonfiglioli -
Bongrani -
Borbone -
Bosdari -
Brancaleoni -
Brandolini -
Brinci -
Brizi -
Buceleni/Buccelleni -
Buscaratti -
Camerata -
Cadolini -
Camaianj -
Capistrelli -
Capoleoni, estinti nei Bussolari -
Carboni -
Carli -
Carlino -
Carrali -
Cartolari -
Casalini -
Cavalli -
Ceci -
Cugni -
Damiani -
Diani -
Fanelli (col ramo Fanelli-Tommasi) -
Fatati/Fattati -
Fazioli, originari di S. Vittoria in Matenano -
Ferdini -
Ferducci -
Ferrantini -
Ferrari -
Ferretti (entrambi i rami) -
Fiorini -
Fulgentini -
Gabrielli -
Galli -
Garucioli/Garrucioli -
Gentili -
Giacchelli -
Giamagli -
Giorgi-Bonda -
Giovanelli/Giovannelli -
Giraud -
Gozolini -
Graziani -
Grazioli -
Griffoni/Grifoni -
Grimaldi -
Gualterucci -
Invitti -
Iparchi -
Leoni -
Lucini -
Ludovici -
Lunari -
Magi -
Mainardi -
Majù -
Malacari -
Mancini -
Manfredi -
Manzoni -
Marcellini -
Marchetti -
Marganetti -
Marinozzi -
Mascioli -
Masseri? -
Mazzei -
Migliorati -
Monaci -
Monte (del) -
Monteferri -
Montefani -
Mugnadini -
Muti -
Nappi, forse estinti nei Carsuggiani -
Nembrini (con ramo Nembrini-Gonzaga) -
Orbeveteri -
Ortoni -
Palunci -
Papis -
Passeri -
Pavesi -
Pelago -
Pera -
Pichi di Borgo San Sepolcro (col ramo Pichi-Mei) -
Pilestri -
Pironi -
Pizzocari -
Pizzoni -
Polidori -
Polzoni -
Querenghi -
Racani -
Reggi -
Reppi -
Righi -
Rinaldini (col ramo Rinaldini-Tancredi) -
Roscioli -
Rossi -
Ruffini -
Sacchi -
Saracini -
Scacchi -
Scalamonti -
Scottivoli -
Senati -
Senili -
Soranze (?) -
Stocchetti -
Stracca -
Sturani -
Tancredi -
Tarelli -
Tellini -
Todini -
Tomasi/Tommasi -
Toriglioni/Torriglioni (col ramo Toriglioni de Passen) -
Torresi -
Trinchieri -
Trionfi (col ramo Trionfi-Honorati) -

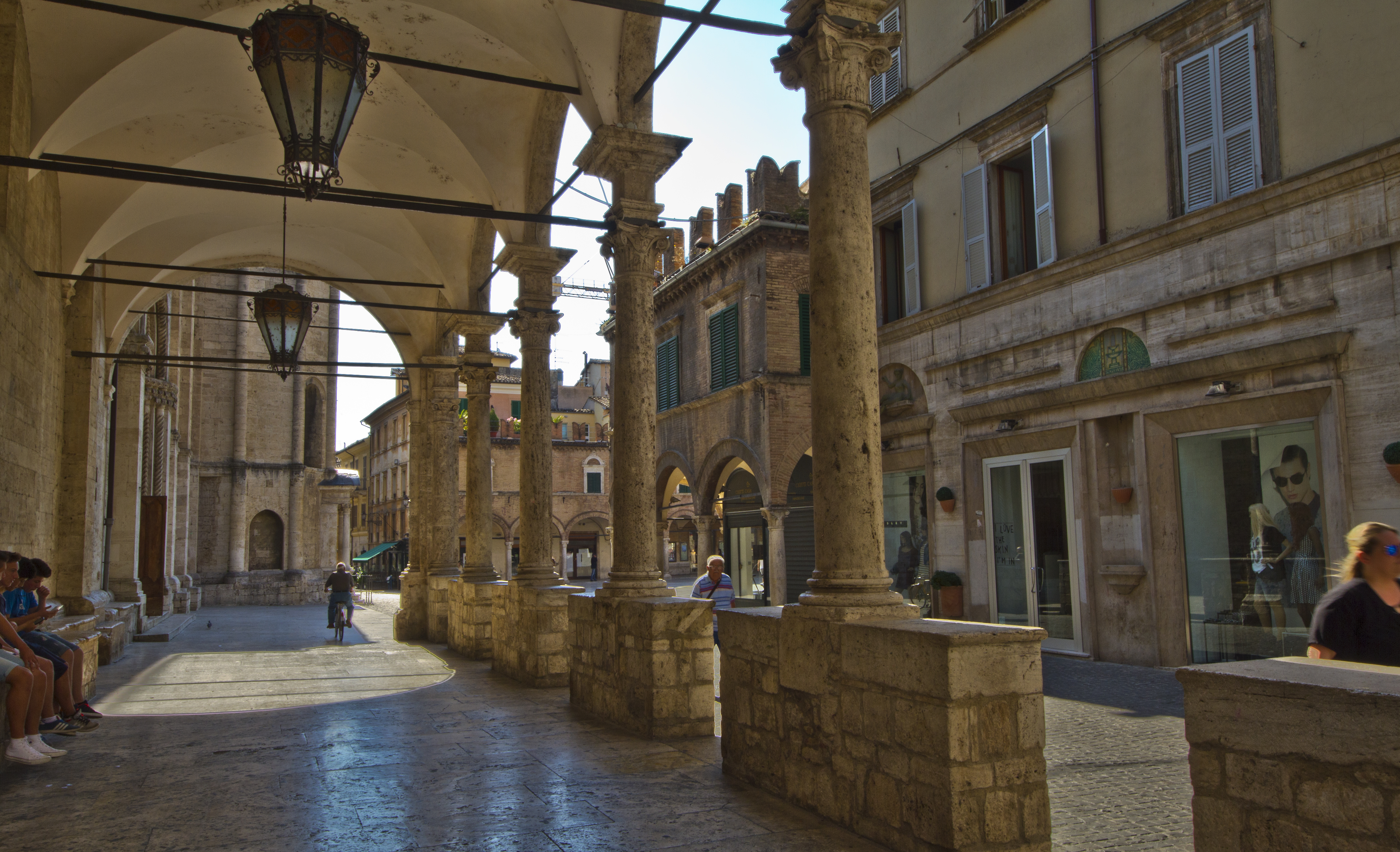
Ascoli Piceno, Loggia dei Mercanti.

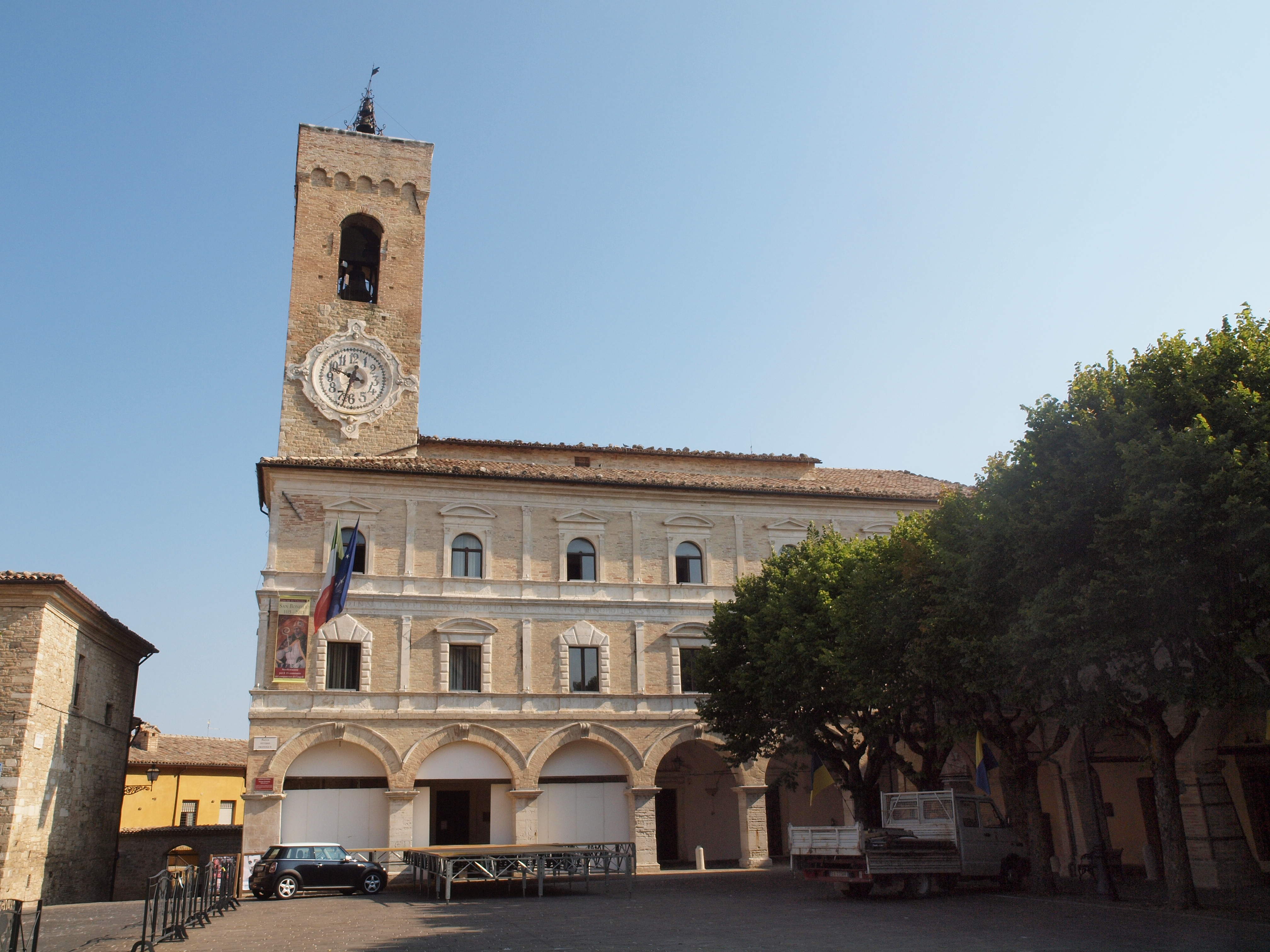
Cingoli, Palazzo Comunale.

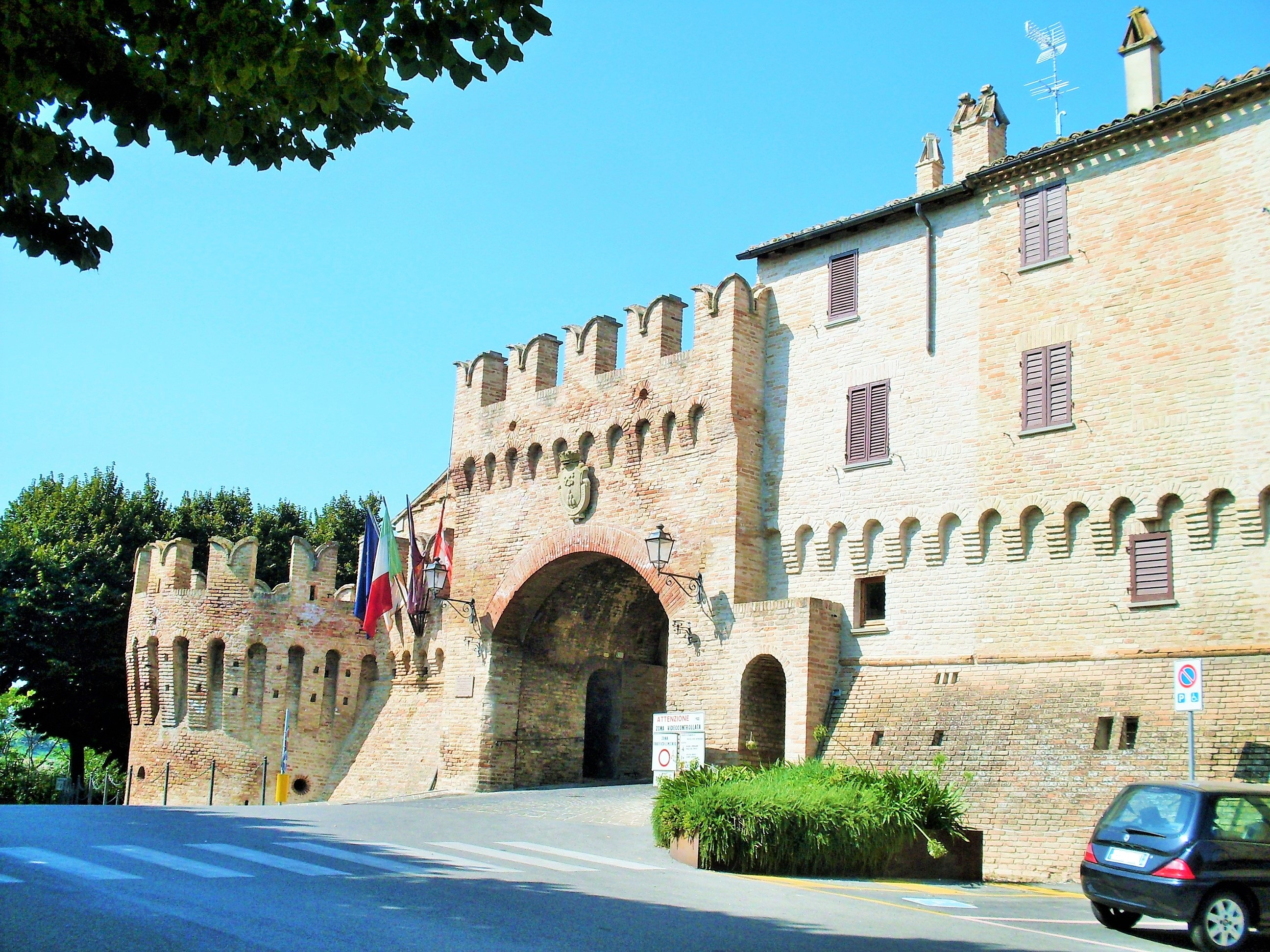
Corinaldo, Porta Nuova.

Troili -
Valentini -
Vandergoes -
Vecchioni -
Venerj -
Vincenzi -
Vitali -
Zanola -
Zanni-Ziani-Bompedoni
Alvitreti -
Ambrosi -
Andreantonelli -
Aniballi -
Antonelli -
Arpini -
Bastoni -
Camporini -
Capodacqua -
Capponi -
Carboni -
Carfratelli -
Cataldi -
Cauti -
Celestini -
Centini -
Ciucci -
Cori -
Cornacchia -
Dal Monte -
De Angelis -
Della Torre -
Falconieri -
Ferretti -
Ferri -
Ferrucci -
Ficcadenti -
Fortunio -
Gabrielli -
Gilio -
Giovannetti -
Giovannini -
Grassi -
Guiderocchi -
Guidoni -
Iocchi -
Lenti -
Malaspina -
Marconi -
Marcucci -
Mariotti -
Martelleschi -
Massei -
Merli -
Miliani -
Mucciarelli -
Novelli -
Odoardi -
Pacifici -
Palucci -
Parisani -
Petrucci -
Piccinini -
Pizzuti-Bentivoglio -
Quattrocchi -
Saccardi -
Saccoccia -
Saladini-Saladini Pilastri -
Santucci -
Serianni -
Sgariglia -
Soderini -
Talucci -
Tibaldeschi -
Trenta -
Tuzi -
Vannozzi -
Vena
Accorretti - 
Agliata - 
Amorosi - 
Bartoli -
Bellaspiga -
Benattendi - 
Benignetti - 
Benvenuti -
Bernardi -
Bertucci -
Bertini - 
Bini - 
Blancatelli -
Boccacci -
Bruni -
Buratti - 
Calvelli -
Casti - 
Castiglioni - 
Catani -
Cavallini -
Cecchi - 
Ciamberlini -
Cima -
Cima delle Stelle -
Clavoni -
Colloredo (di) - 
Conti -
Crescioni - 
Cristiani -
Datti - 
Eustachi -
Falcetta -
Fauni -
Felici - 
Felici (diversa) - 
Ferranti - 
Ferri - 
Franceschini -
Gallo -
Gentiloni -
Ghirardelli - 
Giulioni -
Giustiniani -
Graziosi -
Leoncini -
Lipponi -
Longhi -
Maria -
Mattarelli -
Mazzavelli -
Mazzini -
Muccetta -
Mucciolanti - 
Nappi Cancellieri - 
Onori/Onory -
Paoli - 
Perfetti -
Pergoli -
Pergoli Campanelli - 
Pinelli -
Puccetti - 
Raffaelli -
Roccabella -
Rocchetta -
Romani -
Rosa - 
Sacchetti -
Salto - 
Sanzi -
Severini -
Silvestri -
Simoncelli - 
Simonetti -
Vannuzzi/Vannucci -
Venanzi -
Vici
Amati - Baccarini - Boscarini - Brunori (poi Brunori Querenghi) - Cesarini (poi Cesarini Duranti) - Ciani - Cimarelli - Gaetani - Gentili - Gioacchini - Marrovelli - Mattei - Mazzoleni - Orlandi - Ottaviani - Paris - Perozzi - Ridolfi - Roberti - Rossi - Sandreani - Sanzi - Sforza - Tesei - Torres - Vencenzi/Vincenzi
Acciacca -
Adami -
Agostini -
Alberti -
Allegretti -
Aloisi -
Altini -
Ambrosi -
Angeletti -
Apolloni -
Arpi -
Attidi -
Attoni, feudali -
Aymelda -
Baldassini -
Baldelli -
Baldini -
Balducci - 
Barberini -
Barboni -
Bargagnati - 
Baroni -
Bartoli -
Bartolo -
Bastari -
Battaglioni -
Becchetti -
Bellari -
Benigni -
Benvieni -
Bianchi -
Bigonzetti -
Bizzocchi -
Bonagura -
Bontempi -
Bosi -
Braccini -
Brasca -
Broglio -
Brunamonti -
Brunetti -
Bufera -
Bugatti	-
Burzacchi -
Buti -
Caldori -
Campana -
Campioni -
Capannaroli -
Cappelletti -
Carlucci -
Castrica -
Cave -
Censi -
Censori -
Cerbelli -
Cerilli -
Chiavelli -
Chiavellini -
Ciappi -
Cicchetti -
Cinotti -
Clari -
Colini -
Corradi -
Corradini -
De Vecchi -
Del Grillo -
Del Marro -
Del Serchio -
Della Genga, feudali -
Della Porta -
Della Torre -
Dell'Uomo -
Domizi -
Donati -
Ercolani -
Fabbri -
Farnese -
Farratoni -
Fattorelli -
Favarelli -
Favorini -
Ferrata -
Ferretti -
Fidismidi -
Fiorini -
Flori -
Fornari -
Galli -
Gennarini -
Gentilini -
Giampé -
Giannini -
Gilii -
Gionantoni -
Gionta -
Giovani -
Gobbetti -
Graziosi -
Guarini -
Guerrieri -
Guglielmi -
Guzzolini -
Isaia -
Latini -
Lenci -
Licini -
Lori -
Lucatelli -
Maffoli -
Malatesta -
Malvaioli -
Mammoletti -
Manari -
Mancini -
Mannelli -
Manni -
Marcellini -
Marchetti -
Mariani -
Marini -
Maruti -
Maurizi -
Mentenni -
Mercurelli -
Merli -
Mezzanotte -
Miliani	 -
Mirabucci -
Mondati -
Montani -
Morelli -
Morichi -
Moroncelli -
Moscardelli -
Moscatelli -
Mostarda -
Muccioli -
Nepis -
Olibani -
Onesti -
Orlandi -
Ottoni -
Paci -
Paganelli -
Palamidessi -
Pallotta -
Patrizi -
Pedonei -
Pellacchia -
Pellegrini Quarantotti -
Periberti -
Peroli -
Perozzi -
Perucci -
Petrollini -
Pettoni -
Piccinini -
Pico -
Possenti -
Quirini -
Rabatta -
Raccamadoro Ramelli -
Raffaelli -
Ramelli -
Razzanti -
Refrigerati -
Righi -
Rinaldini -
Romalduzzi -
Ronca -
Roncalli -
Benedetti -
Rosei -
Rosi -
Rossetti -
Sabbatini -
Santachiara -
Santacroce -
Santi -
Sanucci -
Saraceni - 
Sassi -
Savini -
Scacchi -
Scarsellati -
Semprebene -
Serafini -
Severini -
Silvani -
Simoncelli -
Sinibaldi -
Sordini -
Stelluti Scala -
Stufa -
Taramanni - 
Teccosi -
Tempestini -
Tinti -
Toccacieli -
Toni -
Torsello -
Turco -
Ungarini -
Vallemani -
Vecchi -
Venanzi -
Venimbeni -
Venturini -
Zobicco -
Zonghi Lotti -
Zuccari
Agolanti -
Alavolini - 
Alessandrini - 
Amiani - 
Angelici - 
Arnolfi -
Avveduti -
Bambini-Borgogelli - 
Barocci - 
Bartolelli - 
Bellocchi - 
Berardi - 
Bettera - 
Bettoli alias Della Fiorentina - 
Biancolini - 
Biccardi -
Billiotti - 
Boccacci - 
Boglioni - 
Bonaccorsi - 
Borgarucci - 
Borgogelli - 
Borgognini - 
Bracci - 
Brichinelli - 
Brizi - 
Brunetti -
Canossa - 
Cantarini - 
Carrara - 
Castracane - 
Castracane di Cagli - 
Cigni - 
Ciucci - 
Clementi - 
Corbelli - 
Costanzi - 
Cuppis (De) -
Danielli - 
Della Fiorentina o Bettoli -
Del Prete o Presbiteri - 
Dionigi - 
Diotallevi - 
Duranti - 
Durantini - 
Duti -
Evangelisti -
Fabri -
Ferri - 
Firmani - 
Flavi-Costanzi - 
Floridi - 
Forestieri - 
Francescucci -
Gabrielli - 
Gabuccini - 
Galassi - 
Galletti - 
Gambetelli - 
Gasparoli - 
Gianetti o Zanetti - 
Giangolini - 
Giorgi - 
Giorgi d'Orciano - 
Gisberti - 
Graziani - 
Gualteruzzi - 
Guarini -
Lanci - 
Leonardi - 
Leonelli -
Marcelli - 
Marcolini - 
Martinenghi-Colleoni - 
Martinozzi - 
Michelucci - 
Millioni - 
Montevecchio -
Negusanti - 
Nicolini - 
Nolfi -
Oddi -

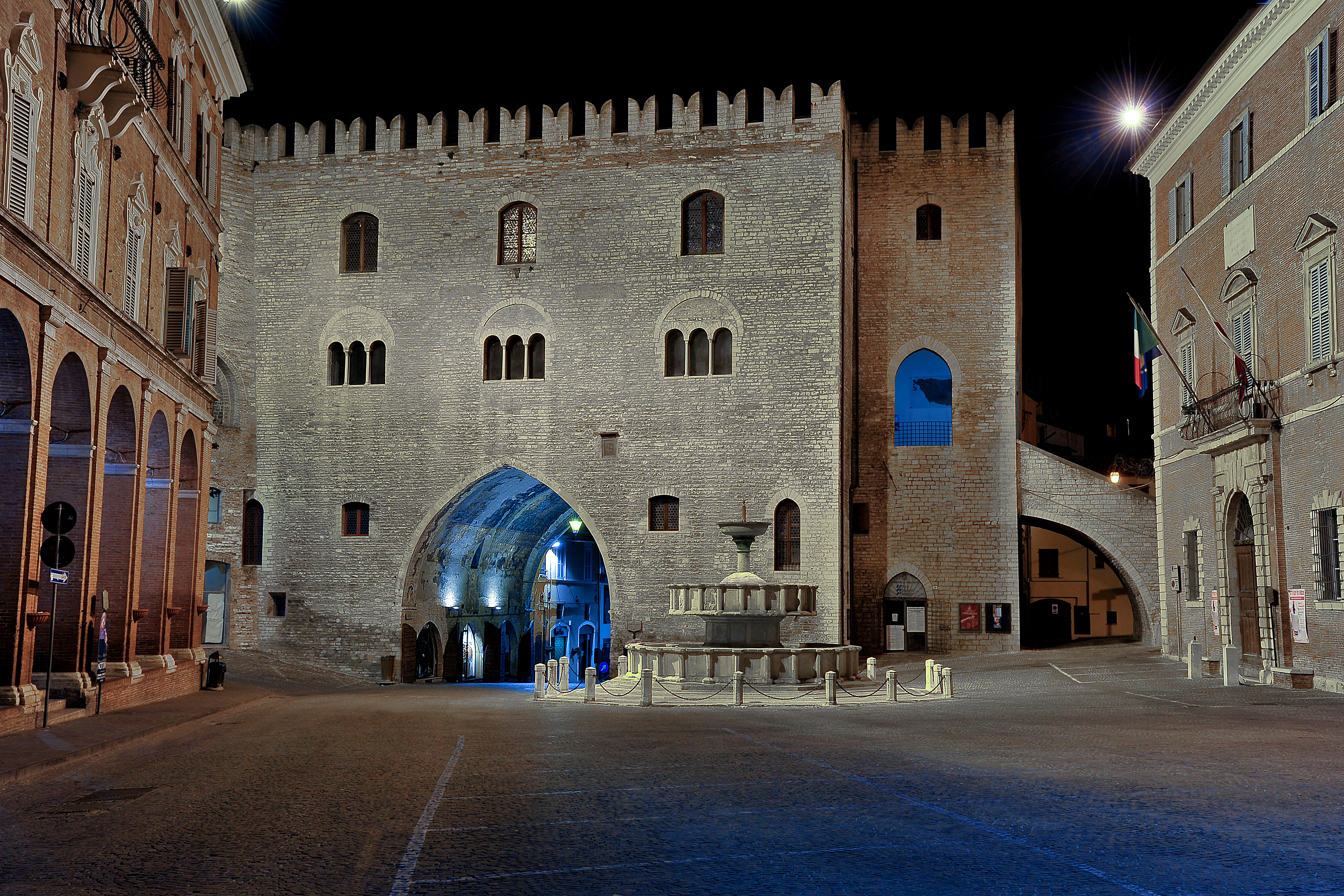
Fabriano, Palazzo del Podestà.

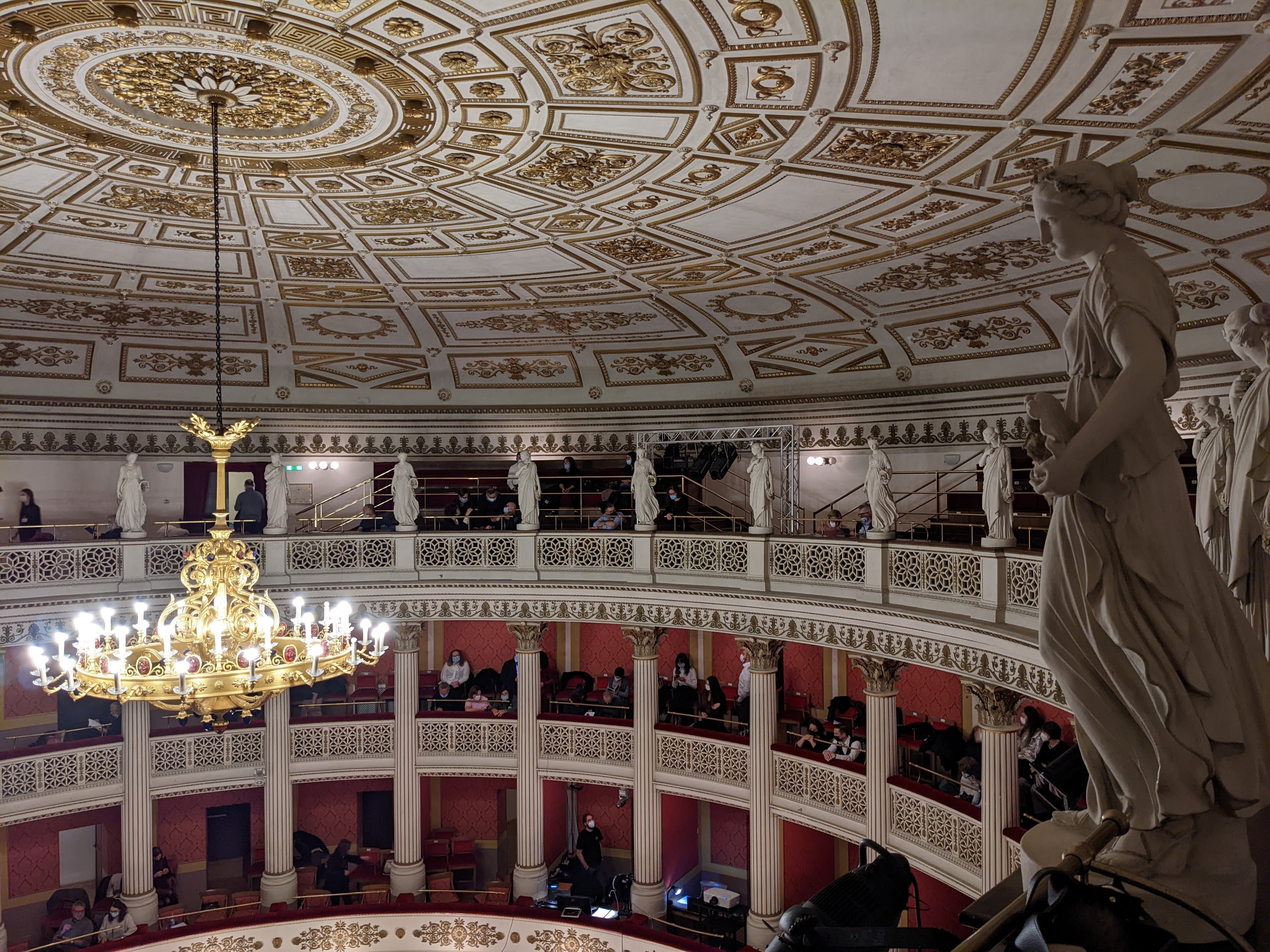
Fano, Teatro della Fortuna.

Palazzi di Fano e Palazzi di Brescia - 

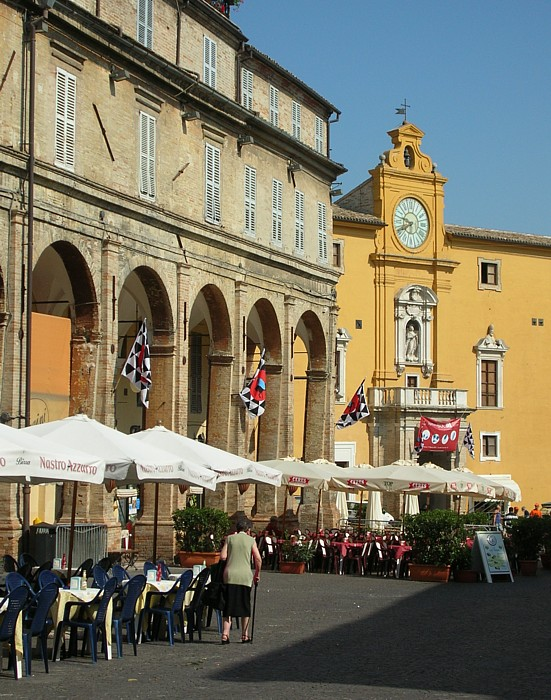
Fermo, Piazza del Popolo.

Paleotti - 
Panezi - 
Pazzi (De) - 
Passeri - 
Peruzzi - 
Petrucci - 
Pichi - 
Pili - 
Podaliri - 
Poliardi - 
Priori -
Righi - 
Rinalducci di Rimini - 
Rinalducci di Fano - 
Roncoli - 
Rusticucci -
Sabbatini - 
Salvolini - 
Saraceni - 
Scacchi - 
Severi - 
Sigisberti - 
Simonetti di Fano - 
Simonetti di Jesi - 
Soldati - 
Sperandio - 
Speranza - 
Stamegna - 
Stati -
Tomani - 
Tommasini di S. Costanzo - 
Tommasini di Fano - 
Tonsi (De) - 
Torelli -
Ubaldi - 
Uffreducci -
Vignattoli - 
Vincenzi - 
Vita -
Zagarelli
Aceti -
Adami -
Alaleona -
Alessandrini -
Altemps -
Altocomandi -
Ambrosij - 
Arbustini - 
Assalti -
Azzolini - 
Baccili -
Barabucci - 
Bartolotti - 
Bartacchini -
Bernetti Evangelista -
Bertacchini -
Bevilacqua - 
Bonafede -
Briscia - 
Brancadori - 
Brunforte -
Bulgarini -
Calabri - 
Caluci - 
Calvucci -
Cardona -
Careli - 
Catalani -
Cecichi - 
Cordella - 
Corsi - 
Costantini - 
Di Crollalanza -
Doria - 
Egidi -
Elisei -
Emiliani -
Erioni -
Evangelista -
Facci - 
Falconi - 
Ferranti - 
Fogliani -
Francolini -
Garulli -
Gigliucci - 
Grassi - 
Graziani -
Grisostomi - 
Guerrieri - 
Helij - 
Luccili -
Maggiori -
Mancini - 
Martelli - 
Matteucci - 
Montani - 
Monti Mori -
Morichi - 
Morroni, poi Morrone Mozzi - 
Nannarini -
Nobili - 
Olivieri - 
Orlandi - 
Paccaroni - 
Pacini - 
Paleotti -
Palmieri - 
Pelagallo -
Pernessi - 
Piergiovanni - 
Potti - 
Rainaldi - 
Ricciardi - 
Riccamadori - 
Ricci - 
Rosati - 
Ruffi - 
Sabbini - 
Salvadori -
Sanguigni - 
Santoni - 
Sauini - 
Scatoni - 
Sciaura - 
Semmbronij - 
Spaccasassi - 
Spinucci - 
Tassoni - 
Tornaboni - 
Trevisani -
Uffreducci -
Vigoritij -
Victorij -
Vinci -
Vitali, poi Vitali Rosati
Accorretti - 
Antici Mattei - 
Barattani - 
Bonifazi - 
Bourbon del Monte Santa Maria - 
Garampi - 
Gentiloni - 
Gentiloni Silveri - 
Labruzzi - 
Perozzi - 
Rondini - 
Spada Lavinj - 
Spallicci - 
Tofani
Angelini - 
Azzi - 
Battelli - 
Billi - 
Bonauguri - 
Brollini - 
Cappellani - 
Casoli - 
Chiavarelli - 
Danielli - 
Ercolani Cappalti - 
Falcucci - 
Fiorani - 
Franceschini Ambrosini - 
Gentili - 
Giovacchini - 
Guidarelli - 
Lattanzi - 
Monacelli - 
Morosini - 
Pace - 
Passionei - 
Pellegrini - 
Reali - 
Romani - 
Sorbolonghi - 
Stacciola Maurizi Barcellini - 
Tacchi - 
Tenaglia - 
Torricelli - 
Vandi - 
Zacchi - 
Zanchi - 
Zocchi
Baldassini (XVI) -
Bonafede (XVI) -
Benigni -
Bonacci -
Boni (XVI) -
Borghese Principe (XVI) -
Campagnoli -
Catoli (XVI) -
Colini (XVI) -
Colocci (XVI) -
Familume -
Ferranti -
Fiasconi (XVI) -
Filippi (XVI) -
Fiordemonti (XVI) -
Fossa -
Franceschini -
Franciolini (XVI) -
Galvani (XVI) -
Gherardi -
Ghislieri (XVI) -
Giorgini (XVI) -
Greppi -
Grizi (XVI) -
Guglielmi -
Honorati (XVI) -
Leopardi -
Magagnini (XVI) -
Manuzi (XVI) -
Marcelli -
Mezzalancia (XVI) -
Misturi -
Moriconi (XVI) -
Mosconi -
Pellegrini (XVI) -
Pianetti -
Ricci (XVI) -
Ripanti (XVI) -
Rocchi (XVI) -
Ronconi (XVI) -
Salvoni (XVI) -
Tosi -
Ubaldini (XVI)
Bartolini - Borghi - Gaudenti - Gianuizzi - Grondona - Gualterio - Loviselli - Massucci - Pellegrini Quarantotti - Querenghi - Rozzi - Sertori - Silva - Solari - Vannetti
Accoretti -
Adriani - 
Accorsi-
Alaleona - 
Alaolini -
Amici - 
Angelucci (XIV) - 
Asclepi -
Aurispa -
Balleoni (XVIII) -
Bandini -
Barvicchi (XVIII) -
Bernabò - 
Boccaleoni - 
Bongrazi (XVIII) -
Bonifazi (XVIII) -
Borrocci (XIV) -
Bracconi (XIV) - 
Buonaccorsi -
Burgi - 
Capotosti (XVIII) -
Carboni, feudali - 
Carradori -
Cassini - 
Censio (XVIII) - 
Centi - 
Ciccolini (XIV) -
Ciccolini-Silenzi -
Ciminelli - 
Cinelli (XIV) - 
Cittadani - 
Civalli - 
Clarignani -
Claudiani (XIV) - 
Collaterale (XVIII) -
Compagnoni (XII), feudali - 
Compagnoni-Burgi (XII), feudali -

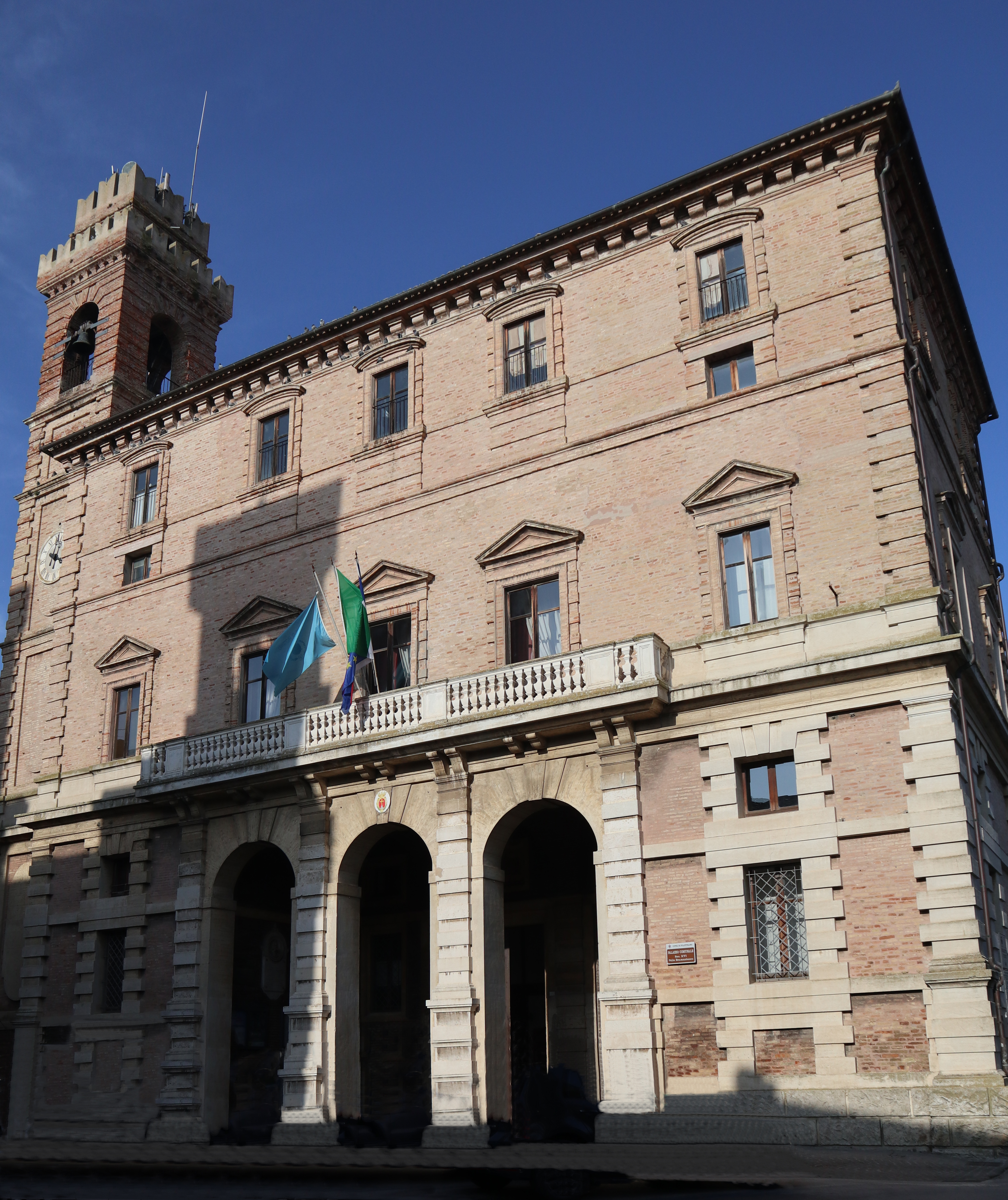
Filottrano, Municipio

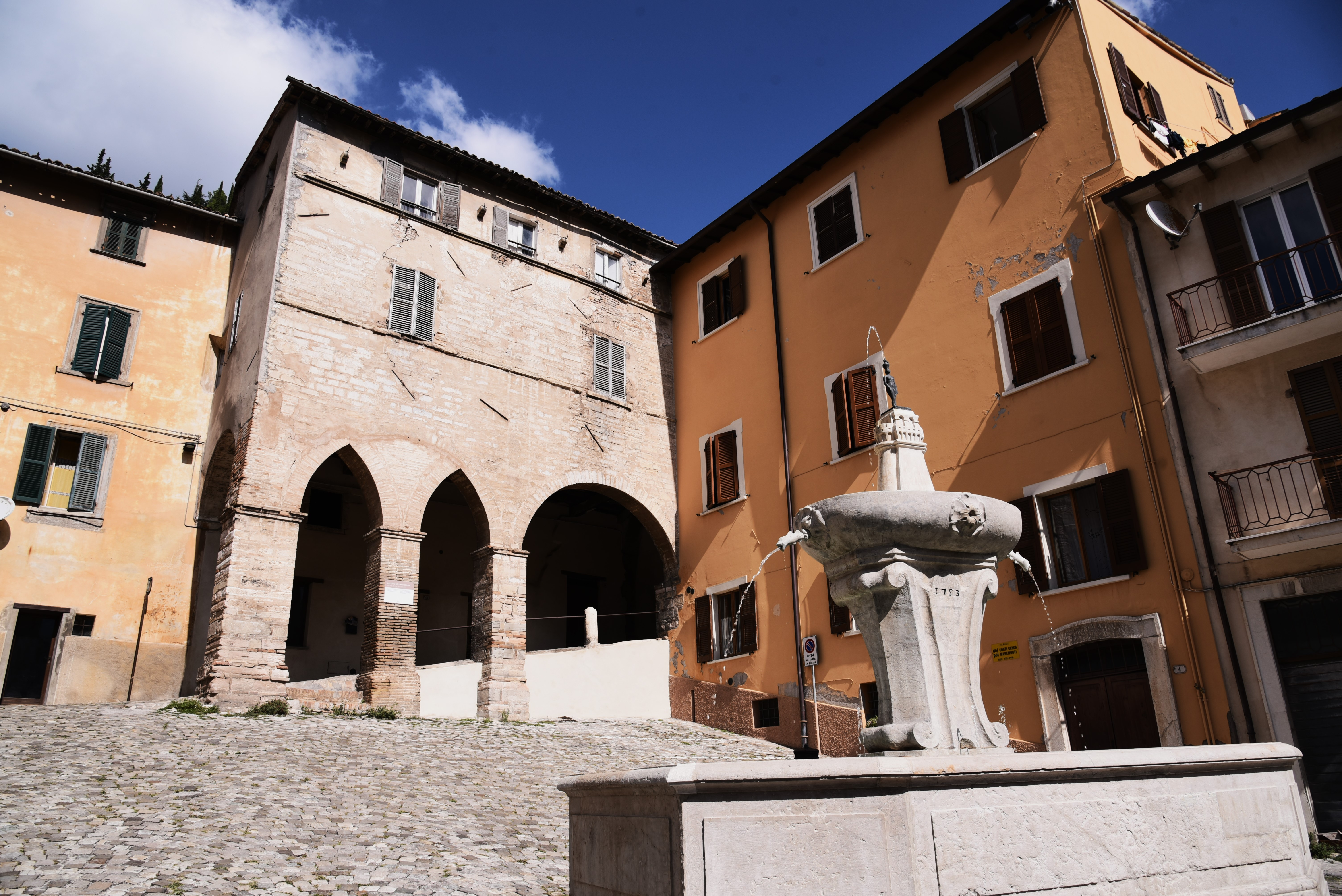
Fossombrone, Palazzo Comunale

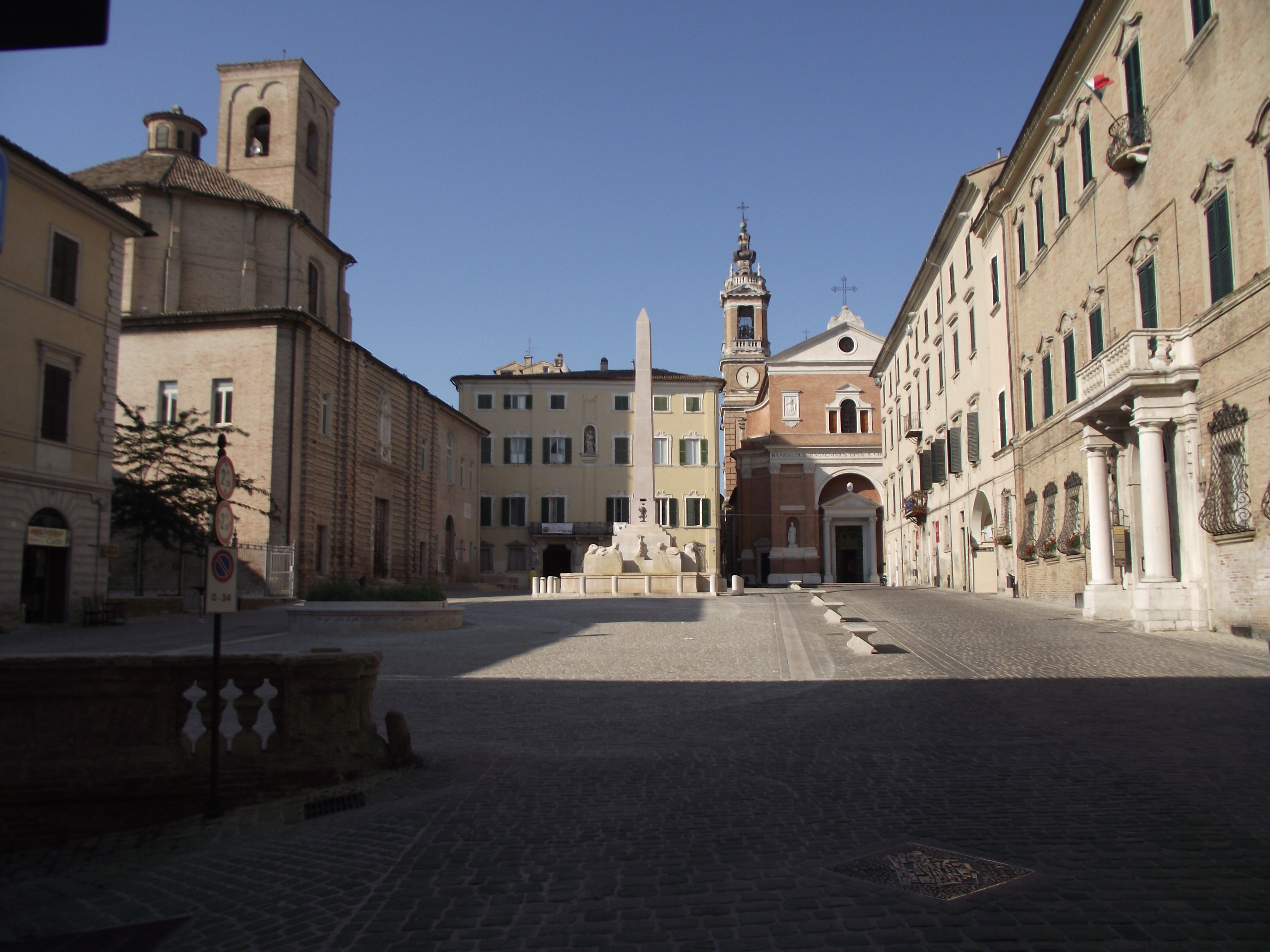
Jesi, Piazza Federico II.

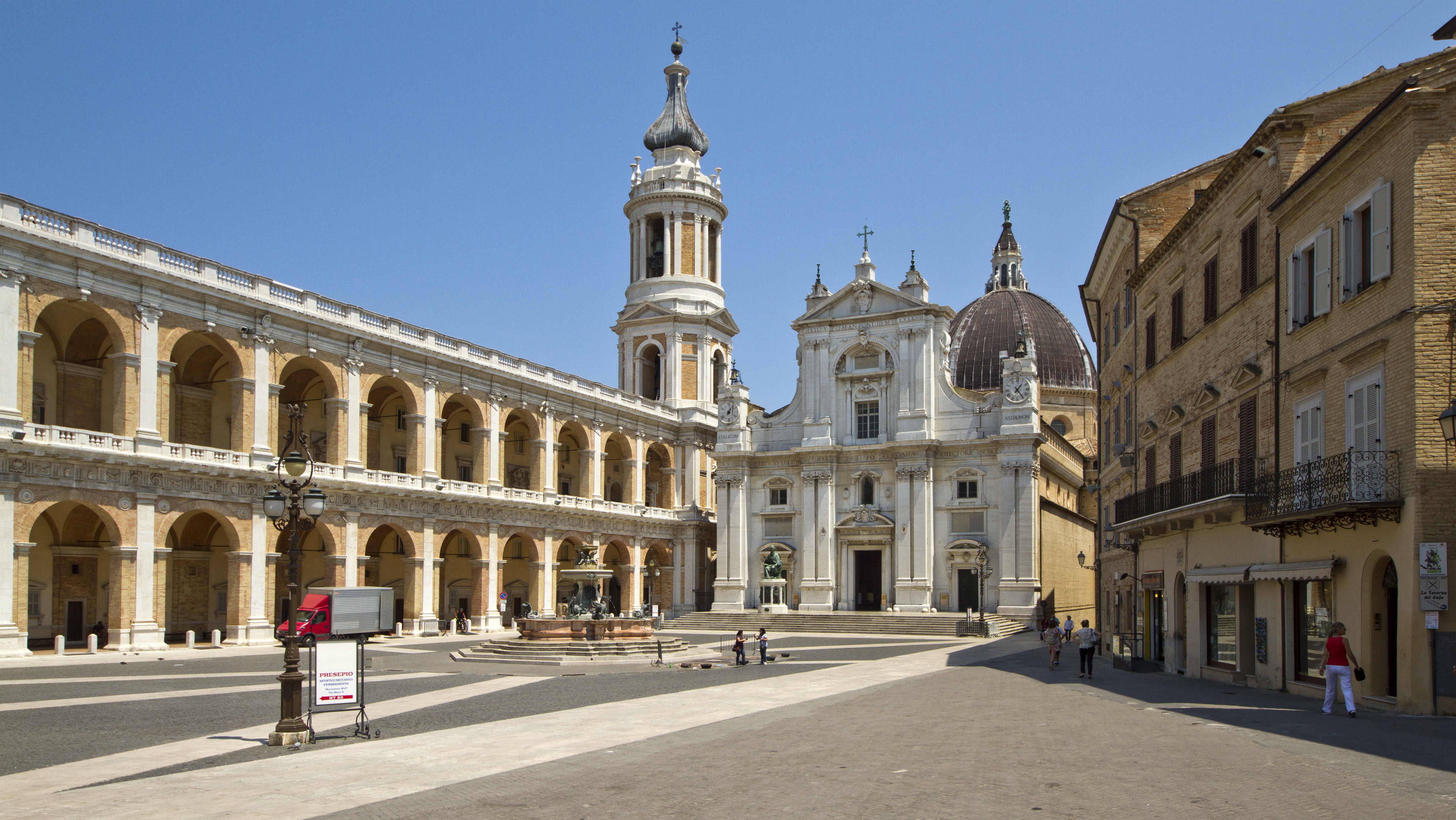
Loreto, Santuario della Santa Casa.

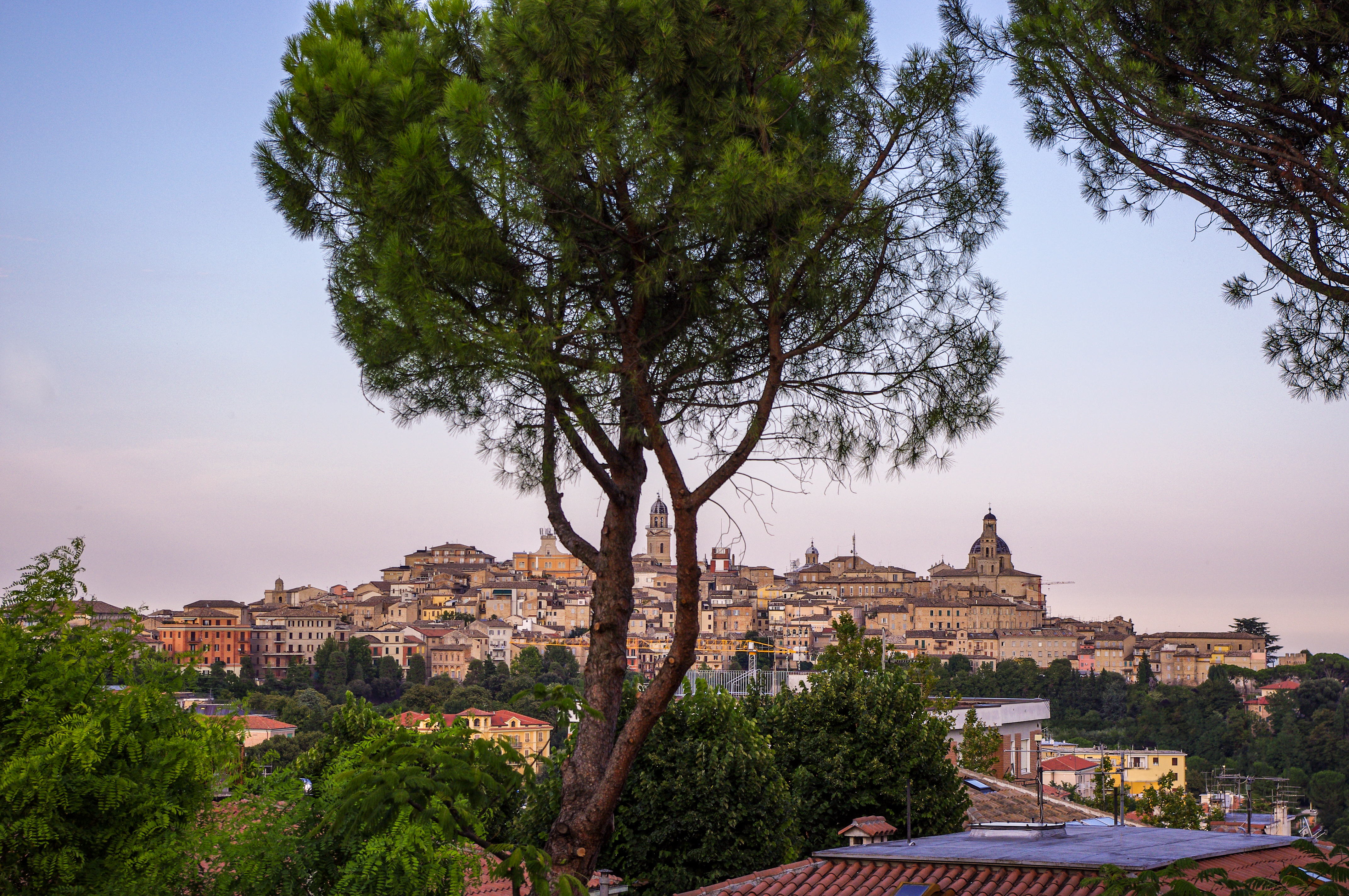
Macerata, vista.

Compagnoni-Marefoschi (XII), feudali (cfr. Sant'Elpidio) -
Compagnoni-Floriani (XII), feudali -
Consalvi (XVIII) -
Conventati -
Costa - 
Daganelli - 
De Geronimis (XIV) - 
De Vico -
De Vico-Ubaldini -
Ercolani -
Fedeli (XIV) - 
Ferri (XIV) -
Filippucci -
Firmani - 
Flaviani (XVIII) -
Floriani - 
Frontoni (XIV) - 
Gabuzi - 
Galeotti -
Gasparrini (XIV) - 
Gizzi - 
Gnudi -
Graziani - 
Gregoretti (XVIII) -
Ilari (XVIII) -
Illuminati (XVIII) -
Jozzi (XVIII) -
Lauri -
Lazzarini -
Mancinelli (XIV) - 
Marchegiani - 
Marchetti - 
Marefoschi -
Mareotti (XVIII) -
Massi - 
Morichi (XVIII) -
Mornatti (XVIII) -
Mozzi - 
Nardi - 
Narducci -
Narducci-Boccaccio -
Nelli (XVIII) - 
Pallotta (XVIII) -
Palmucci (XIV) - 
Palmucci de' Pellicani -
Panici (XIV) -
Pavoni (XVIII) -
Pellicani - 
Pistaferri - 
Ranaldi (XVIII) -
Ranaldi-Gregoriani -
Ranucci -
Razzanti -
Regi -
Ricci - 
Ridolfi - 
Ridolfini - 
Romani -
Rosati - 
Rossini (XVIII) -
Rotelli - 
Ruggeri - 
Santij - 
Silvani -
Silvestri -
Spagni - 
Spinucci -
Terribili (XVIII) -
Tomassini (XVI) -
Tomassini Barbarossa (ramo del precedente reintegrato nel 1848) -

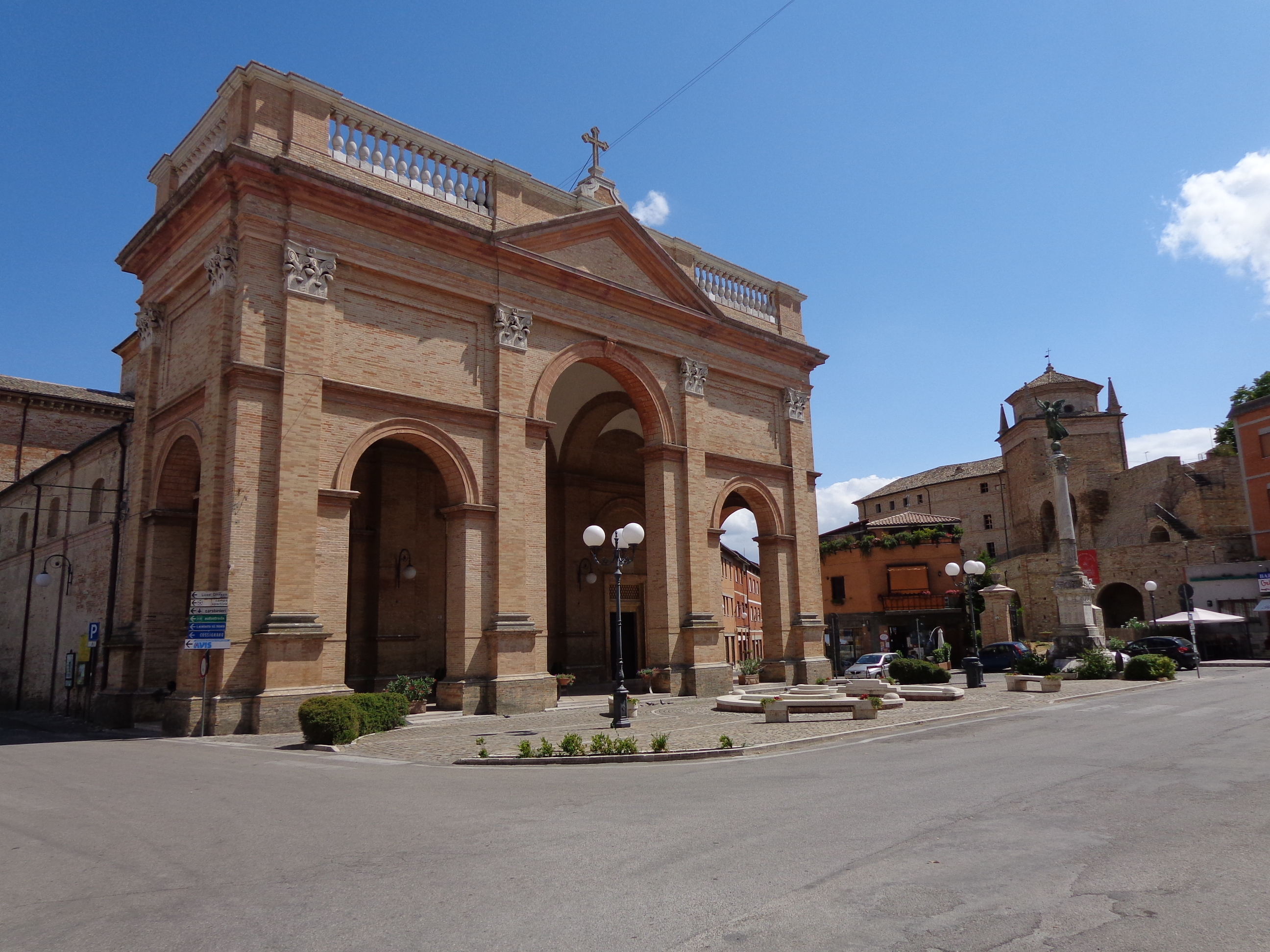
Montalto, Cattedrale

Torre Magno (de) -
Tosti - 
Troili - 
Ugolini -
Ulissi (XIV) - 
Virginii - 
Viscardi -
Zamboni (XVIII)
Accoramboni -
Adriani -
Agnelli -
Aloisi -
Amadio -
Ambrosi -
Andreoli -
Angelini -
Angelini (altra) -
Antamoro -
Antolini -
Antonetti -
Antonini -
Antonini (altra) -
Antonucci -
Apolloni -
Aronne -
Baldoni -
Barcaroli -
Baroni -
Bartolucci -
Bastiani -
Baviera -
Benamati -
Benedetti -
Benucci -
Bernetti -
Biadoni -
Bianchi -
Bianchi (altra) -
Biondi -
Biondi (altra) -
Bitto (di) -
Bonini -
Boragina -
Brancadoro -
Broglia -
Bruffi -
Cacciavillani -
Calcagni -
Canestrari -
Cantalamessa -
Carafa -
Carboni -
Carlini -
Castellani -
Castiglioni -
Castralupi -
Celi -
Centini -
Cherubini -
Chierichetti -
Ciampoli -
Cillini -
Ciotti -
Codebò -
Collio -
Consolini -
Conti -
Cordella -
Cuppis (de) -
Danieli -
Delfini -
Dialti -
Dionisi -
Dolcini -
Dominici -
Domizi -
Domizi (altra) -
Ercolani -
Erei -
Fabretti -
Falconi -
Fantivecchi -
Fares -
Fedeli -
Feliciani -
Felicioni -
Ferri -
Ferri (altra) -
Filomarino -
Fiori -
Fortini -
Fortuna -
Franceschini -
Franceschini (altra) -
Franchi -
Frisciotti -
Frosini -
Fucci -
Galli -
Galli (altra) -
Galli (altra) -
Galli (altra) -
Galosi -
Garulli -
Gasparri -
Gelini -
Genga (della) -
Gessi -
Giansanti Coluzzi -
Giberti -
Giordani -
Giovannini -
Giovenali -
Gramiccia -
Grassellini -
Graziani -
Gregoretti -
Grimaldi -
Guerrieri -
Guerrieri (altra) -
Guidi -
Hettorri -
Hondedei -
Iotti -
Latti -
Lauri
Lauri (altra) -
Leonardi -
Ligi -
Luciani Ranier -
Lucidi -
Ludovici -
Luzi -
Luzi (altra) -
Magnani -
Mancini -
Mandiroli -
Manolino -
Marchetti -
Marcucci -
Marinelli -
Marsi -
Marzio -
Massi Mauri -
Massini -
Massini Costantini -
Massucci -
Mattei -
Mattei (altra) -
Mattei Baldini -
Mattucci -
Mazzante -
Mazzocchi -
Mazzocchi (altra) -
Meci -
Mercuri -
Micheli -
Mignucci -
Mignucci (altra) -
Milesi -
Miti -
Monsignani -
Monti -
Montorio -
Morelli -
Morelli (altra) -
Mori -
Morici -
Moriconi -
Nanni -
Natali -
Natali (altra) -
Nembrini -
Nobili (de) -
Olivieri -
Olivieri (altra) -
Orlandini -
Ottavi -
Paganelli -
Pandolfi -
Panicali -
Papetti -
Paradisi -
Pavoni -
Pelagallo -
Pellei -
Peretti -
Peruzzi -
Petrei -
Petrucci -
Piccolomini Amadori -
Pierantoni -
Pila -
Piselli -
Piselli (altra) -
Poletti -
Poli -
Polozzi -
Prati -
Prosperi -
Prosperi (altra) -
Puccetti -
Quattrocchi -
Recchi -
Resta -
Riccioli -
Rinaldi -
Roberti -
Ronca -
Rondini -
Rosati -
Roselli -
Rossi -
Rossi (altra) -
Rossi (altra) -
Rossi (altra) -
Rossi (altra) -
Rossi (altra) -
Ruffini -
Ruffo -
Sacchi -
Sacconi -
Sagretti -
Salmi -
Salvadori -
Salvati -
Salvatori -
Santi -
Santoni -
Santucci -
Sanzi -
Scapitta -
Sciamanna -
Sclafenato -
Segreti -
Sensi -
Serafini -
Seri Morini -
Sfasciamonti -
Siliquini -
Silvestri -
Silvestri (altra) -
Simone -
Simonetti -
Sonni -
Sorboli -
Spinucci -
Stanga -
Stracca -
Tanfani -
Teodori -
Terzago -
Tirabassi -
Trevisani -
Trovatelli -
Turriozzi -
Ubaldini -
Vallemani -
Vannelli -
Vici -
Virgili -
Visconti -
Vittorio (di) -
Vittorozzi -
Vittorucci -
Zaccarelli -
Zacchia Rondinini -
Zambecchini -
Zenobi -
Zuccari Durante
Alessandroni - 
Amadio - 
Binotti - 
Bonarelli - 
Braura/Bravura - 
Cherubini - 
Cinti - 
Fanelli - 
Fazioli - 
Ferretti -
Gambarotti Salmistrari -
Gasparrini - 
Gaudenti - 
Gaudenti Baroni -
Gori - 
Gori (diversa) - 
Leonardi - 
Lepri - 
Lunari - 
Marinelli - 
Mengarelli - 
Miletti - 
Monti - 
Morlacchi - 
Nembrini Gonzaga - 
Orfei - 
Palunci - 
Pandolfini - 
Riggi - 
Sartori - 
Sciava - 
Sperelli - 
Troglioni - 
Urbani
Acqua -
Aletij -
Barontini -
Benvenuti -
Bertucci -
Blasi -
Bonfigli -
Bracchi -
Braschi - 
Briganti Bellini -
Buttari -
Consoli - 
Costici - 
Dionisi - 
Dittajuti - 
Falzacappa - 
Fiorenzi - 
Gallo - 
Gaudenti - 
Gazzoli - 
Gizzi - 
Jannicoli - 
Leopardi - 
Martorelli - 
Massucci - 
Mazzoleni - 
Pelagallo - 
Pini - 
Simonetti - 
Sinibaldi - 
Sinibaldi Folenghi - 
Stella - 
Talleoni - 
Tomassini - 
Urbinati - 
Volponi
Alberici (XIV) - 

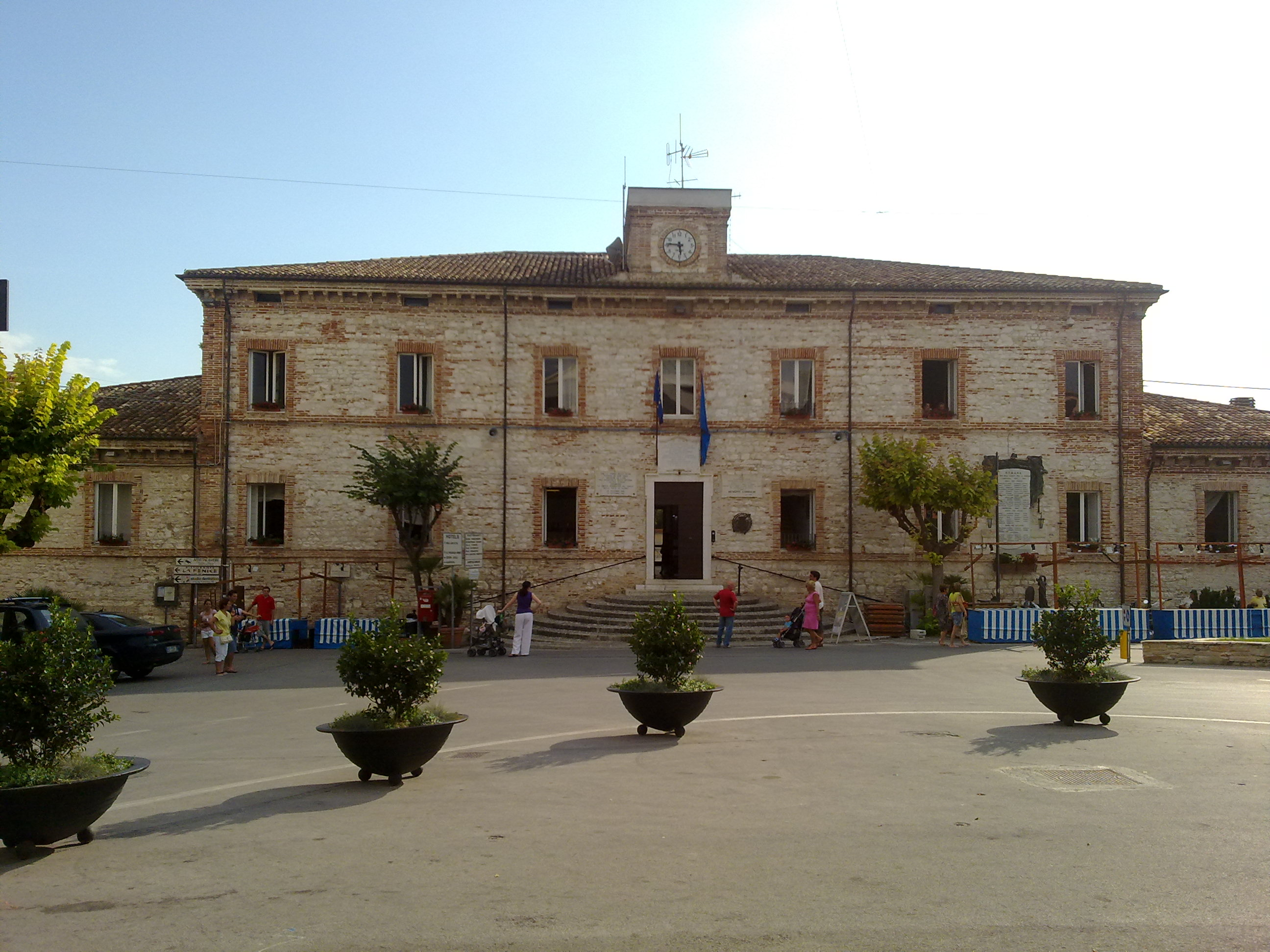
Comune di Numana

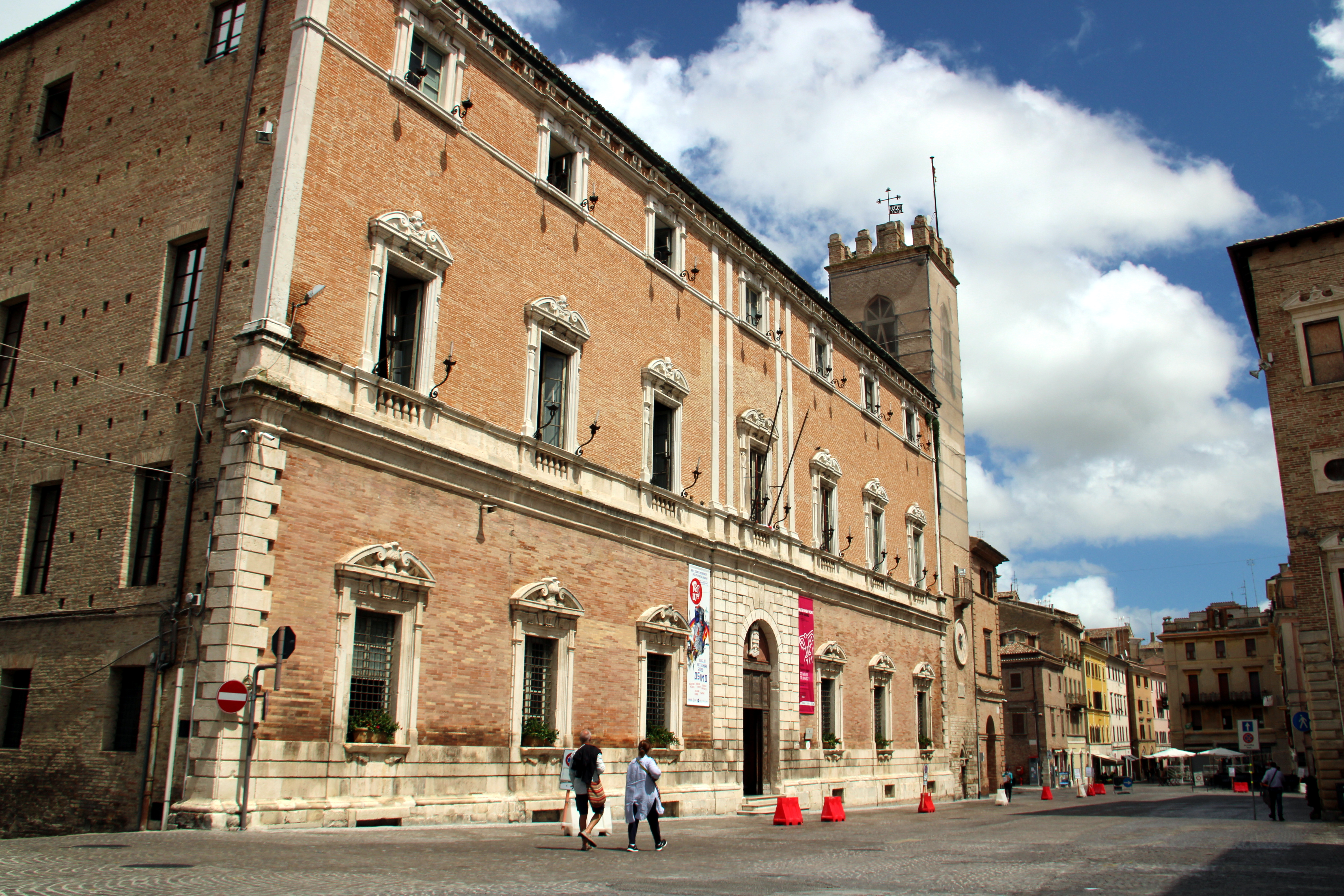
Osimo, Palazzo Comunale

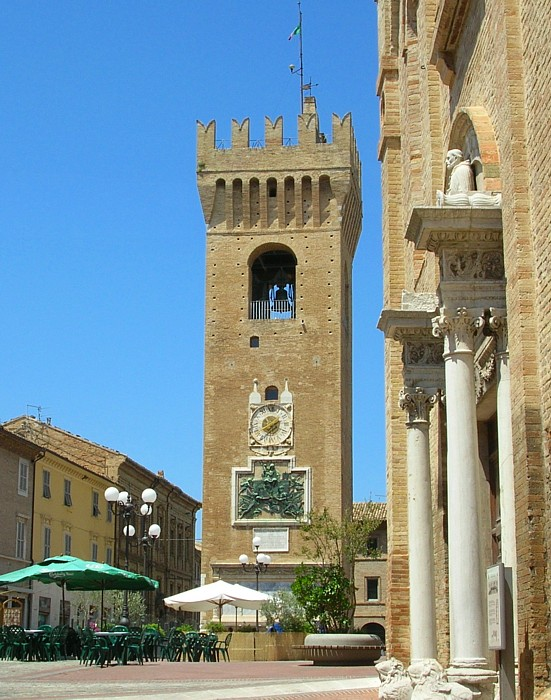
Recanati, torre civica.

Alemanni (XIII), cavalieri di Malta 1574 - 
Angelita (XV), conti palatini imperiali 1468 -
Antici (XII), conti di Castel San Pietro 1249, conti palatini imperiali 1269, cavalieri di Santo Stefano 1585, cavalieri di Malta 1611, marchesi 1637, principi -
Ballatroni (XV) -
Ballucci (XV)-
Barlocci (XV) -
Bencioli poi Pucci (XV) -
Benvenuti-Angelelli (XIV) -
Bonamici (XV) -
Bongiovanni (XIII) -
Bosoni (XV) -
Botani (XV) -
Bracci (XV) -
Bramanti (XV) -
Brancaleoni (XV) -
Buratti (XVI), ordine di San Maurizio e Lazzaro sec. XVI -
Calcagni (XIV), cavalieri di Malta 1711 -
Calcioni (XV) -
Cambi (XVII) -
Capitosti (XV) -
Carboni-Butoli (XV) -
Carboni (XVI) -
Ceccoli (XVI) -
Ciattoni (XV) -
Cima (XVII) -
Colombella (XV), cavalieri di Santo Stefano 1630 -
Condulmari (XIII), cavalieri di Santo Stefano 1569 -
Gonfalonieri (XIII), cavalieri di Malta 1496, cavalieri di Santo Stefano 1573 -
Corraducci poi Mazzagalli (XIV), conti sec. XVII -
Costantini (di Andreuccio) (XIV) -
Costantini (della Penna) (XV) -
Costantini (delle Sonaglie) (XIII), cavalieri di San Maurizio nel 1567 -
Cruciani (XIII), cavalieri di Santo Stefano 1599 -
Flamini, cavalieri di Santo Stefano 1607 -
Gherarducci (XIV), cavalieri di Santo Stefano 1600 -
Giardini (XVI), conti palatini 1518, cavalieri di Santo Stefano 1564 -
Gigli (XIV) -
Giorgi (XVI) -
Giunta (XV) -
Jacobelli (XVII) -
Jacometti (XV) -
Lazzari (XV) -
Leopardi (XIII), cavalieri di Malta 1565, conti di San Leopardo 1726 -
Lepretti (XV) -
Lizzonetti (XV) -
Lucidi (XV) -
Lunari (XIV), cavalieri di Malta -
Masi (XIV), cavalieri di Santo Stefano 1630 -
Masini-ConsoIi (XIV) -
Massi (XV) -
Massioni (XV) -
Massucci (XIII), cavalieri di Malta 1575, cavalieri di Santo Stefano 1604 -
Mazzaferro (XV) -
Mazzoni (XV) -
Melchiorri (XIV), cavalieri di Malta 1573, marchesi -
Meoli (XIV), cavalieri di Santo Stefano 1709 -
Monaldi (XIV) -
Moroni (XVI) -
Pastrovicchi (XVI), cavalieri di San Michele 1622 -
Percivalli (XIII), cavalieri di San Maurizio e San Lazzaro -
Perozzi (XVII), cavalieri di Santo Stefano nel sec. XVII -
Piercicarelli (XV) -
Pierviti poi Pazzaglia (XV) -
Polini (XIV) -
Politi (XII), conti palatini imperiali 1249 con predicato di Nussignano -

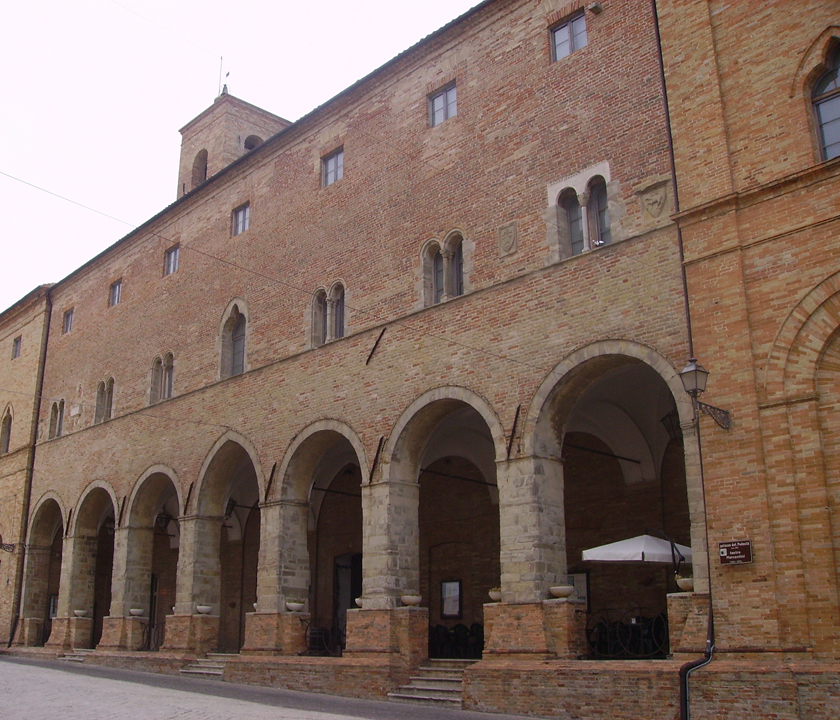
Ripatransone, Palazzo del Podestà

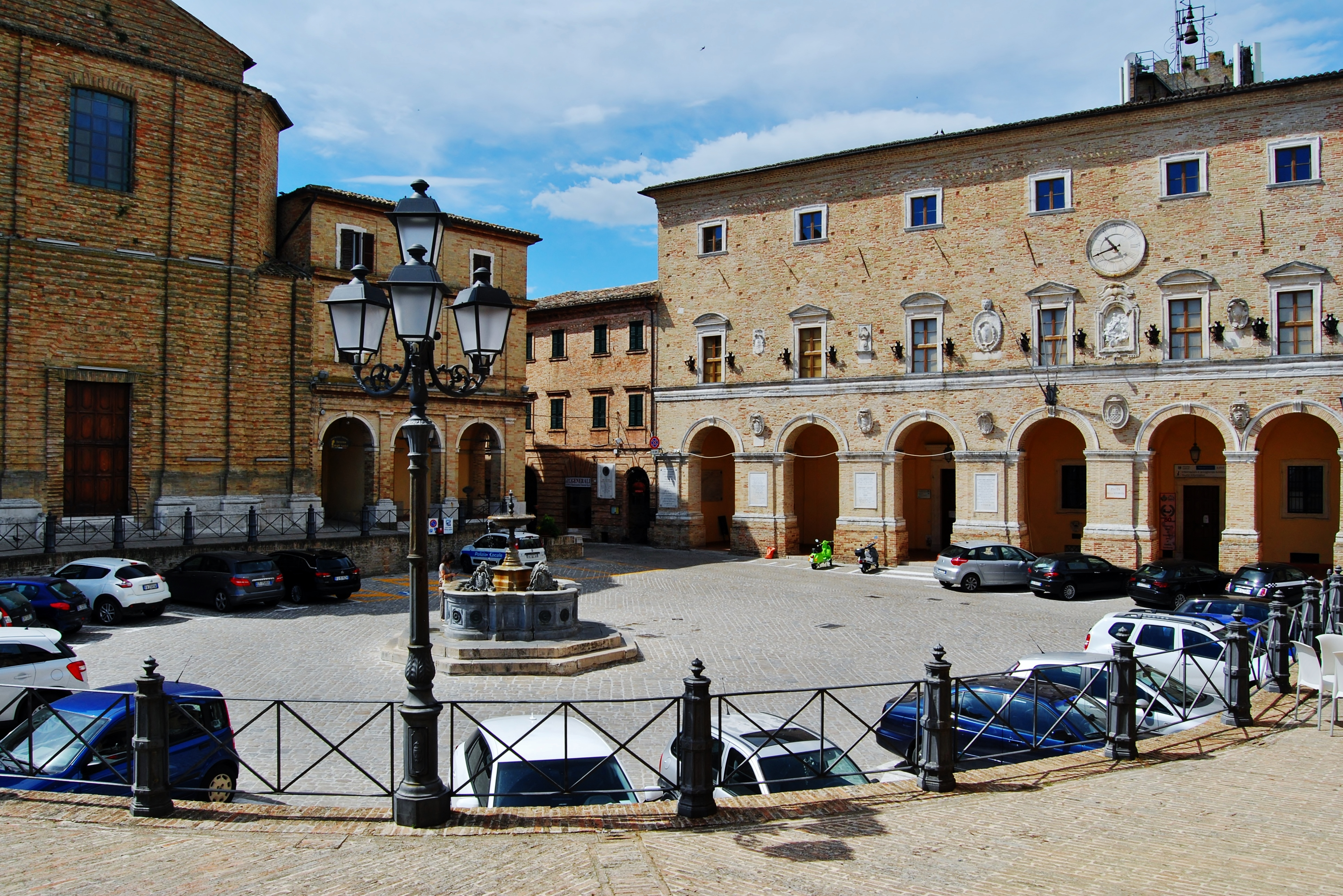
Treia, Piazza della Repubblica

Pronti (XIV) -
Pucci (di Firenze) (XV) -
Riccabella (già Servanni?) (XVI) -
Roberti (XIV) -
Rogati (XV) -
Ruffini (XV) -
Ruggeri (XVI) -
Sanguigni (XIV) -
Servanni (XIV) -
Soffia (XV) -
Squarcia (XV) -
Stabili (XVI) -
Tomassini (XVII) -
Trebbiani (XV) -
Venieri (XIII) -
Verzelli (XVII) -
Vignati (XV) -
Vitali (XVI) -
Vulpiani (XIII) -
Zenobi (XVII)
Benvignati - 
Boccabianca - 
Bonomi - 
Bruti - 
Condivi - 
Corsi - 
Fanussi - 
Fedeli - 
Lupidi - 
Massi - 
Neroni - 
Recco - 
Spina - 
Spina Pucci - 
Tassoni - 
Tommasi - 
Tommasi Spina - 
Tozzi
Acquaticci - 
Baluffi - 
Broglio - 
Broglio Massucci - 
Broglio Montani - 
Castellani - 
Didimi - 
Dionisi - 
Filippi - 
Galli - 
Grimaldi - 
Paladini - 
Pellicani - 
Rainaldi - 
Spada - 
Teloni

## Le casate nelle «terre» della Marca Anconitana

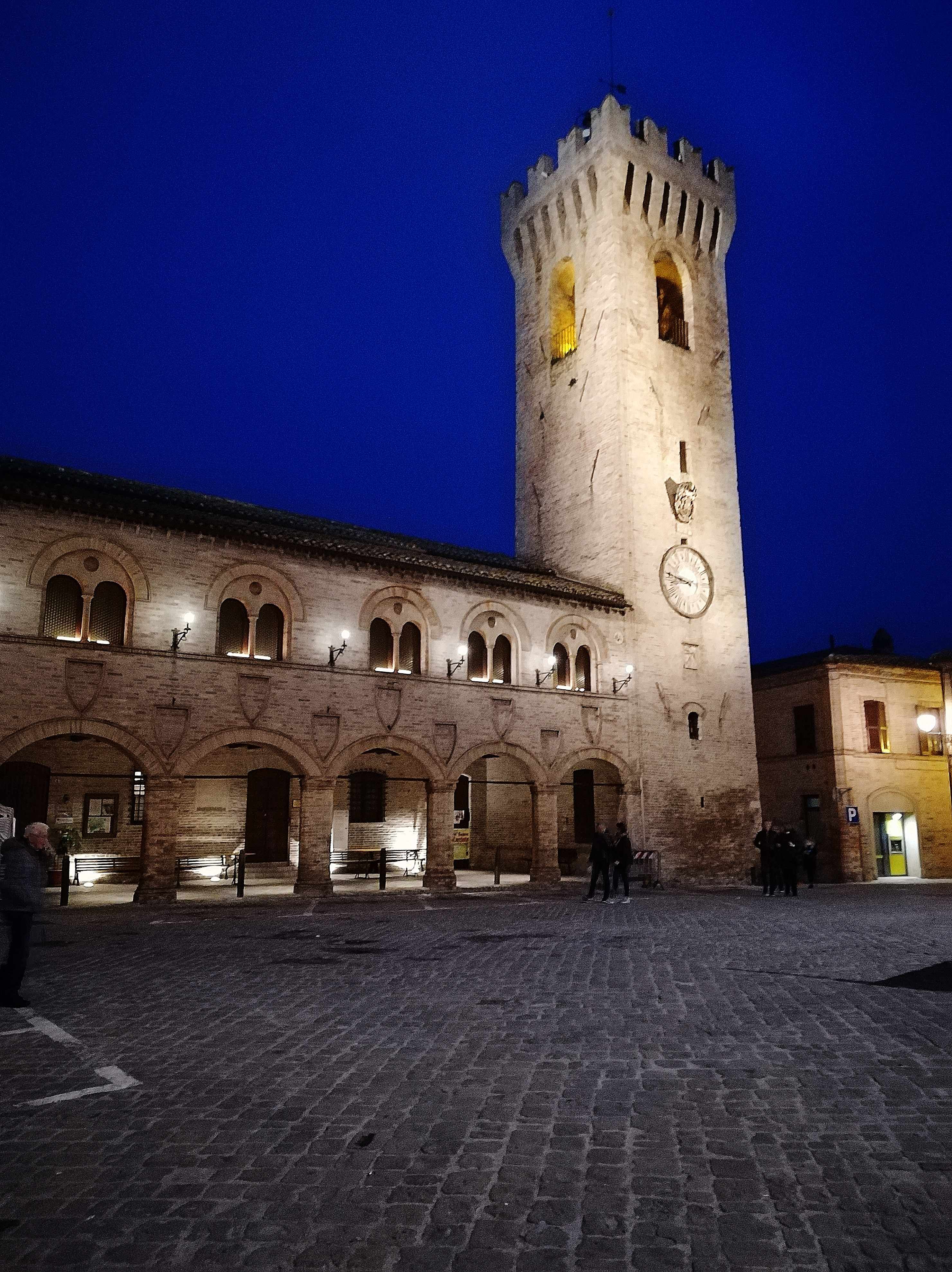
Palazzo dei Priori, Montelupone.

Di seguito sono elencate le casate ascritte alla nobiltà di ventiquattro terre della Marca pontificia di antico regime, identificate dallo storico Bandino Giacomo Zenobi. Egli mostra attraverso l'esame della legislazione statutaria che in quei nuclei urbani era avvenuta la separazione di ceto, e grazie a una ricerca condotta su fonti archivistiche settecentesche - bussoli, estrazioni, Consigli - identifica i 365 lignaggi che parteciparono in maniera ereditaria al loro reggimento. Accanto a ciascun cognome tra parentesi è indicata l'epoca a cui è possibile far risalire il casato.
«In ciascuno di questi casi (ndr dove era avvenuta la separazione di ceto) [...] la nobiltà era caratterizzata ed individuata dalla partecipazione in via ereditaria a una carica o a un gruppo di cariche dalle quali i popolari erano esclusi. Ed era appunto questa esclusione a conferire carattere aristocratico all'organo [...] Era quindi nell'esercizio delle funzioni connesse a tali organi che la nobiltà civica veniva ad identificarsi e a riconoscersi».
Giova precisare che Zenobi, per redigere il suo elenco, ha analizzato solo piccole porzioni temporali dei registri dei bussoli e dei Consigli ed afferenti principalmente al secolo XVIII. Ciò ha portato alla conseguente esclusione delle famiglie ascritte ai reggimenti delle terre sia prima delle date da lui considerate, sia dopo, ovvero durante le varie restaurazioni del Governo Pontificio avvenute prima della grande riforma amministrativa del 1816.
Va inoltre ricordato che nelle terre, specialmente dopo la metà del secolo XVIII, avvenivano aggregazioni nel cosiddetto "Bussolo degli Onorari". In questo bussolo figuravano famiglie non residenti localmente e che non erano chiamate a partecipare direttamente alla vita politico-amministrativa, ma che all'occorrenza potevano esserlo: l'esempio più classico consisteva nell'utilizzo degli Onorari per rimpiazzare le estinzioni delle stirpi locali di reggimento, evitando quindi aggregazioni dagli altri ceti sociali. Anche queste famiglie spesso non figurano nell'elenco redatto da Zenobi.
Un fulgido esempio di quante casate non figurino negli elenchi di Zenobi per questioni puramente metodologiche lo fornisce Marco Moroni, il quale ha enumerato tutte le schiatte di reggimento di Castelfidardo suddivise per secolo di aggregazione, per un totale di ben 84 famiglie, rispetto alle appena 24 individuate da Zenobi.
Benattendi (XVI), nobili di Cingoli 1799 - Bongrazi (XVI) - Calza (XVI) - Ciccarelli (XVIII) - Farina (XVI) - Gallo (XIV)], nobili di San Severino, conti 1804 - Guglielmi (XVIII) - Lucidi (XVIII) - Manardi (XV), aggregati anche a Montefortino - Muziani (XVII) - Pascucci già Righi (XIII), feudali, nobili 1690 - Passeri (XVI) - Plebani (XVI), conti fine sec. XVIII - Pochini (XVIII) - Ricci-Spadoni (XVII) - Ronconi (XVI) - Rossi (de') (XVII) - Treggiali (XVI) - Vermigli (XVII), nobili di Cingoli 1788 - Zucchi (XVII)
Boncambi (XVIII) -
Canonici (XVI) -
Conti (de') (XVIII) -
Fedeli (XVII), nobili di Macerata -
Madagnini (XVII) -
Mariotti (XVIII) -
Pelagalli (XVIII) -
Perucci (XVI) -
Scoccianti (XV) -

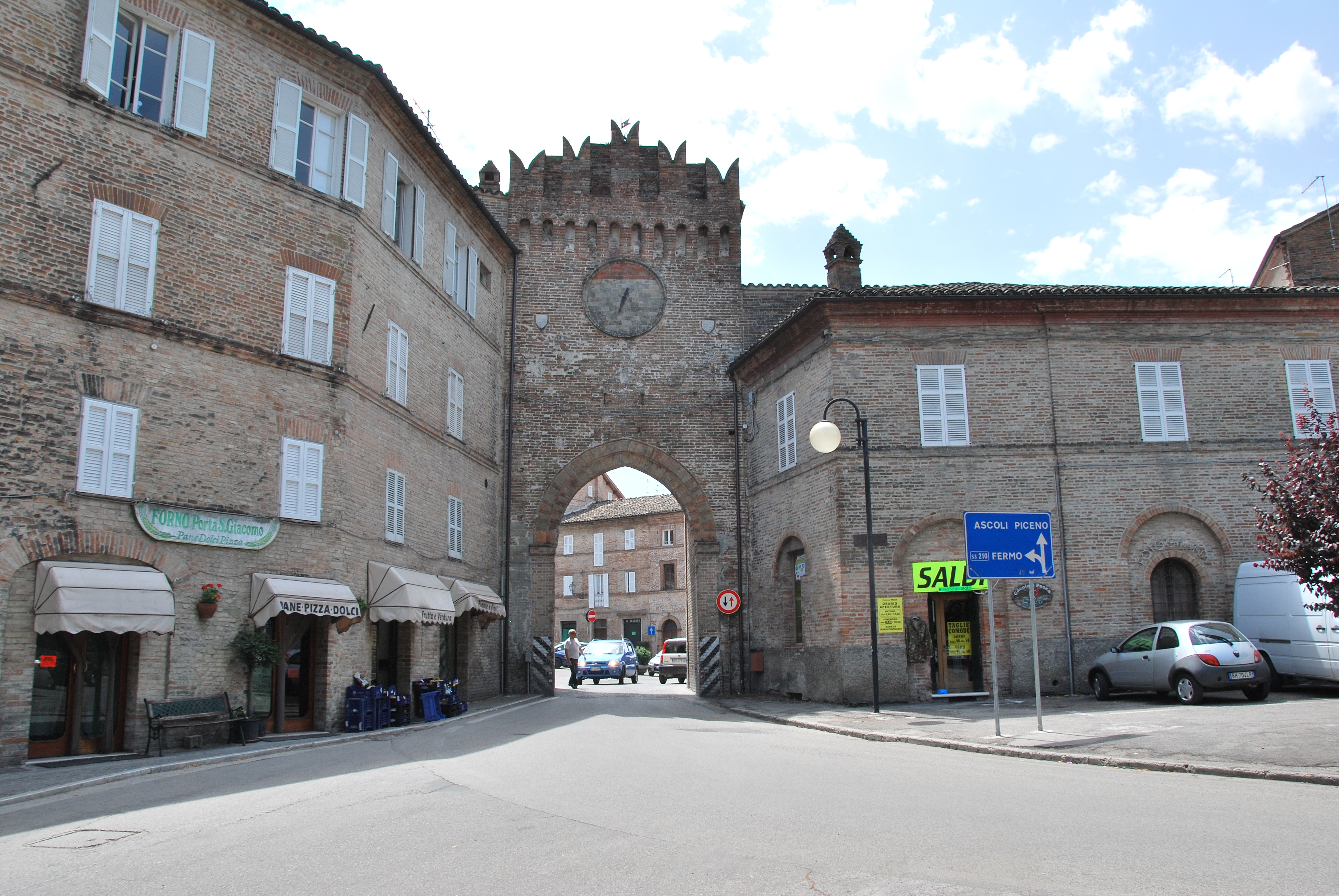
Amandola, Porta San Giacomo

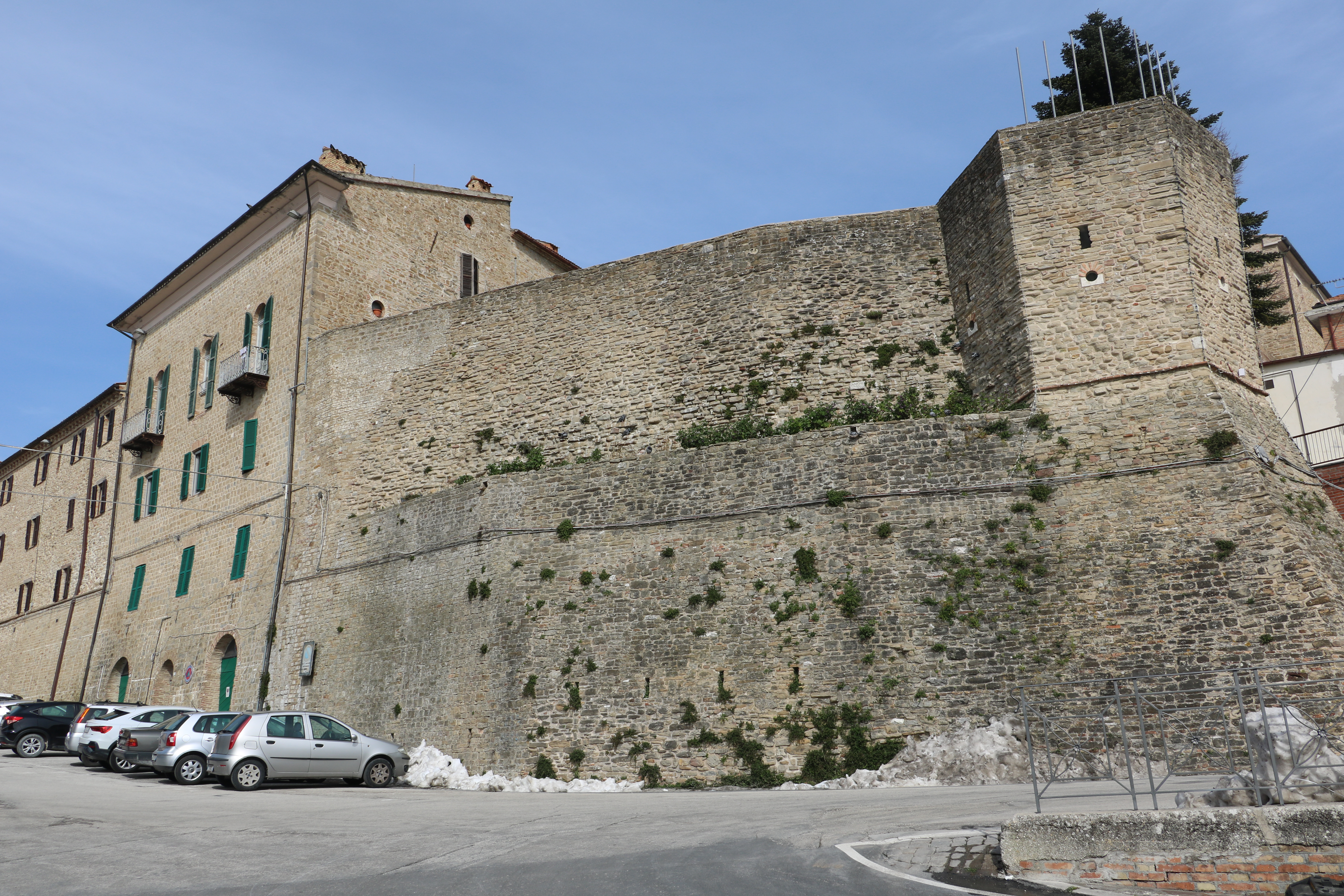
Mura di Apiro

Turchi (XVIII), patrizi di Camerino -
Ventroni (XVII)
Bartolini (XVIII) -
Bertoni (XVIII) -
Carelli (XVIII) -

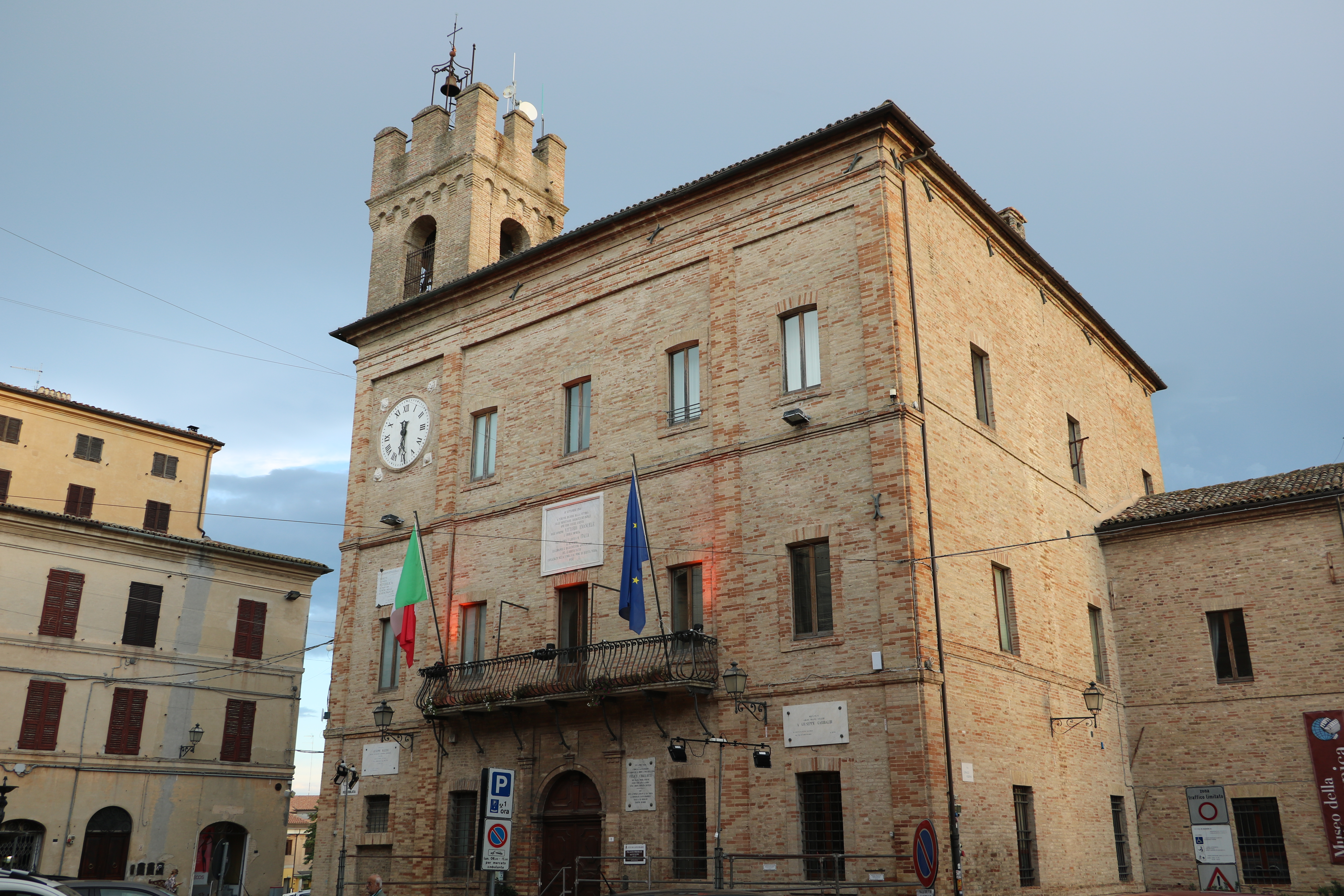
Castelfidardo, Palazzo Comunale

Ciccolini (XV), originari di Macerata, patrizi maceratesi, nobili romani 1574, marchesi 1666 -
Federici (XVIII) -
Filippi (XVIII) -
Fiorani (XVIII) -
Gentilucci (XIII), originari di Montecassiano, ove erano aggregati, nobili di Recanati, conti 1667, estinti nei Mei di Ancona sec. XIX -
Ghirardelli (XV), nobili di Cingoli 1787 -
Leopardi (XIII), nobili di Recanati, conti di San Leopoldo 1726, aggregati 1793 -
Lepretti (XVIII), nobili di Recanati 1795 -
Massimi (XVI) -
Massucci (XVI), nobili di Osimo -
Quarantotti-Pignocchi (XVIII), marchesi, nobili romani -
Ranaldi (XVIII) -
Riccardini (XV), nobili di San Severino 1795 -
Sabbatini (XVIII) -
Sciarra (XVIII), nobili di Numana 1775 -
Silva (XVI), nobili di Ancona 1750, nobili di Osimo, aggregati sec XVIII -
Tassetti (XVIII) -
Tomassini (XV), nobili di Macerata e Recanati -
Uguccioni (XVIII) -
Vigentini (XVIII) -
Zani (XVIII)
Angelini (XVIII) -
Brunamontini (XVI) -

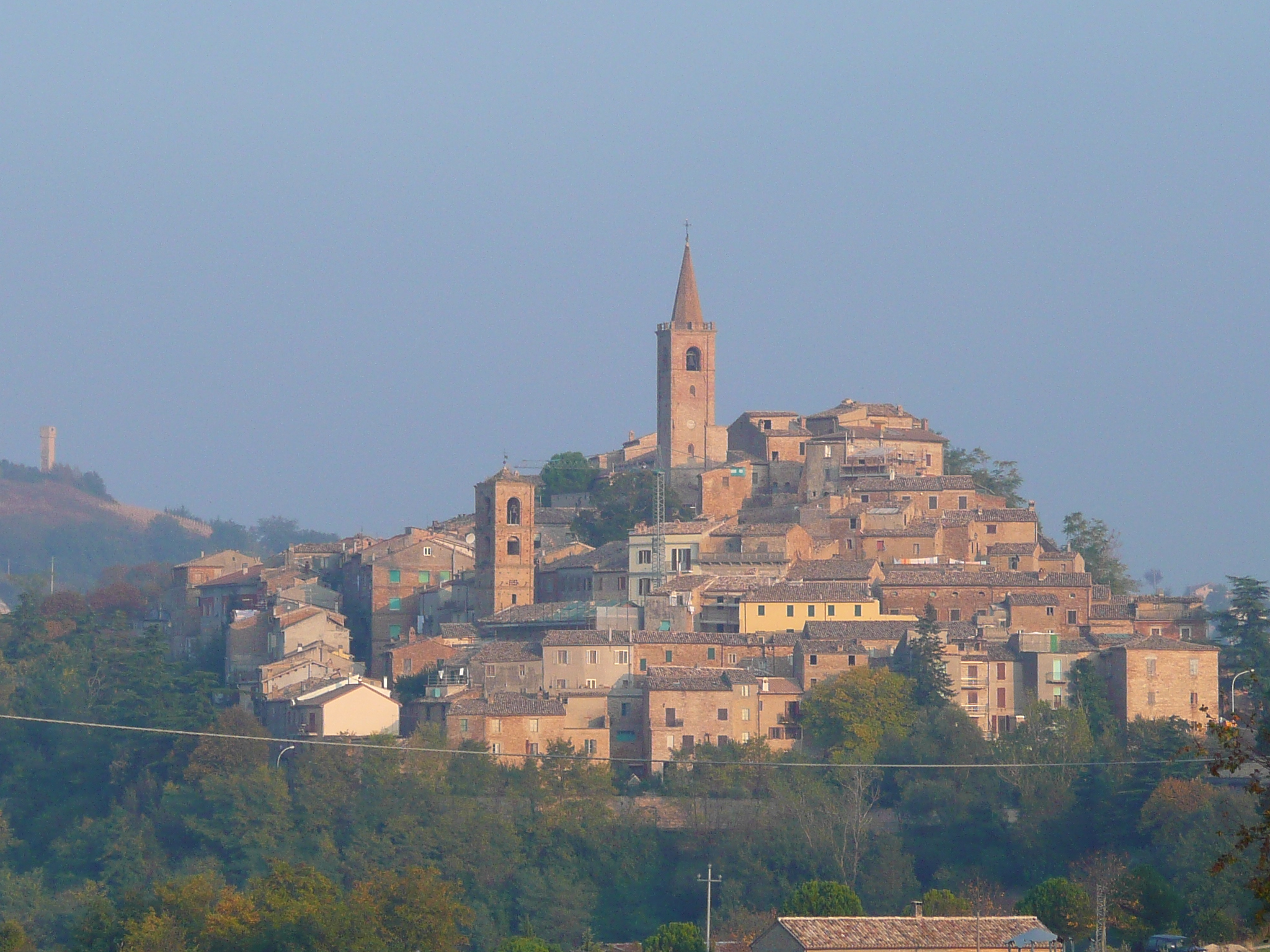
Castignano, veduta

Carlini (XVI), nobili di Montalto 1730 -
Gasparrini (XVII) -
Gelosi (XV), nobili di Montalto 1711 -
Ianni (XVIII) -
Marinucci (XVI) -
Pignotti (XVI) -
Recchi (XV), nobili di Ferrara, nobili di Montalto 1747, conti palatini del S.R.I. -
Siliquini (poi De Carolis) (XIV) -
Tanzi (XV)
Antimi (XVII) -

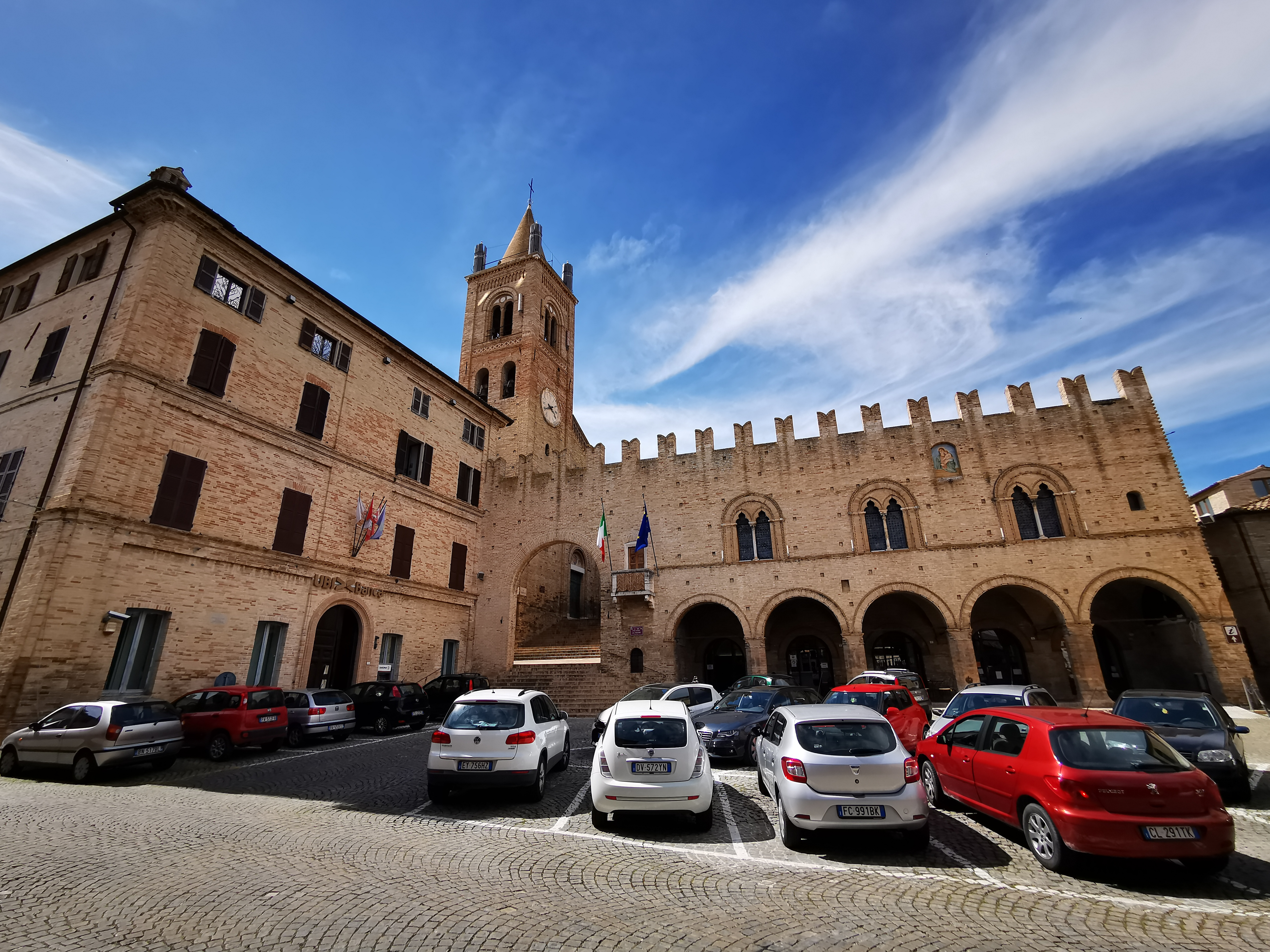
Montecassiano, Palazzo Comunale

Antolini (XV), nobili di Macerata 1441, nobili di Montalto 1650, nobili di Cingoli 1788, nobili di Ostra -
Buratti (XIII), ordine di San Maurizio e Lazzaro sec. XVI, nobili di Recanati 1567, reintegrati 1735, nobili di Cingoli 1744 -
Capponi (XVI), ordine di ...1602 -
Cesaretti (XVII) -
Compagnucci (XV) -
Dionisi (XIII), nobili di Treia, nobili di Montalto 1715 -
Ferri (XII), feudali, eredi di un ramo Buratti e aggregati 1689, patrizi maceratesi 1724, marchesi sec. XIX -
Filippo (XVIII) -
Gaspari (XVII) -
Gentilucci -
Giannucci (XVIII) -
Mancini (XVII) -
Mariotti (XVII) -
Orsini (XVII), originari di Apiro, aggregati 1645-40 -
Pochini (XVII) -
Quattrini (XV) -
Salvucci (XVII) -
Scaramuccia (XV) -
Schinetti (XVII) -
Tosi (XVI) -
Tulli (XVII)
Alessandrini (XVIII) -
Balleani (XVIII) -

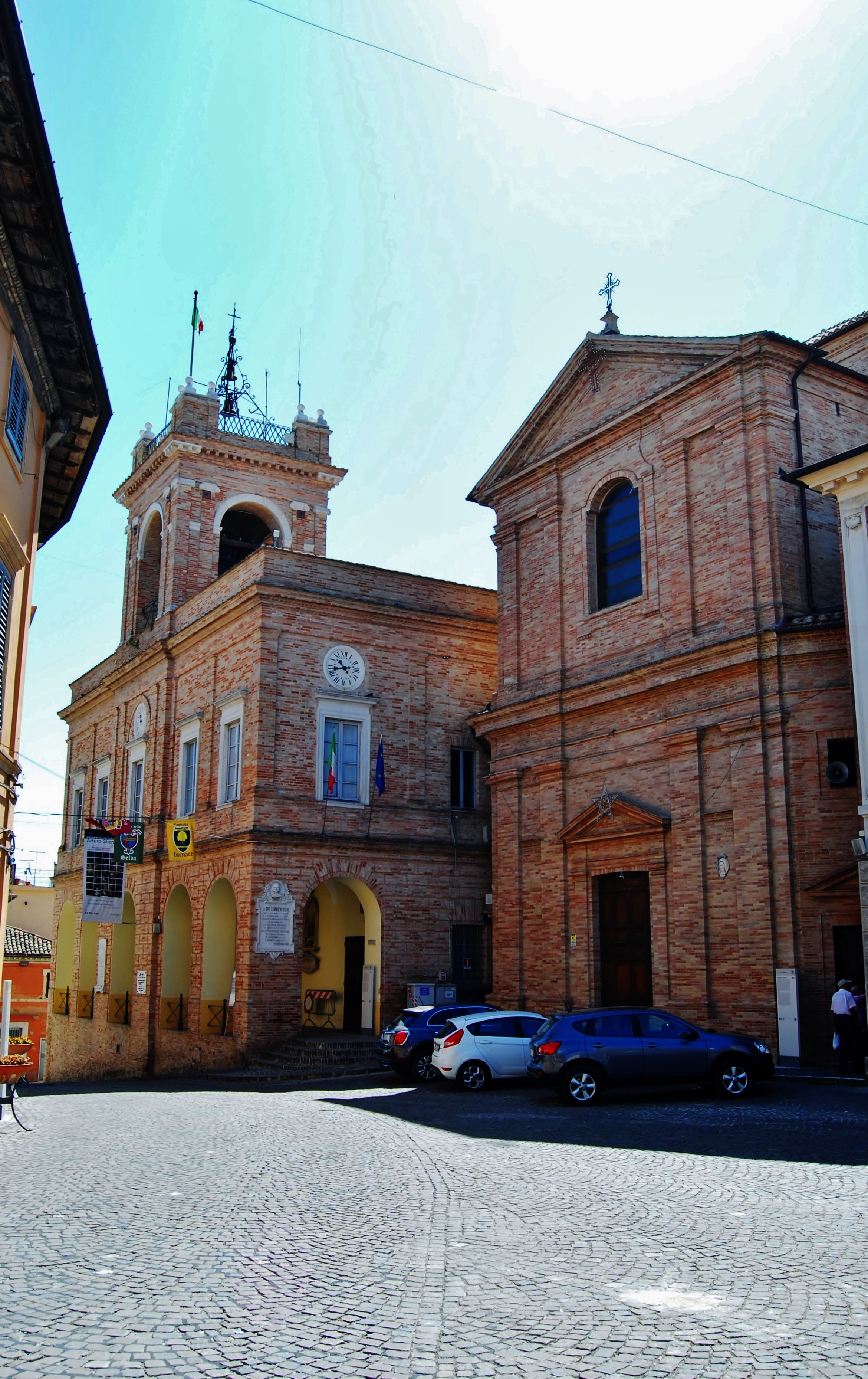
Montefano, teatro e collegiata

Carradori (XIV), patrizi maceratesi, nobili di Ancona, nobili di Recanati, conti 1728 -
Consalvi (XVI), patrizi maceratesi 1776, marchesi -
Consoli (XVIII), nobili di Osimo -
Panici (XIV), patrizi maceratesi, conti -
Perugini (XVIII) -
Volponi (XVIII), nobili di Osimo
Andreozzi (XVII) -
De Cesaris (XVIII) -
Geminiani (XVII) -
Giuliani (XVII) -
Gualtieri (XVIII) -
Lamponi (cfr Monterubbiano) -
Leopardi (cfr. San Ginesio) -
Manardi (cfr. Amandola) -
Pomponi (XVIII) -
Spagnoli (XVIII) -
Sparretti (XVII)
Agliati (XVI) -

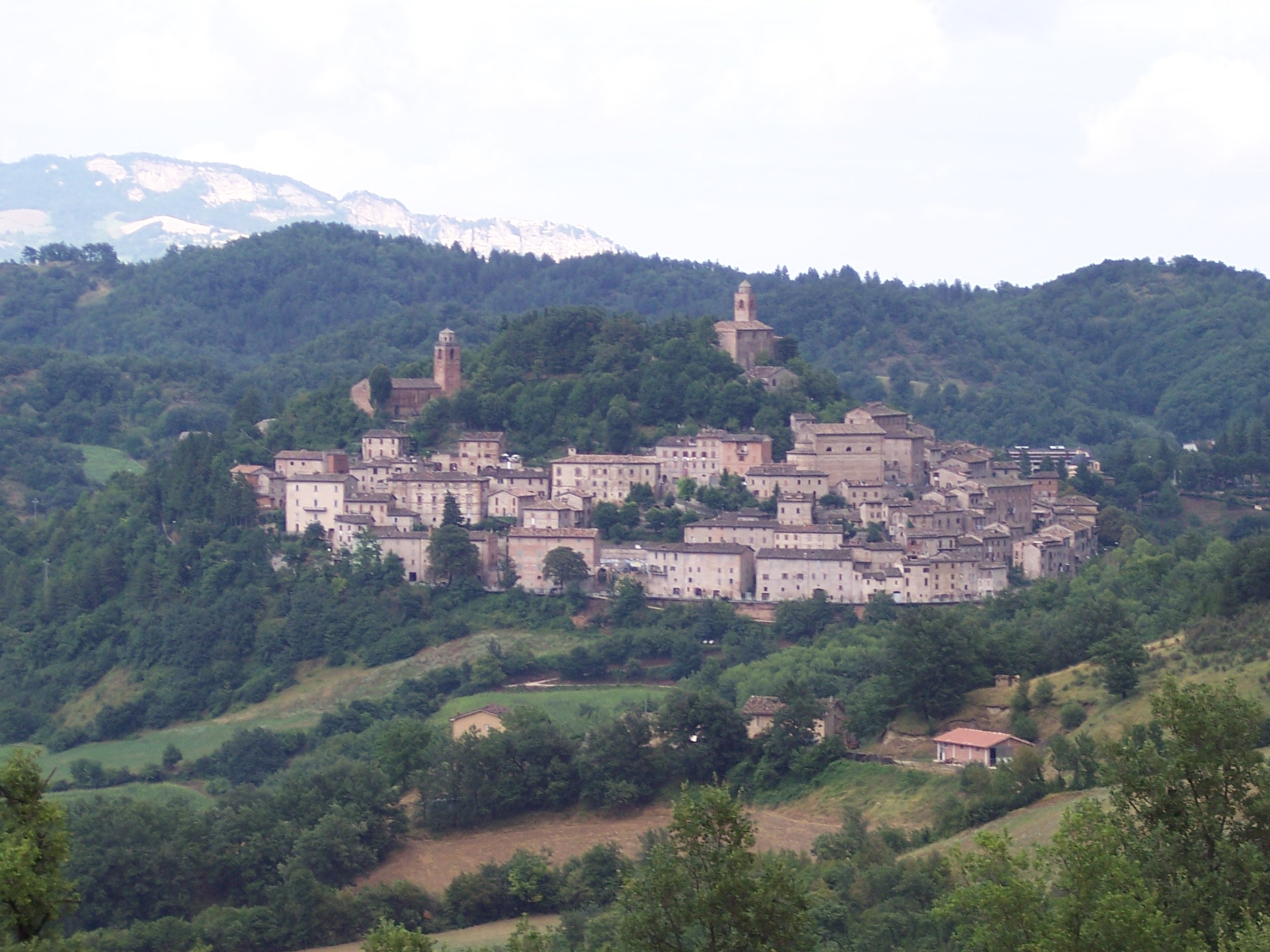
Montefortino, veduta

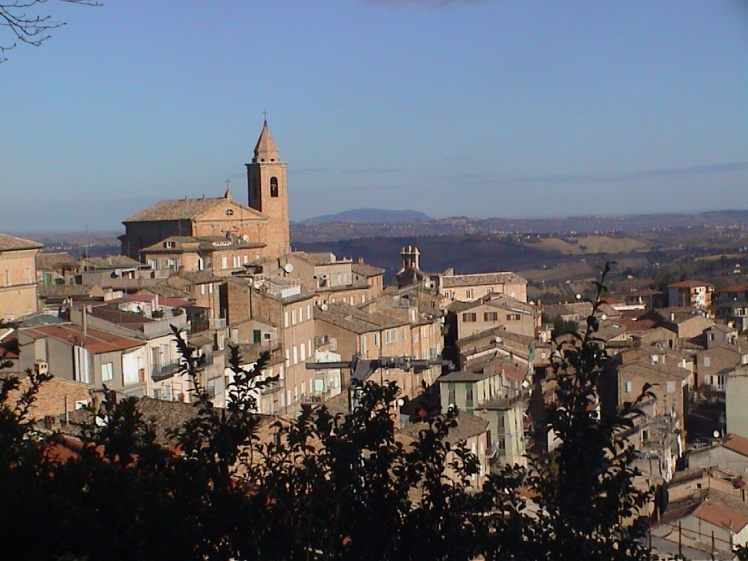
Montegiorgio, veduta

Alaleona (XIV), feudali, nobili romani, patrizi maceratesi -
Allevi (XIV) -
Boncori (XIII) -
Calisti (XVI) -
Ercolani (XVII) -
Gallucci (XVI), ordine di Santo Stefano -
Isopi (XV) -
Latini (XV) -
Natali (XVI) -
Passari (XIII), nobili romani, patrizi di Fermo e di Foligno, marchesi di Fontebella -
Patti (XVII) -
Pellei (XVI), ordine di Cristo 1651, nobili di Montalto 1845 -
Prosperi (XVI) -
Radicini (XVI) -
Rossi (de') (XVI), conti palatini del S.R.I. 1654, nobili di Narni, patrizi fermani -
Valera (XVIII) -
Zenobi (XIV), nobili di Recanati 1601, nobili di Montalto 1742

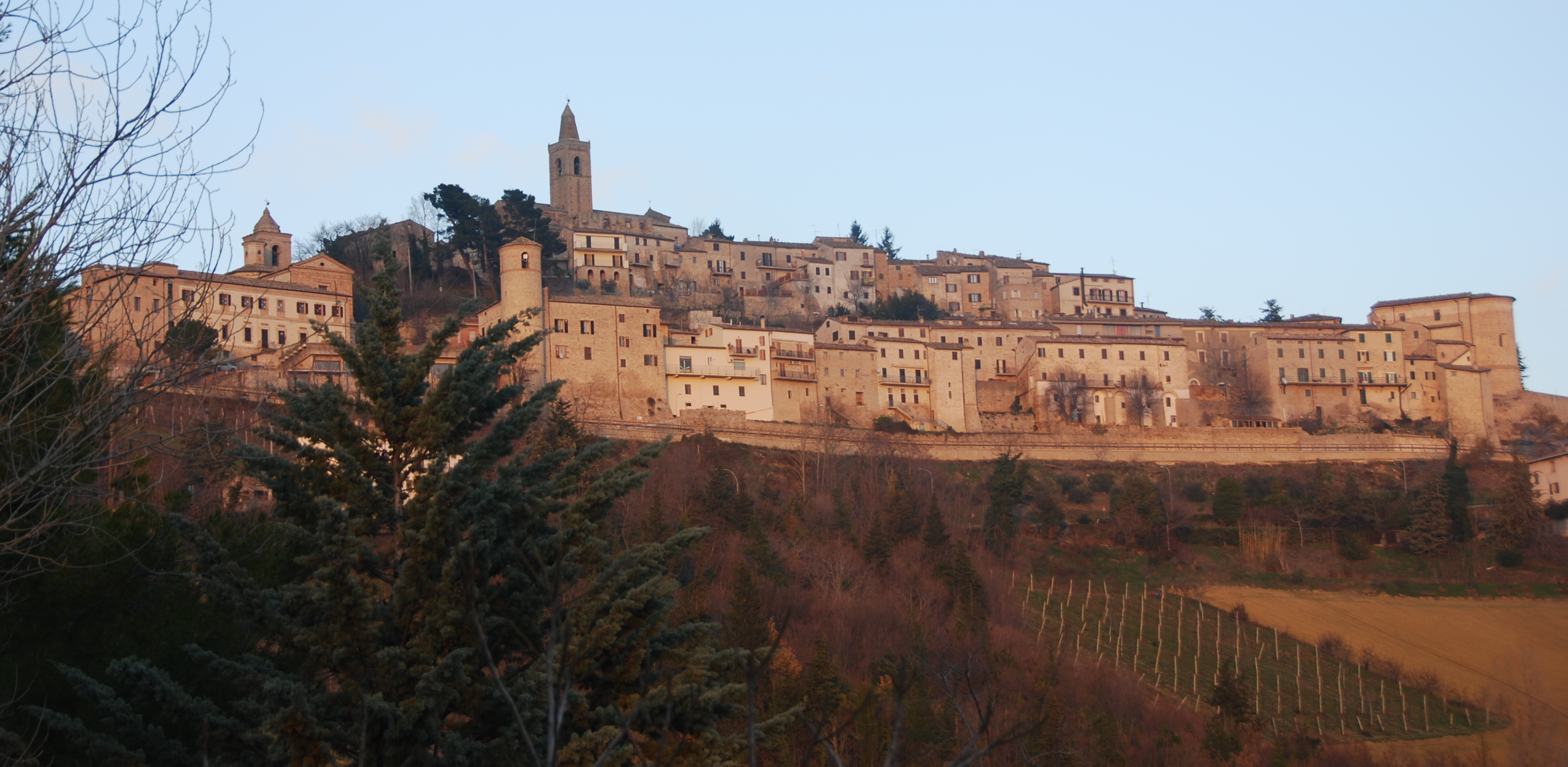
Montelparo, veduta

Adriani (XV), nobili di Montalto 1795 -
Aloisi (poi Palma) (XVI) -
Berardi (XVIII) -
Capestrelli (XVI) -
Catalani (XVI) -
Colangeli (XVIII) -
Cornacchia (XVIII) -
Ercolani (XVI) -
Felici (XVII), nobili di fermo 1754 -
Giustiniani (XVIII) -
Lorenzini (XVI) -
Morelli (XVIII) -
Pellei (cfr. Montegiorgio) -
Poncellini (XVI) -
Squarcia (XVI) -
Stecchi (XVI), ordine di Cristo 1650 -
Travalloni (XVI) -
Valeriani (XVIII)
Aureli poi Pozzi (XVII) -
Barbarossa poi Tomassini (XV) -

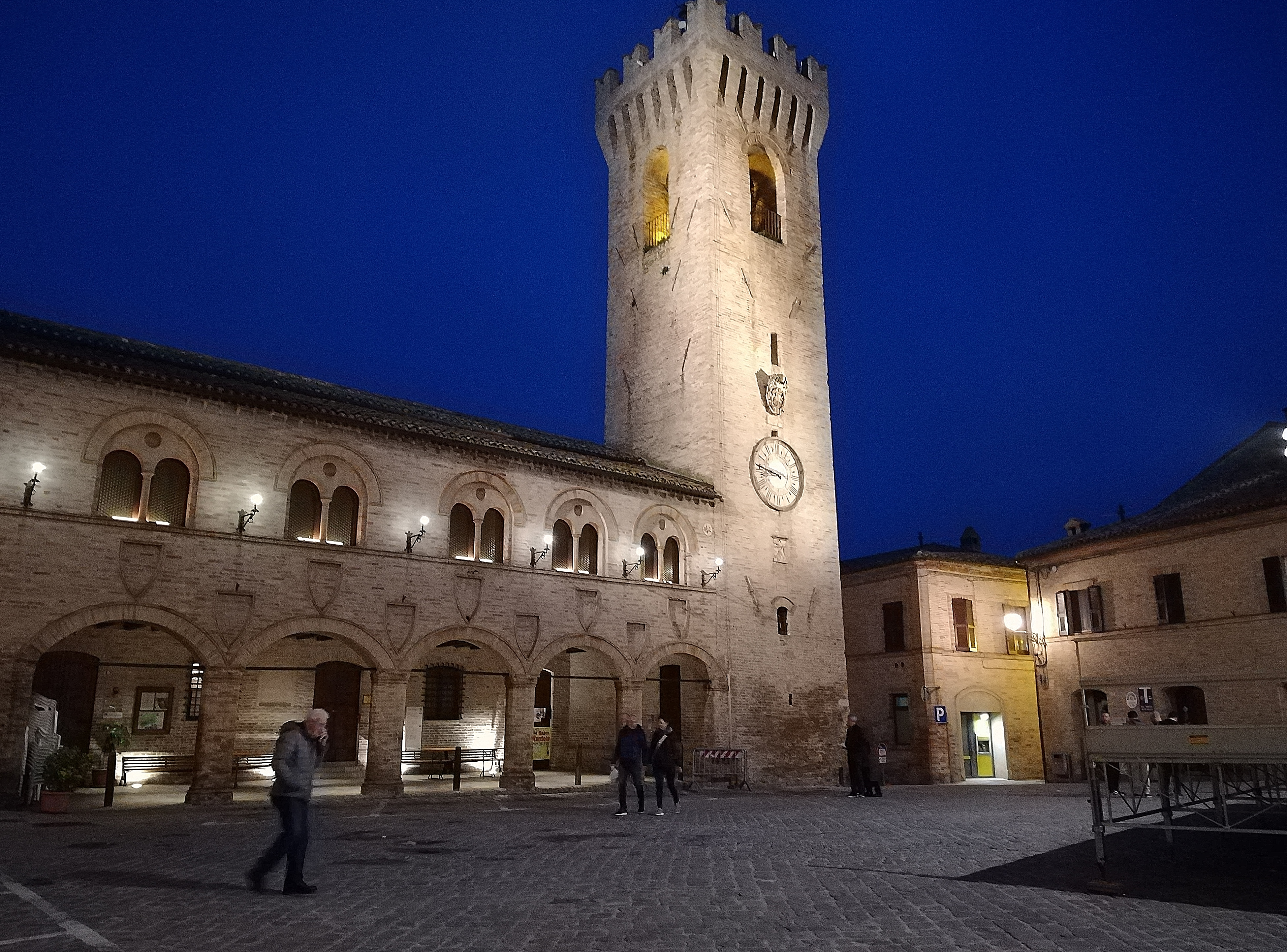
Montelupone, Piazza del Comune

Basvecchi (XV), nobili di Norcia 1783, nobili di Recanati 1784 -
Celsi (XVII) -
Eleuteri (XVIII) -
Garulli (cfr. Monterubbiano) -
Pochini (XVII) -
Santoni (XVIII) -
Spina poi Borgianelli (XVII) -
Terenzi (XVIII) -
Tomassini -
Urbani (XVIII)
Assortati (XVIII) -

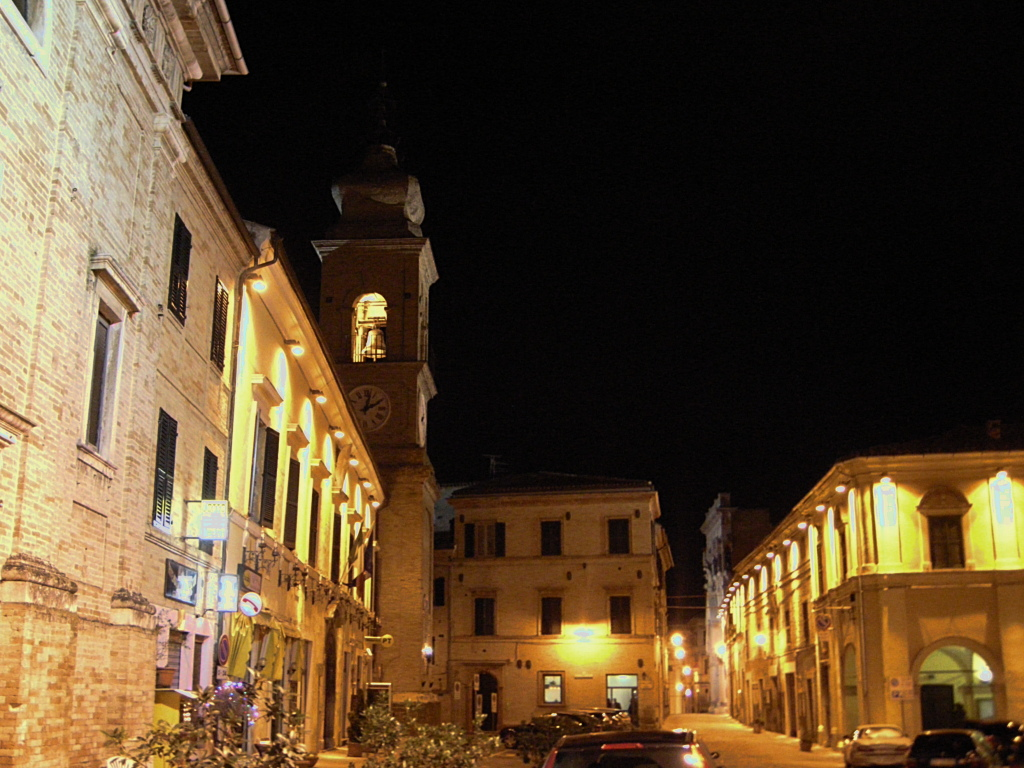
Pollenza

Fiorenzi (XIII), conti 1570, nobili di Osimo e di Ancona -
Galli (XVIII) -
Lazzarini (XIII), conti, patrizi maceratesi 1669 e 1770 -
Marchetti (XVIII) -
Morroni (XVIII) -
Narducci (XIII), nobili di Siena, nobili di Macerata -
Padovani (XVIII) -
Palmesani (XVII) -
Palmucci (XVII) -
Ranaldi (XVIII), nobili di Macerata -
Sbrilla (XVIII) -
Scolastici (XVIII)
Buti (XVII), nobili di Ancona, patrizi romani, marchesi 1734 -

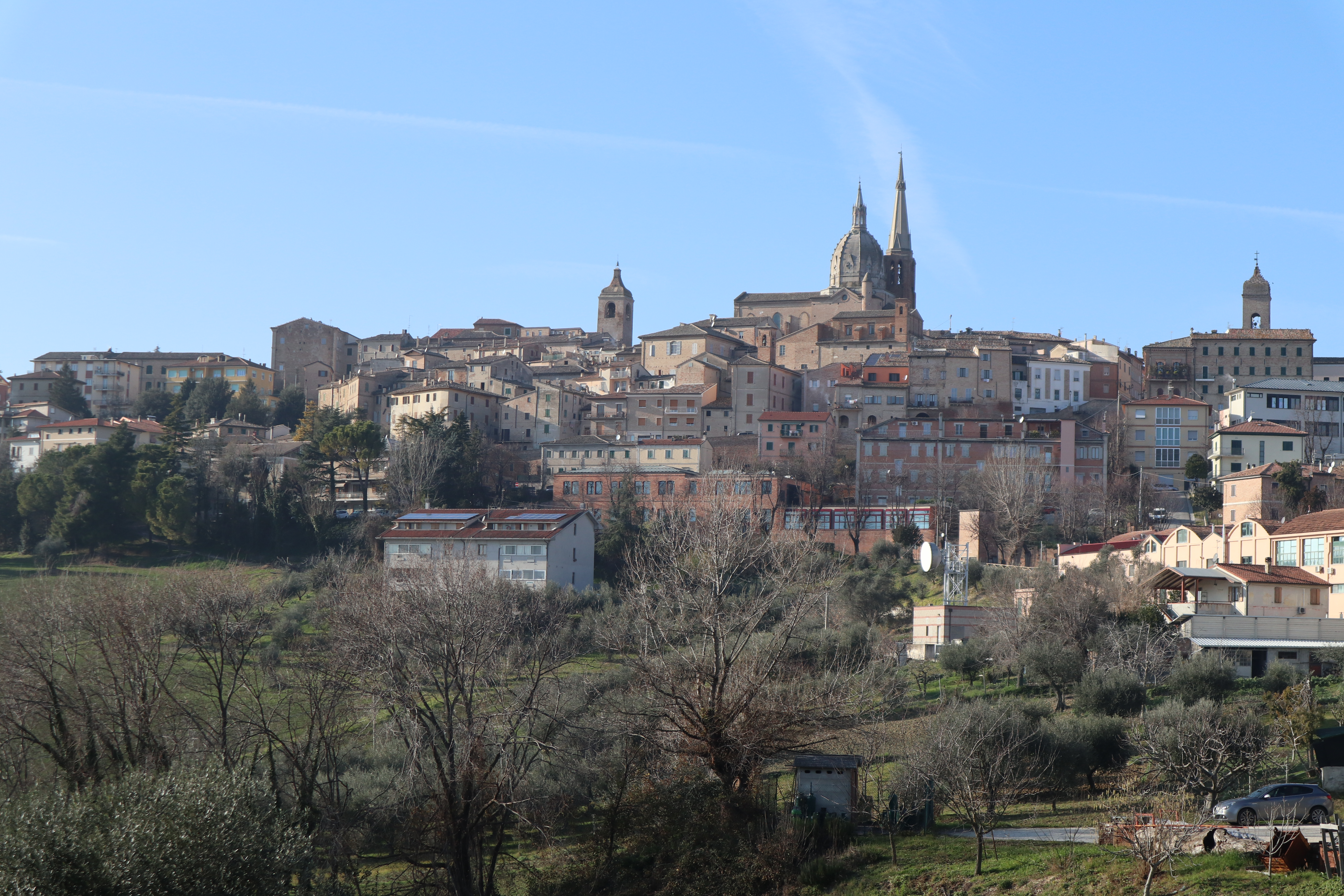
Ostra Vetere, veduta

Franceschini (XVI), conti, nobili di Jesi -
Guerra (XVIII) -
Innocenzi (XVIII) -
Maurizi (XIII), conti, nobili veneti 1468, nobili milanesi, nobili di Fossombrone 1559, di Jesi 1728, di Pesaro e San Marino sec. XVIII -
Monti (XVI), nobili di Senigallia -
Ricci (XVIII)
Bennati (XV) -

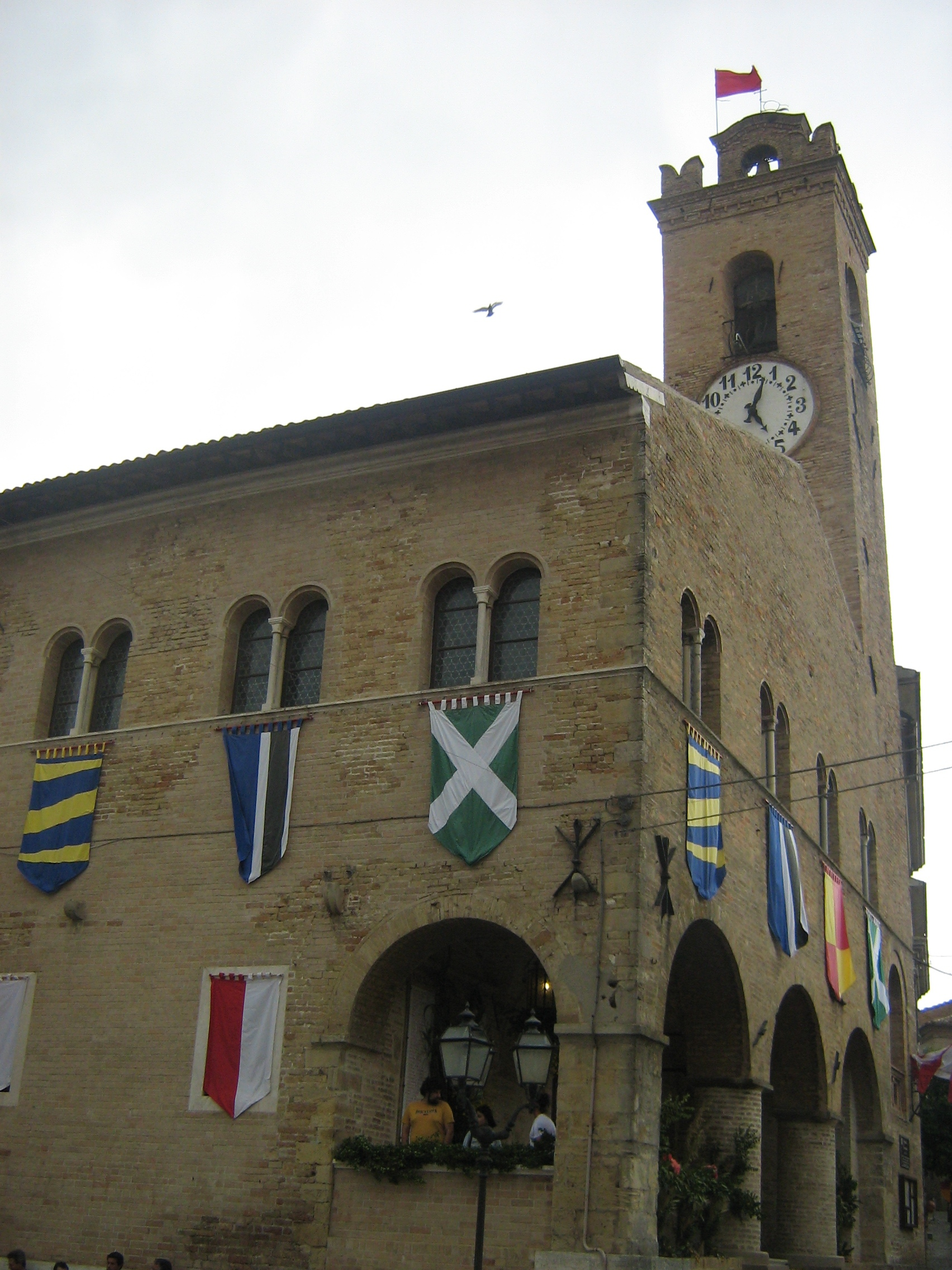
Monterubbiano, Palazzo Comunale

Falconi (XIV), conti, patrizi di Fermo -
Garulli (XIV), conti, patrizi fermani 1681, nobili di Ripatransone 1712, nobili di Ancona sec. XIX -
Lamponi (XIII), patrizi fermani 1555, ordine di Santo Stefano sec. XVI -
Laurenzi (XV) -
Monti (XVIII) -
Morici (XII), nobili di Montalto 1706, di Tolentino 1797, patrizi fermani 1777, marchesi 1829 -
Onesti (XV) -
Paccaroni (XIV), patrizi fermani 1525, patrizi di Ascoli, conti 1610 -
Secreti (XIV), nobili di Camerino 1717, nobili di Montalto 1788
Acerbotti (XVI) -
Amici (XVI), nobili di Ascoli -
Avetrani (XVII) -
Barbarossa (XVII) -
Bracci (XVIII) -
Cardinali (XVIII) -
Ciapponi (XVIII) -
Fedeli (XVIII) -
Gasparrini -
Leopardi (XVII) -

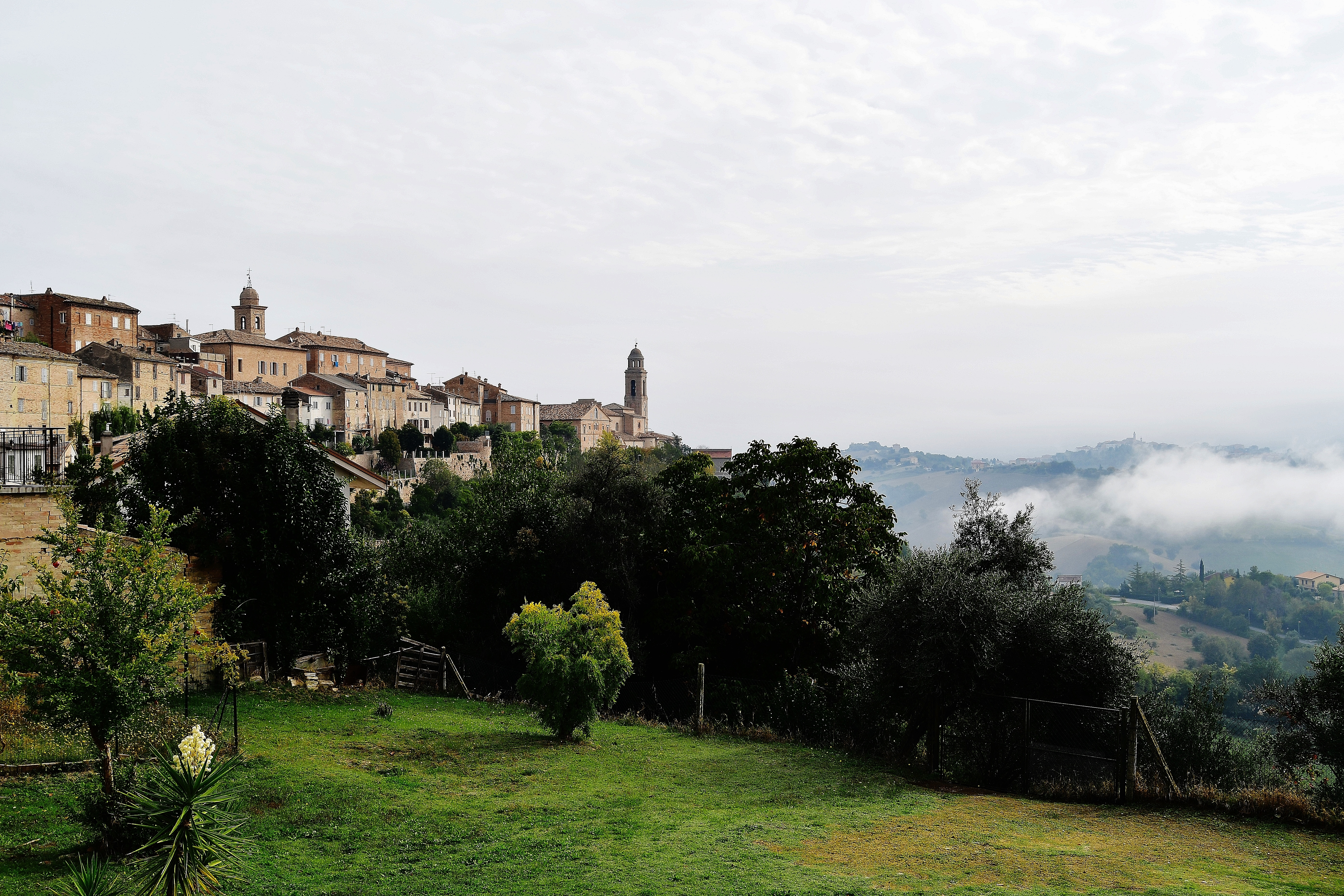
Monte San Pietrangeli, veduta

Mandiroli (XVI), patrizi maceratesi, nobili di Montalto 1631 -
Mistichelli (XVII) -
Olivieri (XVIII) -
Quintiliani (XVII) -
Rossini (XVIII) -
Tresani (XVII)

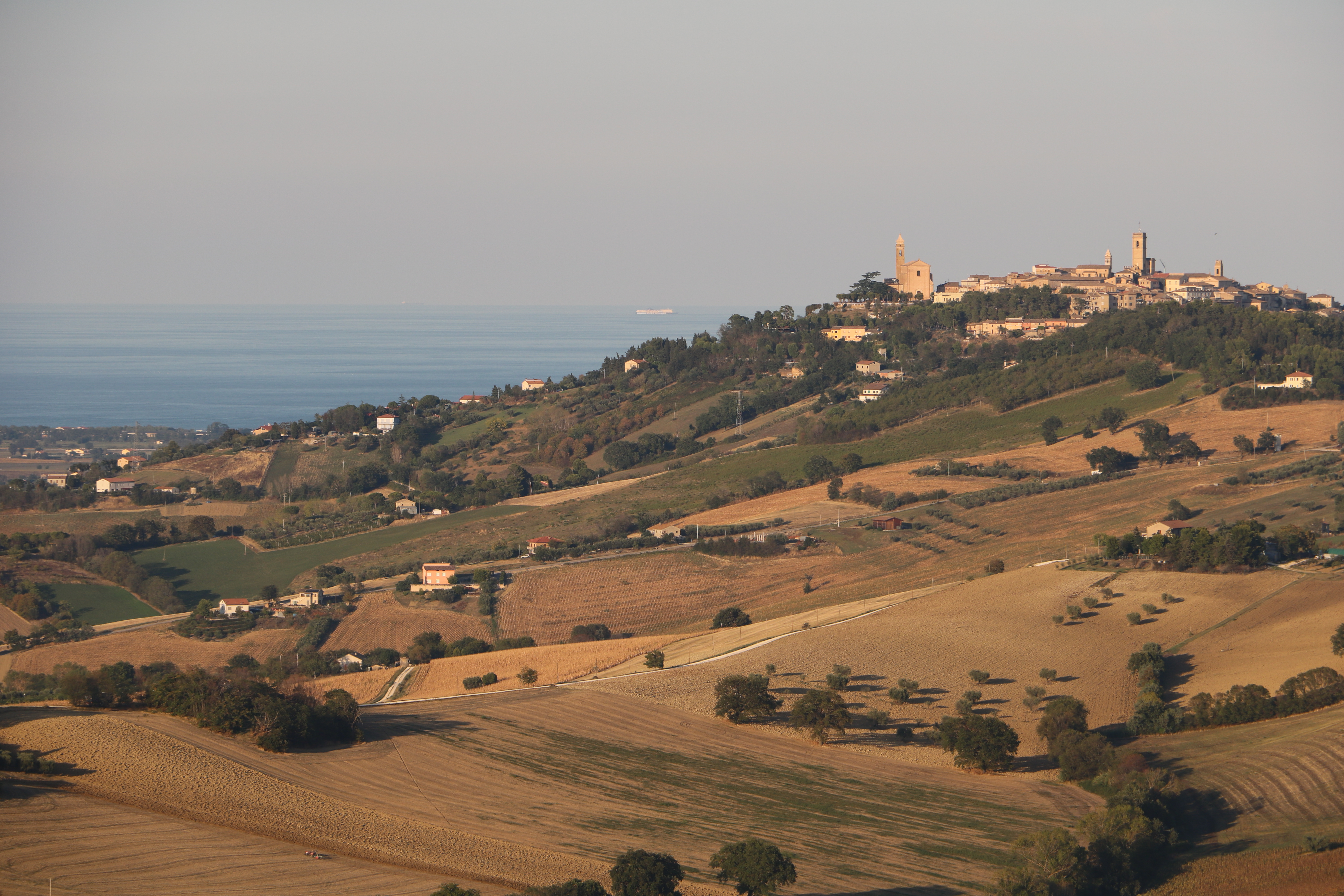
Potenza Picena, veduta

Bernabei (XIII), patrizi anconitati, conti 1700 -
Buonaccorsi (XIII), patrizi maceratesi 1496, bolognesi 1677, conti di Castel San Pietro -
Cenerelli (XVIII) -
Carradori (XIV), conti, patrizi maceratesi, nobili di Ancona e di Recanati -
Gasparrini (XVI) -
Grisei (XVI), nobili di Camerino sec. XVIII -
Manciforte (XVII), patrizi anconitani, marchesi -
Marefoschi (XVII) -
Mazzagalli (XIII), conti sec. XVII, nobili di Recanati, patrizi di Foligno -
Pasquali (XVI) -
Rinaldini (XV), conti, patrizi anconitani -
Scoccia (XVI) -
Torre (della) (XVII), conti, patrizi maceratesi 1720, nobili di Recanati 1732

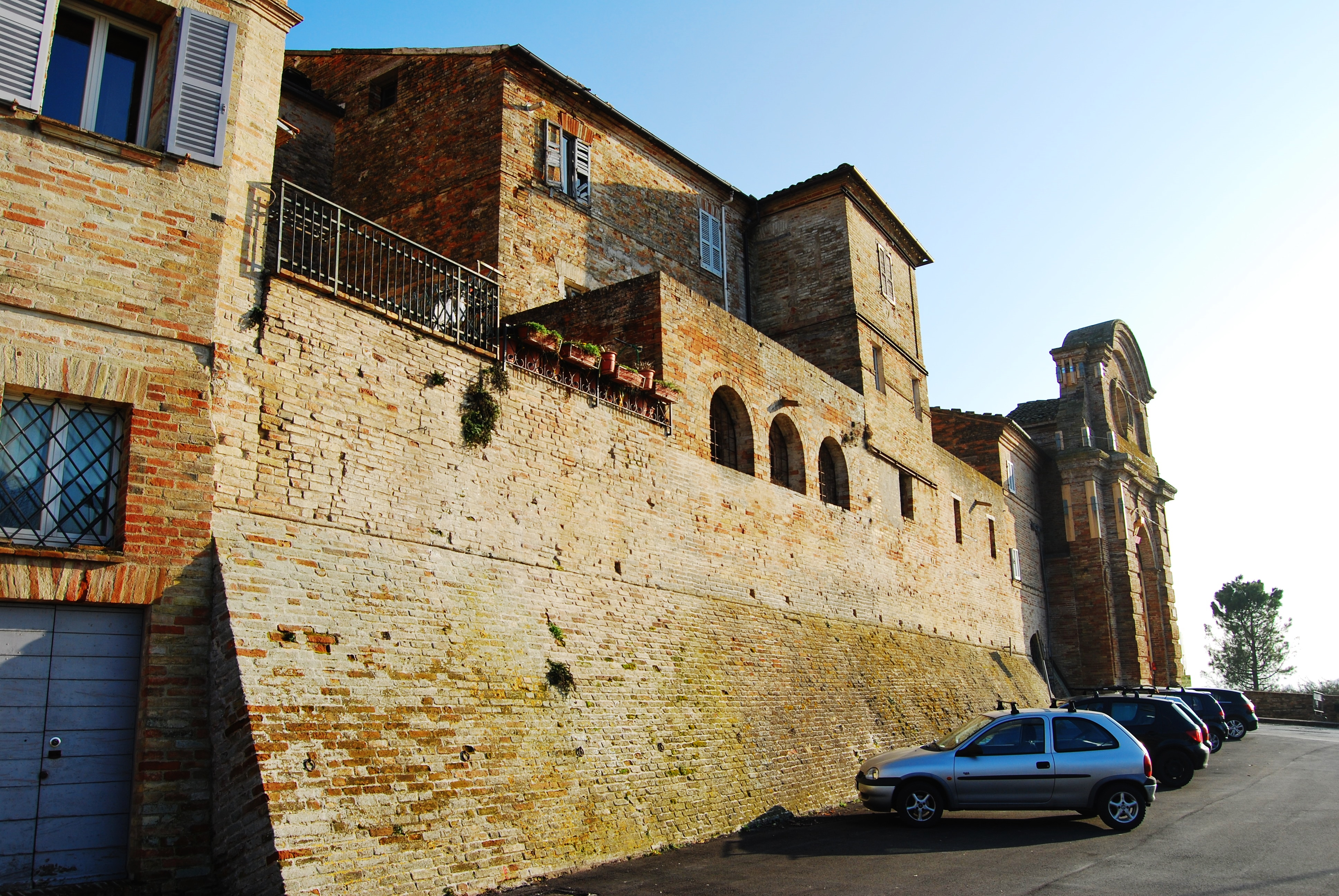
Corridonia, Porta Romana

Bartolazzi (XV), nobili di Cingoli 1788, nobili di Fabriano -
Foglietti (cfr. Sant'Elpidio) -
Franchellucci (XVIII) -
Gregoretti (XVIII) -
Latini (XVI) -
Marucci (XVIII) -
Nobili (XI), feudali, signori di Petriolo 1236 -
Orsetti (XVI) -
Pampinoni (XVI) -
Paoletti (XVIII), nobili di Fabriano 1800 -
Riccardini (XVIII) -
Rossini (XVI) -
Tomassini (XVIII) -
Ugolini (X), feudali, signori di Castel Collebucato, marchesi -
Vincenzi (XVIII)
Amici (XVI), patrizi maceratesi -
Bartoli (XVIII) -
Buzi (XVIII), nobili di Fiume -
Ciccolini (cfr. Castelfidardo) -
Collaterali (XV) -
Giovannoni (XVIII) -
Grisei (cfr. Montesanto) -
Luciani (XVIII) -
Malvezzi (XVII) -

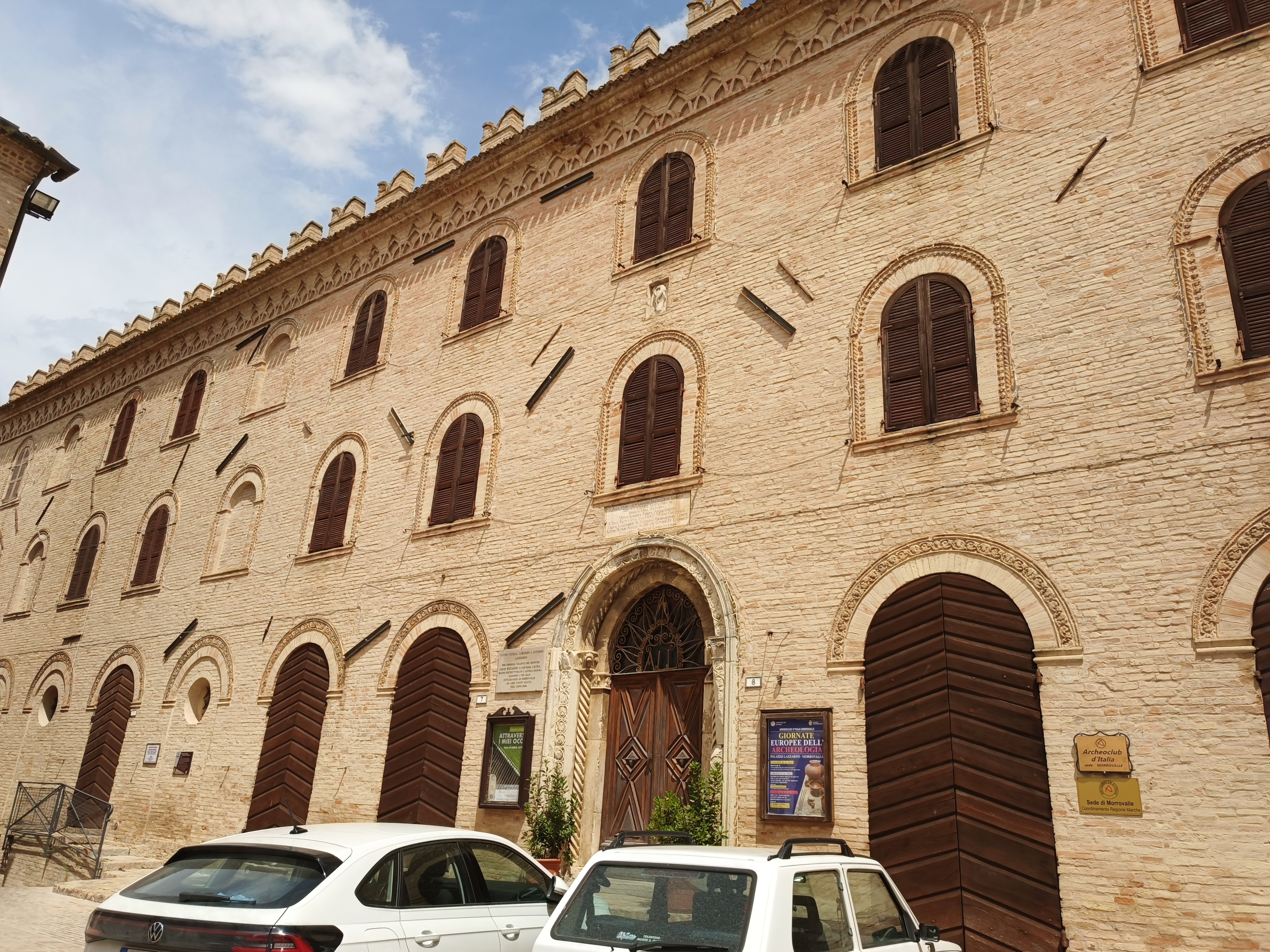
Morrovalle, Palazzo Comunale

Marchetti (XV), nobili di Macerata -
Mazza (XVII) -
Meconi (XVIII) -
Mozzi (XV), patrizi maceratesi -
Porfiri (XVI), conti -
Prosperi (XVIII) -
Roberti (cfr. Sant'Elpidio)
Brancadori (XVIII) -
Brancondi (XVIII) -
Cini (XVIII) -

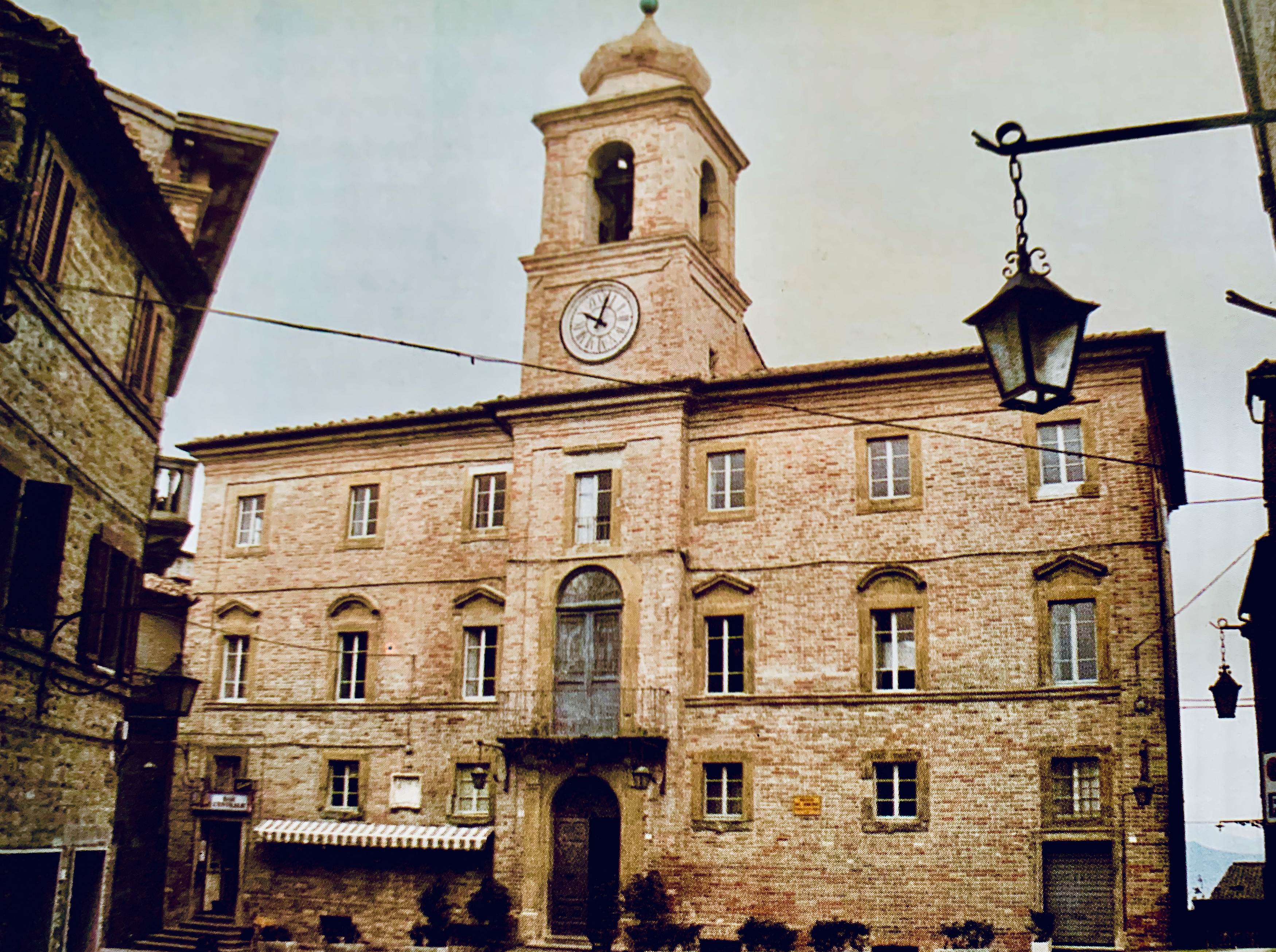
Penna San Giovanni, Palazzo Comunale

Colucci (XIII), nobili di Ascoli 1775, nobili di Camerino 1793 -
Ferraguti (XVII), nobili di Ascoli 1788 -
Miti (XVIII) -
Perucci (XVII) -
Rioli (XVI) -
Scipioni (XVI) -
Vecchi (XIII), patrizi fermani
Alavolini (XIV), nobili di Fano, patrizi maceratesi, conti palatini del S.R.I. 1499 -
Anselmi (XVI) -

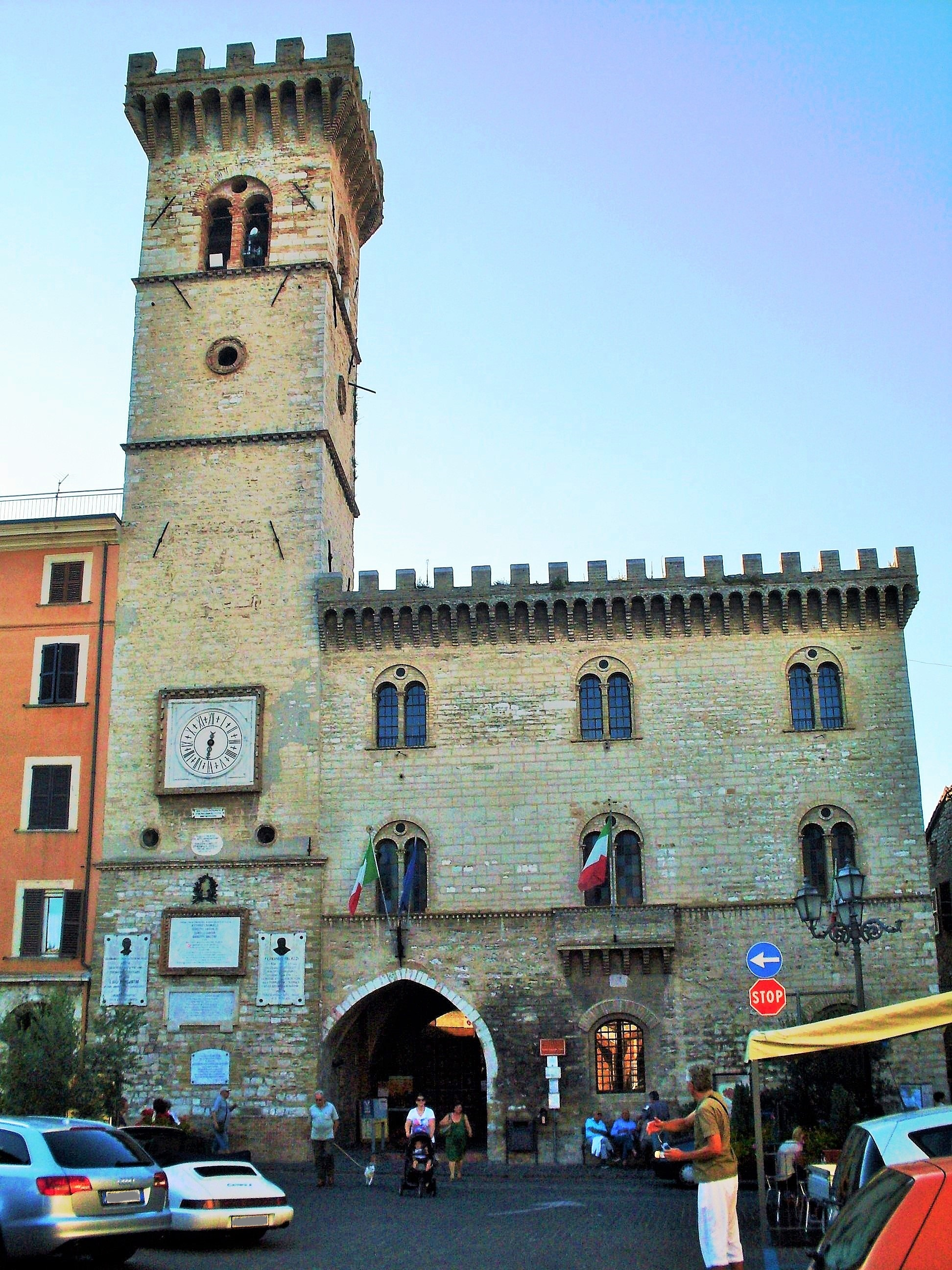
Arcevia, Palazzo Comunale

Bianchi (XIII), feudali, signori di Rosora dal 1249 -
Brunamonti (XII), feudali, conti di Serra e nobili di Gubbio sec. XIII, nobili di San Marino sec. XVII -
Carletti (XV), conti palatini del S.R.I. 1721 -
Filippini (XIII), feudali, signori di Montesecco 1238 -
Fossa (XIII), feudali a Rocca 1284, nobili di Jesi -
Mannelli (XIII) -
Michelangeli (XVI) -
Niccolini (XVII) -
Orsini (XV), nobili di Norcia -
Padovani (XV) -
Palazzi (XVI), ordine di Cristo 1613 -
Pascuzi (XIV) -
Rotati (XVI) - Stelluti Scala (XIII), feudali, conti di Rotorscio 1662, nobili di Fabriano 1711, nobili di Macerata 1737 - Tarugi (XIII), feudali, signori del Monte 1226 -
Tasti (XIII) -
Tesei (XVI) -
Zitelli (XIV), conti palatini del S.R.I.

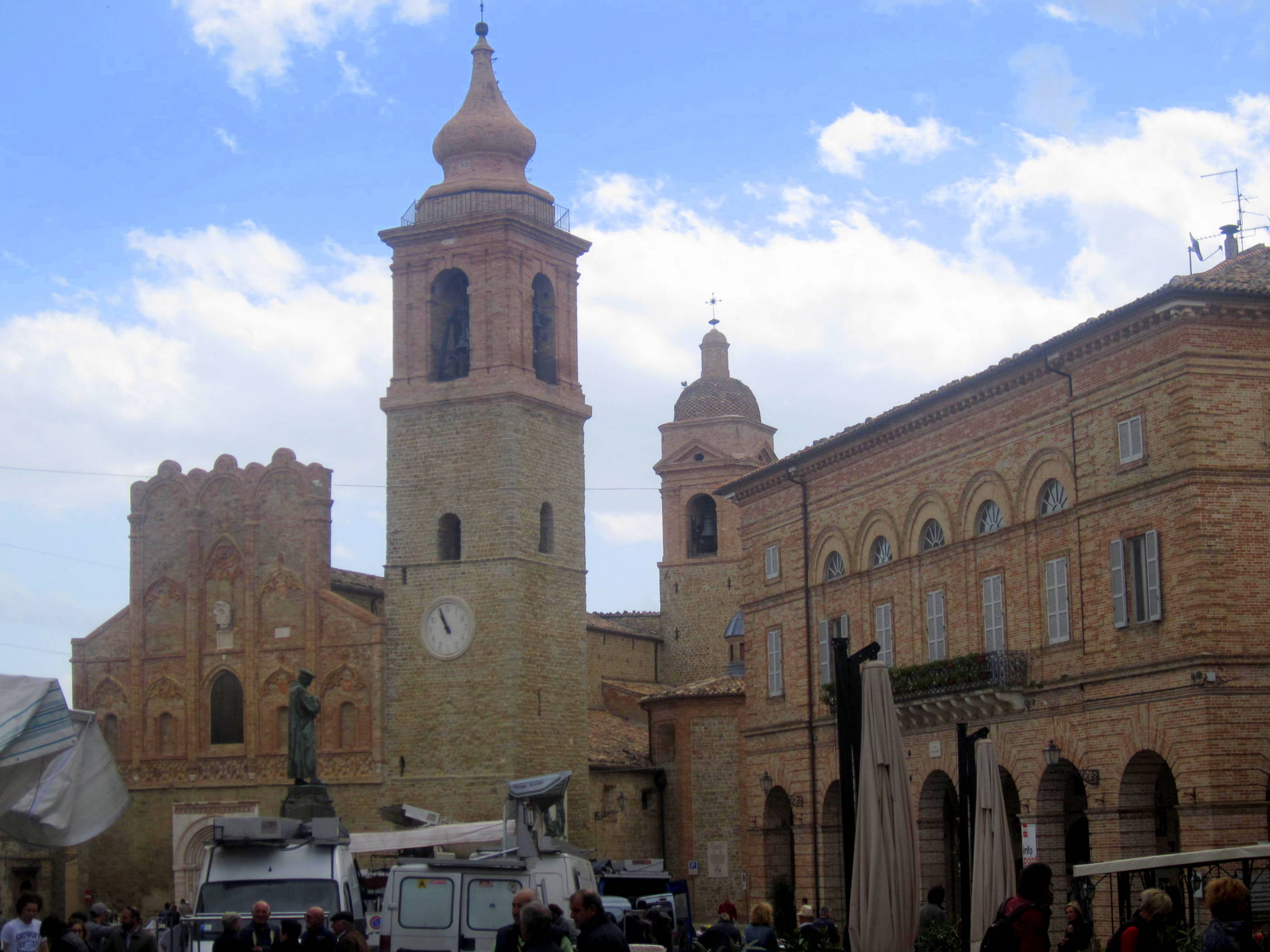
San Ginesio, Piazza Gentili

Barbi (XVI), nobili di Macerata 1642 -
Benigni (XVI) -
Bruti (XVII) -
Caioti (XVII) -
Clementini (XVII) -
Flaviani (XVII) -
Gentili (XII), feudali, marchesi, nobili del S.R.I. -
Giberti (XII), feudali, consorti di San Costanzo e Cerreto, marchesi, nobili di Ascoli 1607, nobili di Montalto 1649, nobili romani 1654 -
Leopardi (XIII) -
Lucci (XVIII) -
Maiani (XVII) -
Matteucci (XIII), feudali, patrizi fermani, ordine di San Michele sec. XVI, nobili di San Severino, nobili di Ravenna -
Mazzabufi (XIV) -
Michelangioli (XVIII) -
Migliorelli (XIII) -
Morichelli (XVI) -
Onofri (XVI), ordine di San Michele 1650, conti di San Benedetto in Valle Maestra 1795 -
Pallotta (XIII), feudali, conti, patrizi di Camerino e Macerata, nobili di Tolentino e di Ferrara -
Passeri (XIII), ordine di Cristo 1631 -
Petrelli (XV) -
Ragoni (XVI) -
Vannarelli (XIV)
Bazzani (XVI) -

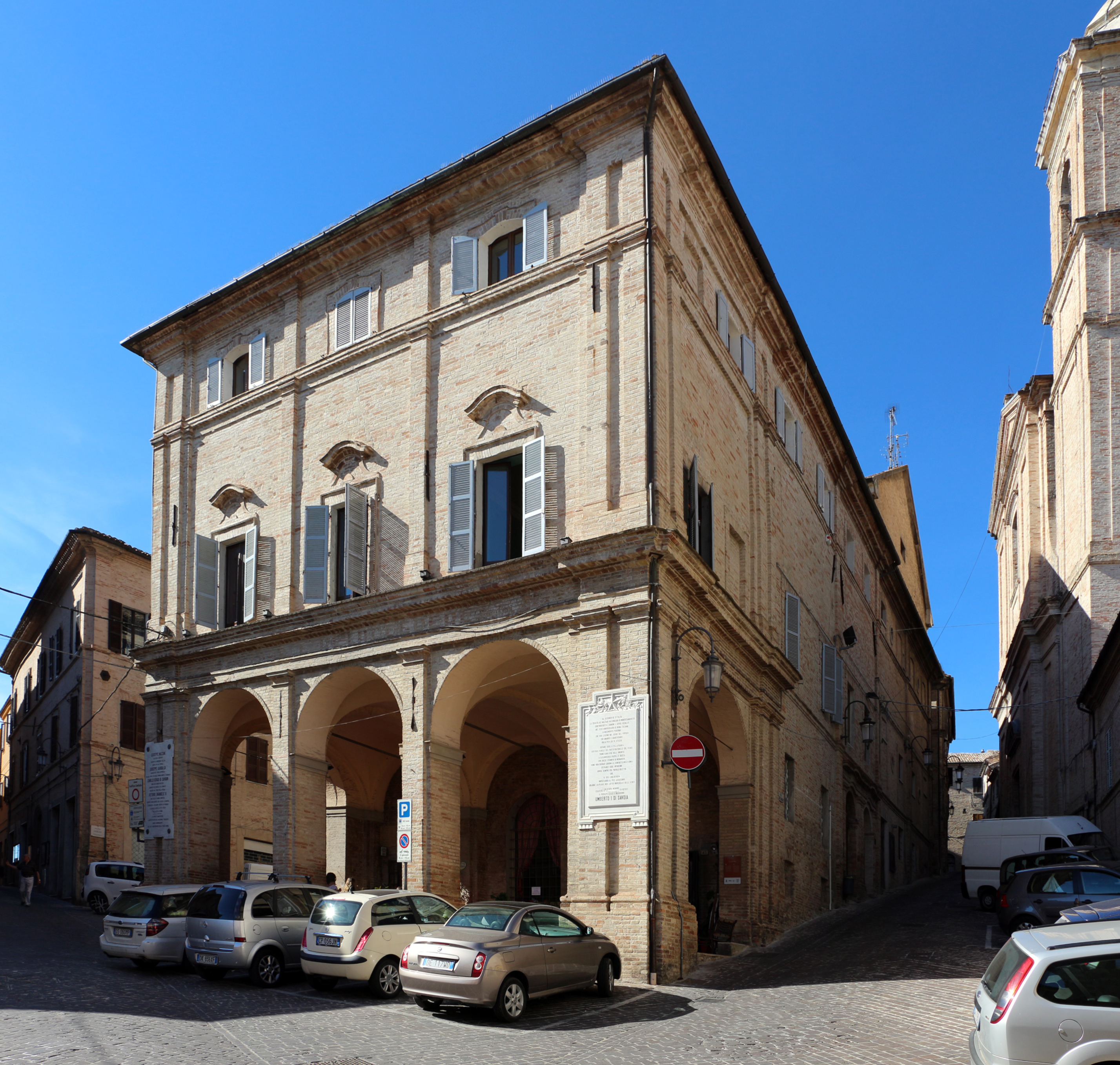
Monte San Giusto, Palazzo Comunale

Bonafede (XIV), conti, patrizi fermani -
Capparucci (XVIII) -
Cardelli (XVIII) -
Ercolani (XVII) -
Felicioni (XVIII) -
Foglietti (cfr. Montolmo) -
Olivieri (XVIII) -
Pansoni (XVII) -
Pesci (XVI) -
Roberti (cfr. Morrovalle) -
Romani (poi Romani-Adami) (XVI), patrizi maceratesi e fermani, conti 1794 -
Rossi (XVII) -
Sperandi (XVIII) -
Tallevi (cfr. Sant'Elpidio) -
Vincenzi (XVIII)
Acciarrini (XIV) -
Antonelli (XVIII) -

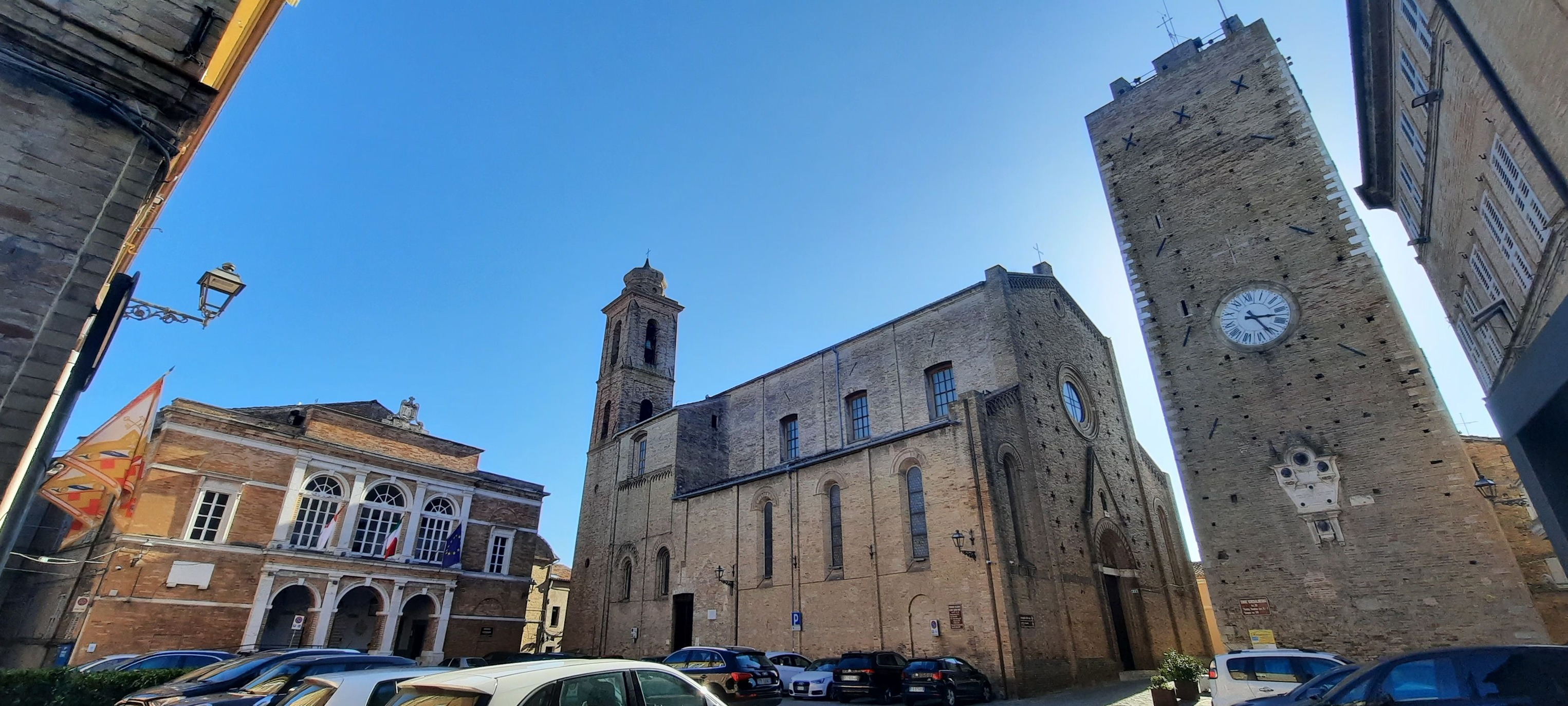
Sant'Elpidio a Mare, Piazza Matteotti

Asclepi (XIV), nobili romani sec. XVII, conti 1704, patrizi maceratesi 1726 -
Bartocci (XVIII) -
Brancadoro (XII), feudali, conti palatini del S.R.I. sec. XIII, marchesi, patrizi fermani, nobili di Fano e di Orvieto -
Bulgarini (XIII), patrizi maceratesi 1593 -
Cassini (XIV), nobili di Macerata -
Compagnoni-Marefoschi (XII), feudali, conti, patrizi maceratesi, anconitani e sammarinesi, nobili romani coscritti, nobili di Orvieto e di Todi -
Conventati (XV), patrizi maceratesi 1645, 1722, conti -
Errighi (XVI) -
Passitelli (XIII) -
Ferranti (XVIII) -
Foglietti (XVI), patrizi maceratesi, conti 1805 -
Gerardini (XIII) -
Gigliucci (XV), patrizi fermani, patrizi ferraresi, conti di Serravalle -
Guerrieri (XV) -
Magnalbò (XVI), patrizi sammarinesi 1850 -
Mallio (XIV) -
Medaglia (XIV) -
Moscati (XVIII) -
Natinguerra (XIII) -
Odoardi (XIV) -
Palmili (XVIII) -
Pangrazi (XVIII), patrizi ascolani -
Roberti (XIV) -
Rossi (XIV) -
Ruggeri (XVIII) -
Sinibaldi (XV) -
Sisti (XVIII) -
Tallevi (XVIII) -
Tomassini (XVIII) -
Ubicini (XVII) -
Urbani (XV)
Agostinelli (XVII) -
Caosi de' Grandis (XVI) -
Fossa (cfr. Roccacontrada) -
Giampieri (XVIII) -

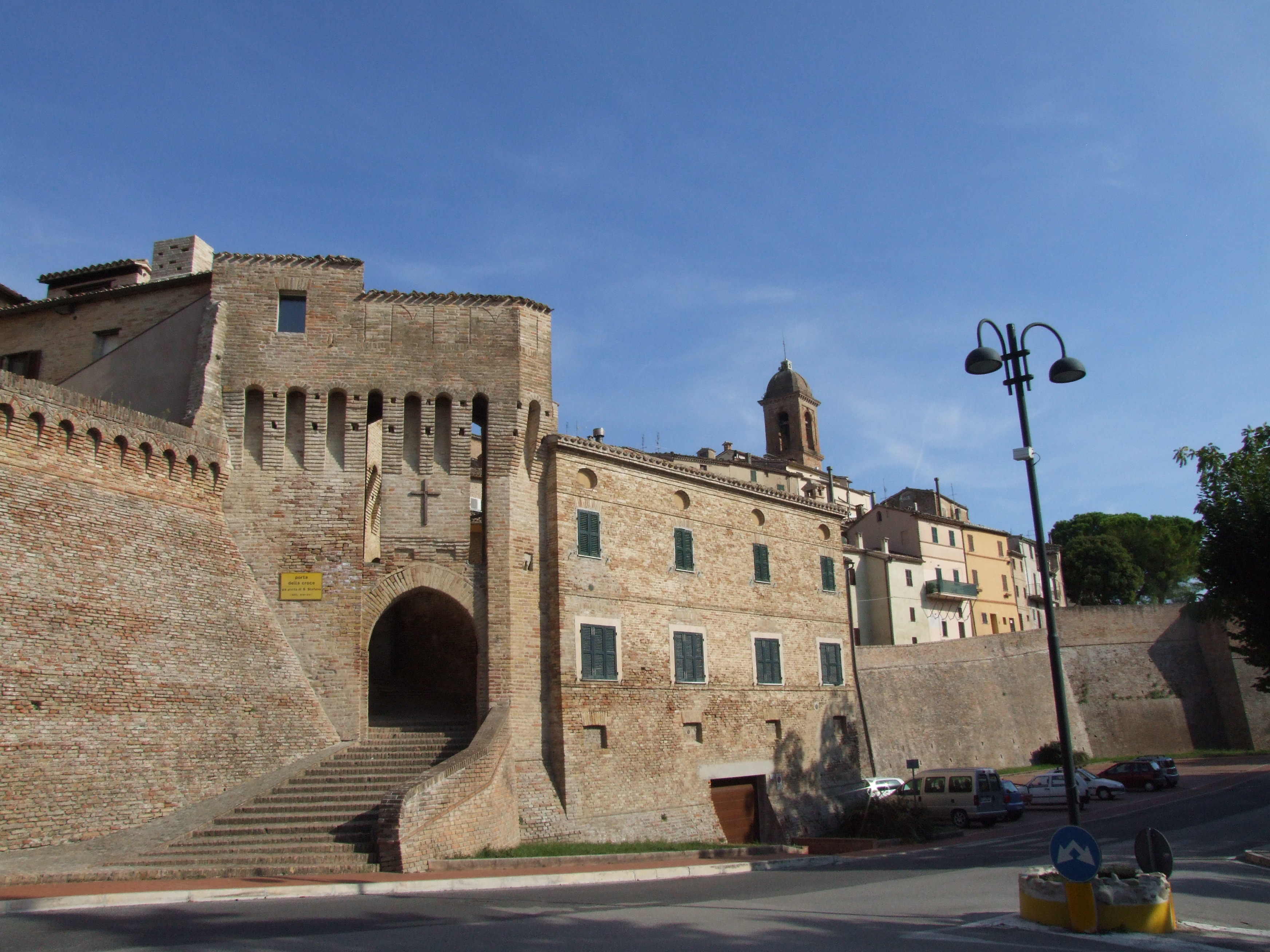
Serra de' Conti, veduta delle mura

Honorati (XV), nobili di Jesi, marchesi 1673 -
Laguidara (XVIII) -
Laurenti (XVII) -
Moroncelli (XVIII) -
Palazzesi (XVIII) -
Palazzi (cfr. Roccacontrada) -
Tomassini (XVIII)
Anselmi (XVIII) -
Armezzani (XVI) -
Biradelli (XVII) -
Bonacci (XVI) -
Borgiani (XVIII) -
Castiglini (XVI) -
Colbassani (XVI) -

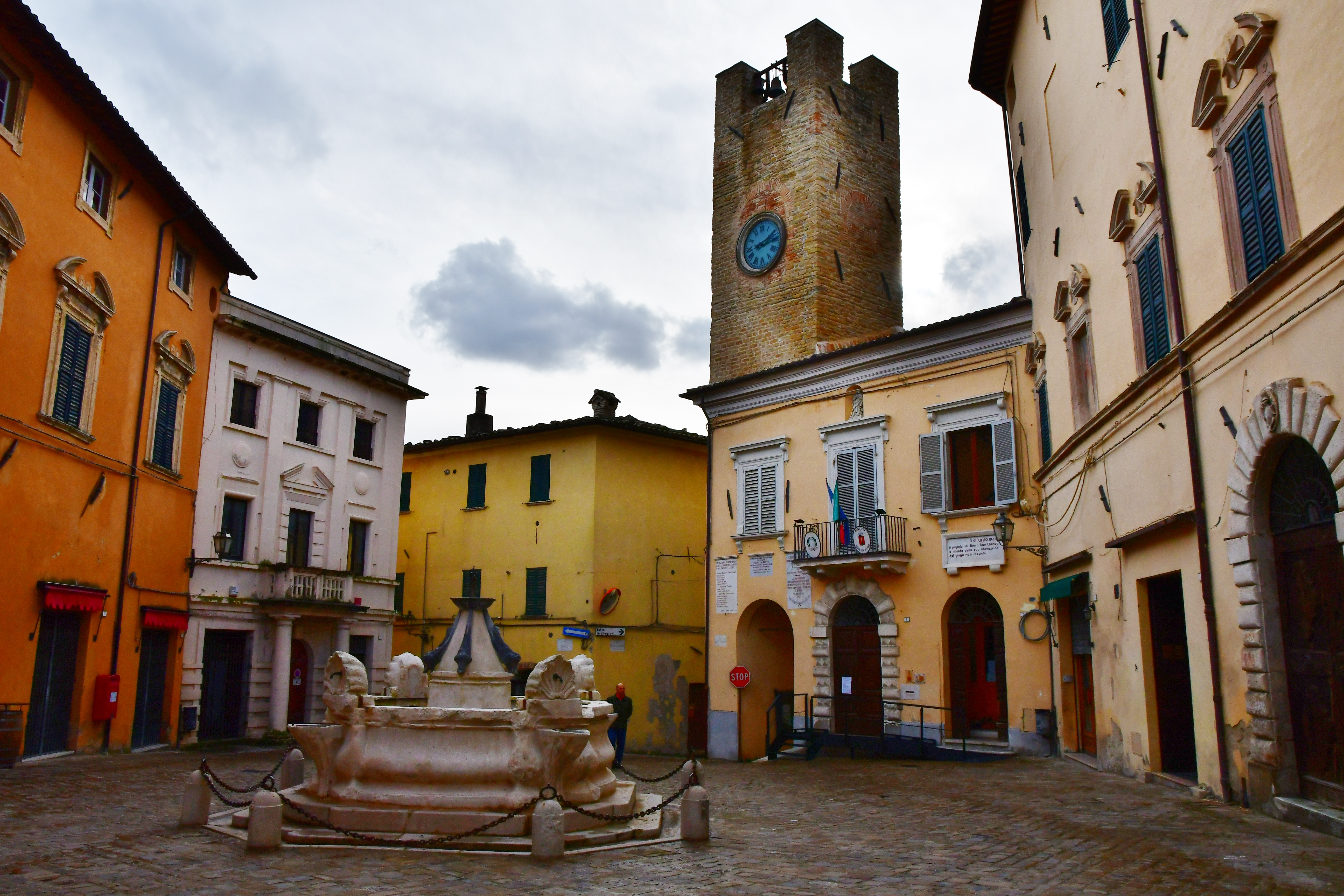
Serra San Quirico, Largo del Popolo

Colelli (XIV), ordine di Santo Stefano 1703 -
Fontana (XV) -
Gaspari (XVIII) -
Genga (della) (XIII), feudali, conti della Genga, nobili di Fano -
Grassi (XVIII) -
Laurenti (cfr. Serra de' Conti) -
Lupi (XVIII) -
Manci (XV) -
Marcellini (XVI), nobili di Fabriano 1710 -
Nicolai (XVII) -
Nicolini (XVI) -
Pandolfi (XVII) -
Racani (XVII) -
Rinaldi (XVIII) -
Romaldi (XV) -
Stefanini (XVI) -
Tosi (XV) -
Valeriani (XVII) -
Ventroni (XVI)